# Ravensburger

Sämtliche Logos seit dem Gründungsjahr 1883.
Bis 1974 wurden verschiedene Logos gleichzeitig verwendet.

Die Ravensburger AG ist eine weltweit tätige Unternehmensgruppe mit Hauptsitz in Ravensburg, die international vor allem durch die Herstellung von Gesellschaftsspielen und Puzzles bekannt ist. Als Firmenlogo dient ein blaues Dreieck mit dem Schriftzug „Ravensburger“. 2020 wurden 25 Millionen Spiele und 28 Millionen Puzzles verkauft. Als Puzzlehersteller ist Ravensburger in Europa führend und in Nordamerika an zweiter Position.

## Geschichte

### Gründung des Verlages Otto Maier

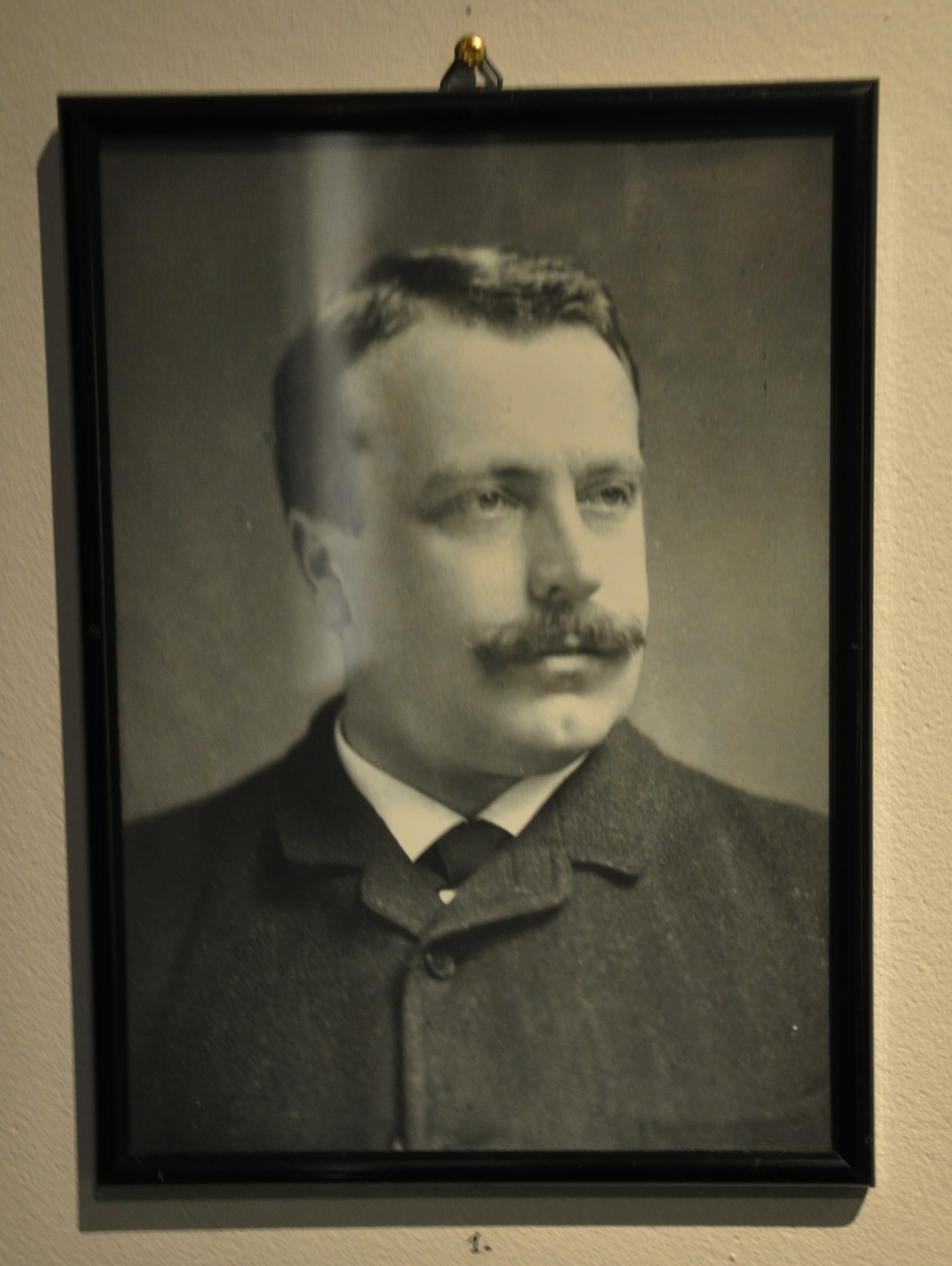
Otto Maier 1872

Otto Maier (1852–1925), Sohn des Ravensburger Buchhändlers und Verlegers Carl Maier (1819–1867), wurde 1876 Teilhaber der Dorn’schen Buchhandlung in Ravensburg und Biberach. Die Gründung eines eigenen Verlages wird im Rückblick auf das Jahr 1883 datiert. In diesem Jahr nämlich schloss der junge Verleger den ersten, heute noch erhaltenen Autorenvertrag ab und nummerierte die von ihm veröffentlichten Spiele fortan mit seinem Namenskürzel als OM 1 usw. (O[tto] M[aier], Spiel Nr. 1ff). Schon 1884 erschienen das erste Gesellschaftsspiel, die Reise um die Erde, und die ersten Jugenderzählungen des Pfarrers Christoph von Schmid.
Ab 1891 war Maier Alleininhaber der Buchhandlung in Ravensburg, verkaufte diese aber im März 1893; für die Fortführung der Verlagstätigkeit wurde die Verlagsbuchhandlung „Otto Maier“ im Handelsregister des Königlichen Amtsgericht Ravensburg eingetragen.
Konzentrierte sich Maier in den ersten Jahren auf Vorlagemappen für Handwerker, Bildungs- und Familienspiele, Ratgeber und Kindererzählungen, so kamen um 1900 Bilderbücher, Bücher und Hefte für Kinderbeschäftigungen, kunsttechnische Anleitungen und Bastelliteratur hinzu. In den Jahren vor dem Ersten Weltkrieg hatte der Verlag bereits rund 800 verschiedene Spiele- und Büchertitel im Sortiment. Der Name „Ravensburger Spiele“ wurde im Jahre 1900 vom Kaiserlichen Patentamt patentiert. 1912 wurden schon zahlreiche Produkte nach Westeuropa und Russland exportiert. 1914 erwirtschaftete der Verlag 200.000 Mark Umsatz mit 15 Mitarbeitern.

### Zweite Generation
Im Juli 1920 gründete Maier mit seinem ältesten Sohn Otto Maier (1891–1952) die Offene Handelsgesellschaft „Otto Maier“ (Handelsregistereintrag im Februar 1921), auf die das bisherige Geschäft überging. Otto Maier jun. wurde damit Mitgesellschafter. 1924 zog sich der Firmengründer aus dem Unternehmen zurück; sein Sohn Otto wurde Geschäftsführer und die beiden anderen Söhne Karl Maier (1894–1979) und Eugen Maier (1899–1945) wurden Mitgesellschafter des Verlags; er starb 1925. Danach gab es mit Maiers Ehefrau Helene und den Kindern Otto, Karl und Eugen vier Gesellschafter; später waren die drei Brüder zu gleichen Teilen Gesellschafter.
Ab Ende der 1920er Jahre wurde der Verlag unter anderem durch handliche Kino-Sport-Bücher bekannt. Dabei bezog sich der Hinweis Kino darauf, dass in aufeinanderfolgenden Seiten die Einzelphasen einer Sportart in Fotos dargestellt sind. Beim schnellen Abblättern am Rand bewegen sich die Sportler. Deshalb hieß der Werbespruch auf dem Umschlag auch „mit Bildern, die sich wirklich bewegen“.
Von den 1930er- bis zu den 1950er-Jahren war der Verlag hauptsächlich Buchverlag – Beschäftigungsmittel, Gesellschaftsspiele, Quartette und Geduldsspiele ergänzten das Programm. 1939 erwirtschaftete der Verlag mit 65 Mitarbeitern 600.000 Reichsmark Umsatz. Während der Zeit des Nationalsozialismus erschienen bei Otto Maier unter anderem die von der Reichsjugendführung herausgegebenen Werkblätter der Hitlerjugend.
Eugen Maier starb am letzten Kriegstag, am 8. Mai 1945. Ansonsten überstand der Verlag „Otto Maier“, der seit diesem Zeitpunkt als Kommanditgesellschaft geführt wurde, den Zweiten Weltkrieg ohne Schäden und arbeitete danach schon in den Jahren des Wiederaufbaus weiter.
1946 wurde die Tochtergesellschaft „Graphische Kunstanstalt Maier“ GmbH gegründet. Diese betrieb eine Druckerei mit graphischer Kunstanstalt, später auch Kartonage, Buchbinderei, Plastik- und Holzverarbeitung. Karl Maier war Geschäftsführer; Otto Julius Maier wurde 1970 weiterer Geschäftsführer, Dorothee Hess-Maier ab 1978 ebenso.
1949 kam der Buchhändler Erwin Glonnegger zum Verlag, anfangs im Vertrieb von Fachbüchern, war er ab 1951 für das Spieleprogramm beim Verlag zuständig. Zu dieser Zeit machte der Buchverlag ungefähr 1,5 Millionen DM und der Spieleverlag 0,5 Millionen DM Umsatz.
1952 starb Otto Maier; sein Bruder Karl war damit alleiniger persönlich haftender Gesellschafter der Kommanditgesellschaft.
In den 1950er Jahren wuchs das Programm an Gesellschaftsspielen, Kinder- und Jugendbüchern und an Fachbüchern für Kunst, Architektur und Hobby.
Ab 1957 wurden verschiedene Logos mit einem Dreieck und verschiedenen Schriftzügen („Ravensburger Spiele“, „Ravensburger Bilderbücher“ bzw. „Otto Maier Verlag Ravensburg“) eingeführt, hierbei wurden verschiedene Farben für das Dreieck (z. B. schwarz, grün, blau oder rot) und den Schriftzug (z. B. schwarz oder weiß) verwendet.
1959 erschien das Spiel memory, 1960 das Spiel Malefiz, welche beide millionenfach verkauft wurden. Seit Beginn der 1960er Jahre überflügelte der Spielebereich den Buchsektor beim Umsatz.
Mit einem neuen Gesellschaftsvertrag Ende der 1950er oder Anfang der 1960er Jahre wurde das Unternehmen von „Otto Maier“ in „Otto Maier Verlag“ (ab 1961 als HRA 20 beim Amtsgericht Ravensburg geführt) umbenannt;

### Dritte Generation
1963 wurde Otto Julius Maier (* 1930), Sohn von Otto Maier, zuvor Prokurist, neben Karl Maier ebenfalls persönlich haftender Gesellschafter. 1967 wurde Dorothee Hess-Maier (* 1936), Tochter von Eugen Maier, zuvor ab 1963 Prokuristin, ebenfalls persönlich haftende Gesellschafterin.
Das Unternehmen wuchs stark und entwickelte sich zu einem großen Medienunternehmen, es entstanden ausländische Tochterunternehmen in den Niederlanden (1964) und Italien (1966).
Seit 1964 produziert der Verlag Interlocking-Puzzles, von denen mittlerweile jährlich bis zu 28 Millionen Stück (2020) verkauft werden. 1965 erwirtschaftete der Verlag mit 280 Mitarbeitern über 10 Millionen DM Umsatz. 1969 wurde der „Ravensburger Verlag Gesellschaft mit beschränkter Haftung“ gegründet.
1969 stieg der Otto Maier Verlag beim 1934 in Stuttgart gegründeten, seit 1954 in Wildberg ansässigen Sportartikel- und Spielwarenhersteller „Fritz Löhmann Holz- und Spielwarenfabrik“ ein. 1970 wurde in Wildberg die „Fritz Löhmann Gesellschaft mit beschränkter Haftung“ gegründet. 1973 zogen sich Fritz und Margarete Löhmann aus Altersgründen zurück; die Geschäftsführung wurde 1975 abgegeben. 1977 wurde das Unternehmen nach Ravensburg verlegt; 1981 wurde die in Ravensburg ansässige Abteilung verkauft.
1970 gründeten verschiedene Spielwarenhersteller (Lego, Otto Maier Verlag, Margarete Steiff, Gebrüder Faller, Gebrüder Märklin) in Stuttgart das Marktanalyseunternehmen „Markenspielwarendienst“ als Joint Venture (GmbH HRB 4211 beim Amtsgericht Stuttgart). Erste Geschäftsführer waren Karl Franck (Lego), Otto Julius Maier, Hans-Otto Steiff (Steiff), Edwin Faller (Faller) und Karl Heller (Märklin); später wurde Heinz-Georg Schöneberg (Revell), danach Dieter Breede Geschäftsführer. 1984 wurde das Unternehmen mit der Otto Maier Verlag GmbH verschmolzen.
1970 wurde die Schweizer Niederlassung „Otto Maier GmbH“ gegründet. Kurz darauf wurde zusammen mit dem Schweizer Spielehersteller „Carlit“ die „Carlit- und Ravensburger-Spiele Vertriebs AG“ gegründet. Weitere Tochterunternehmen entstanden in Österreich (1970) und Frankreich (1974).

Logo der Marke Ravensburger, ab 1974

Seit 1974 wird für alle Produkte (u. a. Bücher, Spiele und Puzzles) in der rechten unteren Ecke das als Warenzeichen eingetragene Logo mit dem blauen Dreieck und dem weißen Schriftzug „Ravensburger“ verwendet. Die vorher für verschiedene Produkte verwendeten verschiedenen Logos wurden nicht weiter geführt.
1977 wurde das Unternehmen organisatorisch in einen Spieleverlag und einen Buchverlag mit getrennten Außendiensten (getrennte Geschäftsbereiche) aufgeteilt.
Ab 1977 war Carlit ein Tochterunternehmen des Ravensburger Verlags. 1979 wurde die in Rupperswil (Schweiz) ansässige „Otto Maier GmbH“ mit der „Carlit AG“ verschmolzen.
1979 erwirtschaftete der Verlag mit 800 Mitarbeitern über 100 Millionen DM Umsatz. 1979 starb Karl Maier.
Ab 1981 wurde der „Otto Maier Verlag“ als GmbH geführt: die beim Handelsregister Ravensburg geführte Kommanditgesellschaft „Otto Maier Verlag“ (HRA 20) wurde in die neu gegründete GmbH „Otto Maier Verlag GmbH“ (HRB 619) überführt.
1984 wurde die 1946 gegründete „Graphische Kunstanstalt Maier“ geändert: „Ravensburger Film + TV“ wurde nun eine Filmproduktionsgesellschaft, geführt von Anton Dressendörfer und Claus Runge, ab 1988 auch Peter Hille; die Ravensburger Film + TV GmbH war Gründungsmitglied der Fernsehsender Sat.1 (anfangs 2,5 %, später 1 %) und Nickelodeon (10 %). 1993 wurden Dressendörfer und Runge durch Andreas Hess ersetzt. Ab 1997 hieß das Unternehmen „FB Fernsehen-Beteiligungs-GmbH“ und war nun ein Tochterunternehmen der neu gegründeten „Ravensburger Film + TV GmbH“; 1998 wurde der Sitz von Ravensburg nach München verlegt.
Seit 1986 gibt es ein Tochterunternehmen in Belgien.
1987 wurde das in Ravensburg ansässige von Wolfgang Richard Marchand geführte Unternehmen „Lesen und Freizeit Verlag GmbH“ (L&F) übernommen und in „Ravensburger Buchverlag Otto Maier GmbH“ (HRB 687) umbenannt.
Im Dezember 1987 wurde die „Otto Maier Verlag GmbH“ (HRB 619) in die Aktiengesellschaft „Otto Maier Verlag Ravensburg Aktiensgesellschaft“ (HRB 975) umgewandelt,
Ende 1989 wurden die „Fritz Löhmann Gesellschaft mit beschränkter Haftung“ (HRB 371) in „Ravensburger Spieleverlag GmbH“ sowie die Schweizer „Carlit- und Ravensburger-Spiele Vertriebs AG“ in „Carlit + Ravensburger AG“ umbenannt.
Im November 1990 wurde der 1959/1964 gegründete in Bicester ansässige englische Spiele- und Puzzlehersteller „Michael Stanfield“ übernommen, der seit 1991 als Tochterunternehmen im Vereinigten Königreich geführt wird; seit 1996 heißt das Unternehmen „Ravensburger Limited“.

### Ravensburger Aktiengesellschaft
Im Februar 1992 wurde die 1969 gegründete GmbH „Ravensburger Verlag Gesellschaft mit beschränkter Haftung“ (HRB 122) mit der „Otto Maier Verlag Ravensburg Aktiengesellschaft“ (HRB 975) verschmolzen, im selben Monat wurde die „Ravensburger Verlag GmbH“ (HRB 1277) neugegründet. Im Mai 1992 wurde die „Ravensburger AG“ (HRB 1302) gegründet. Im Dezember dann wurden die „Ravensburger Spieleverlag GmbH“ (HRB 371) in „Ravensburger Spielevertrieb GmbH“ umbenannt sowie die „Ravensburger Freizeit und Promotion-Service GmbH“ (HRB 1354) und die „Ravensburger Spieleverlag GmbH“ gegründet (HRB 1355). Die Ravensburger Freizeit- und Promotion-Service GmbH bietet neben Sonderfertigungen von Spielen und Puzzles für Industrie und Handel auch einen Animations-Service, Groß- und Gruppenspiele sowie maßgeschneiderte Veranstaltungskonzepte an. Seit Juni 1993 ist die „Ravensburger AG“ als Holding für die Tochtergesellschaften tätig. Der zu Beginn des Jahrhunderts eingeführte Markenname „Ravensburger“ wurde zum Firmennamen.
Ab Dezember 1995 gab es die „Ravensburger Interactive Media GmbH“ durch Umbenennung der „Ravensburger Verlag GmbH“ (HRB 1277), welche u. a. CD-ROMs für Kinder und Jugendliche herausgab. 1996 verschmolz die „Ravensburger Spielevertrieb GmbH“ (HRB 371) mit der „Ravensburger Spieleverlag GmbH“ (HRB 1355).
1996 wurde der deutsche Spieleverlag F.X. Schmid („F.X. Schmid Vereinigte Münchener Spielkartenfabrik GmbH & Co.“ in Prien am Chiemsee) mit der 1991 übernommenen Spielkartenfabrik Altenburg GmbH übernommen. Die 1977 gegründete „RPS Handels GmbH“ wurde dabei ebenfalls übernommen. Die Spielkartenfabrik Altenburg hatte 1995 mit über 100 Beschäftigten zum ersten Mal positiv abgeschlossen, die deutlich größere Mutter F.X. Schmid machte vor der Übernahme 87 Million DM Umsatz. Die seit 1998 in München bei der Wirtschaftskanzlei Nörr, Stiefenhofer & Lutz ansässige RPS Handels GmbH veröffentlichte 2010 bis 2012 verschiedene Kinderbücher.
1996 wurde ein Produktionswerk im französischen Chalon-sur-Saône mit rund 100 Mitarbeitern eröffnet, 1998 wurde die Produktion in Méru geschlossen und nach Chalon-sur-Saône verlagert. 2001 sollte das Werk ebenfalls geschlossen werden.
Ab 1996 beteiligte sich Ravensburger an dem 1993 gegründeten tschechischen Spielehersteller „AC Dino Efekt“, das Unternehmen in Jablonec nad Nisou, an dem Ravensburger mit 50 % beteiligt war, wurde in „Dino + Ravensburger s.r.o.“ umbenannt; 2004 wurde die Zusammenarbeit beendet; seitdem heißt das Unternehmen „Dino Toys“.
1997 übernahm Ravensburger das 1996 gegründete tschechische Unternehmen „Tofa Games & Puzzles s.r.o.“. Ab 1998 hieß es „Tofa Polička s.r.o.“, ein Teil der Ravensburger Produktion wird seit 1998 im tschechischen Polička durchgeführt; seit 1999 heißt das Unternehmen „Ravensburger Karton s.r.o.“. 2013 waren ungefähr 150 Mitarbeiter beschäftigt, 2023 durchschnittlich 629.
Im November 1997 wurde die polnische Vertriebsgesellschaft „Toma plus Ravensburger“ als Joint Venture gegründet, an der Ravensburger mit 79 % beteiligt war. Nach der Komplettübernahme 2002 wurde sie 2003 liquidiert.

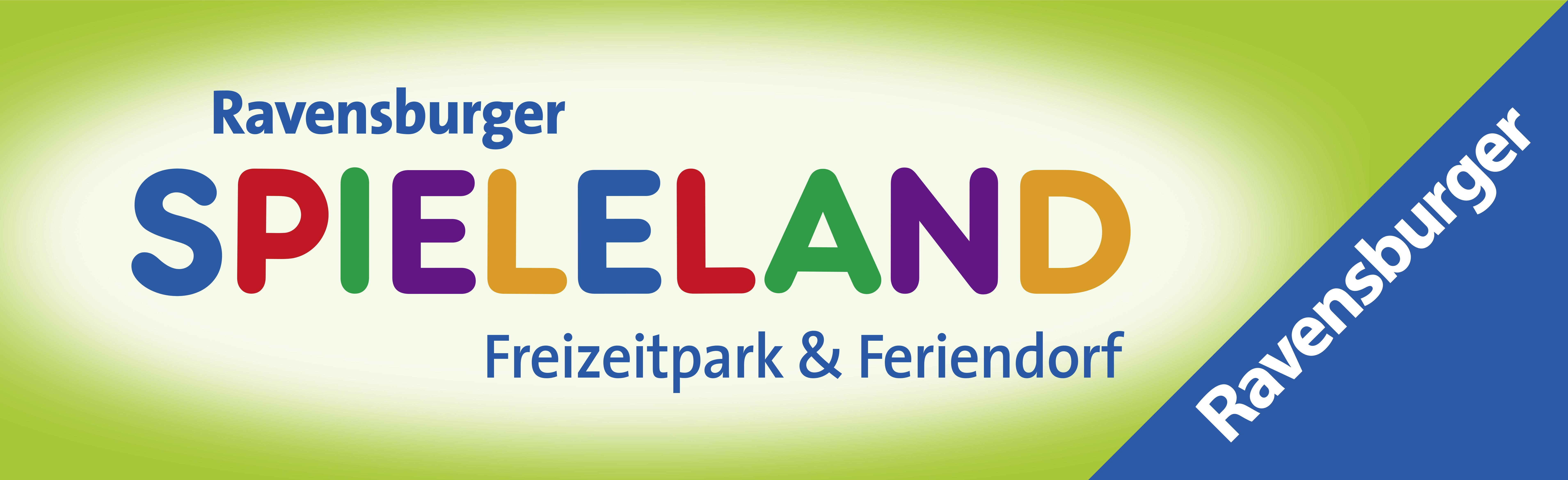
Eröffnung Ravensburger Spieleland 1998

1997 wurde die „Ravensburger Spieleland Aktiengesellschaft“ (HRB 1799) gegründet, welche 1998 den Freizeitpark Ravensburger Spieleland eröffnete.
1998 wurde der französische Verlag Jeux Nathan, der 1997 einen Umsatz von knapp 100 Millionen DM hatte, übernommen. Ravensburger hatte nun fünf französische Tochterunternehmen: „Ravensburger S.A.“ in Chalon-sur-Saône, „Jeux Ravensburger S. A.“ in Attenschwiller, „Jeux Educatifs de France S.A.“ und „Société de Développement de Jeux Educatifs S. A.“ in Paris sowie „Société de Fabrication des Jeux Educatifs et du Matériel Didactique“ in Méru.
Im selben Jahr trennte sich der Ravensburger Buchverlag von seinem Programmbereich Ratgeber um sich ganz auf Kinder- und Jugendbücher zu konzentrieren. Weiter wurde der Geschäftsbereich „Musik & Video“ errichtet; Es gab nun die Geschäftsbereiche „Spieleverlag“, „Buchverlag“, „Multimedia“, „Musik & Video“, „Freizeit- und Promotion-Service“, „Spieleland“ und „RTV“. Die Bereiche „Multimedia“ und „Musik & Video“ wurden 2001/2002 wieder eingestellt.
1999 wurde das in Berlin und Darmstadt ansässige Unternehmen Berliner Spielkarten übernommen; seit 1999 gibt es ein Tochterunternehmen in den USA; an dem in Salem, New Hampshire ansässigen Unternehmen „Ravensburger F. X. Schmid USA Inc.“ war Ravensburger mit 85 % beteiligt.
1999 wurde zum ersten Mal in der Firmengeschichte ein Verlust verzeichnet, der 7,4 Millionen DM betrug.
2000 wurden die „Ravensburger Beteiligungs-GmbH“ und die „Ravensburger Holding GmbH & Co. KG“ gegründet. Die Holding, bei der die Familienmitglieder Kommanditisten sind, hält eine Mehrheitsbeteiligung an der Ravensburger AG. Die Beteiligungs-GmbH ist Geschäftsführer der Holding und wird von Familienmitgliedern geleitet.
2002 gab es beim Ravensburger Buchverlag 1.800 lieferbare Titel und beim Ravensburger Spieleverlag 800 lieferbare Produkte (Spiele, Puzzles, Hobbyprodukte). Jährlich erschienen rund 40 neue Spiele, 120 neue Puzzles und 450 neue Kinder- und Jugendbücher auf dem Markt. Ravensburger-Produkte werden in mehr als fünfzig Länder exportiert.
Ende 2002 wurde die „Spielkartenfabrik Altenburg GmbH“ durch den Spielkartenkozern Carta Mundi übernommen.
Seit 2003 gibt es ein Tochterunternehmen in Spanien; seit 2004 gibt es ein Büro Hongkong.
Bis 2005 war Ravensburger mit ca. 90 % Anteilsbesitz Hauptaktionär der RTV Family Entertainment AG, RTV stand dabei für Ravensburger Film + TV. Dieser Anteil wurde 2005 von der österreichischen Film & Medien Beteiligungs-GmbH, Wien (F&M), übernommen. 2007 erwirtschaftete der Verlag mit 1430 Mitarbeitern 290 Millionen Euro Umsatz.
Im Museum Ravensburger kann man seit 2010 die Geschichte des Unternehmens kennenlernen und erfahren, wie Spiele gemacht werden.
Seit 2011 ist Clemens Maier, Sohn von Otto Julius Maier Mitglied des Vorstandes der Ravensburger AG; seit 2017 ist er Vorstandsvorsitzender.
Die Ravensburger Spieleland AG wurde 2012 in die Ravensburger Freizeit und Promotion GmbH integriert.
Zum 27. Dezember 2012 erwarb Ravensburger für 8,9 Millionen Euro 62 % der Anteile des in Seattle, Washington ansässigen US-amerikanischen Unternehmens „Wonder Forge“ mit 12 Mitarbeitern. Mitte des Jahres 2013 erhöhte sich der Anteil auf 68 % und 2015 auf 100 %. 2017 wurde Wonder Forge in „Ravensburger North America“ umbenannt.
2014 gab es insgesamt 7.000 verschiedene lieferbare Produkte. 2014 wurde bekanntgegeben, dass jährlich 400 neue Bücher, 150 neue Spiele und 500 neue Puzzles herausgegeben werden. 2014 wurde ein zweites Tochterunternehmen Polička, Tschechien gegründet, welches sich seit 2018 in Prag befindet.

Übernahme Brio 2015

2015 wurde der schwedische Spielzeughersteller Brio und damit auch der zugehörige schwedische Spieleverlag Alga übernommen.
2015 wurde beschlossen strategisch von einer funktionialen auf eine divisionale Organisationsstruktur im Vorstand zu wechseln; seit 2016 gibt es einen eigenen Geschäftsbereich „Nordamerika“.
Das ehemals selbstständige Tochterunternehmen Ravensburger Digital GmbH wurde zum 1. Januar 2017 mit der Ravensburger AG vereinigt.
Im September 2017 wurde der 1985 gegründete US-amerikanische Spieleverlag Thinkfun (Denkspiele wie zum Beispiel Rush Hour) übernommen.
2019 wurde eine Reorganisation der Vertriebsstruktur angekündigt. Der Spieleverlag und der Buchverlag wurden zum „Ravensburger Verlag“ zusammengefasst, die 1977 eingeführte Trennung der Geschäftsbereiche wieder aufgehoben.
Nach eigenen Angaben ist die Ravensburger AG seit der Gründung 1883 ein Familienunternehmen.
Seit 2020 gibt es eine Niederlassung in Polen.
Im Corona-Jahr 2020 konnte Ravensburger mit 2304 Mitarbeitern den Umsatz um mehr als 20 % auf 632 Millionen Euro steigern; es wurden 25 Millionen Spiele und 28 Millionen Puzzles verkauft.
Seit 2021 gibt es eine chinesische Niederlassung in Shanghai.
2022 wurde der in der Slowakei ansässige holzverarbeitende Betrieb „Designwood“ übernommen und firmiert nun als „Ravensburger Wood Slovakia“. Bei der polnischen Crowdfunding-Plattform „Gamefound“ investierte Ravensburger 4 Millionen Euro; Ravensburger ist mit 36,4 % an „Gamefound“ beteiligt.
Seit 2023 ist Ravensburger auch in Mexiko vertreten.

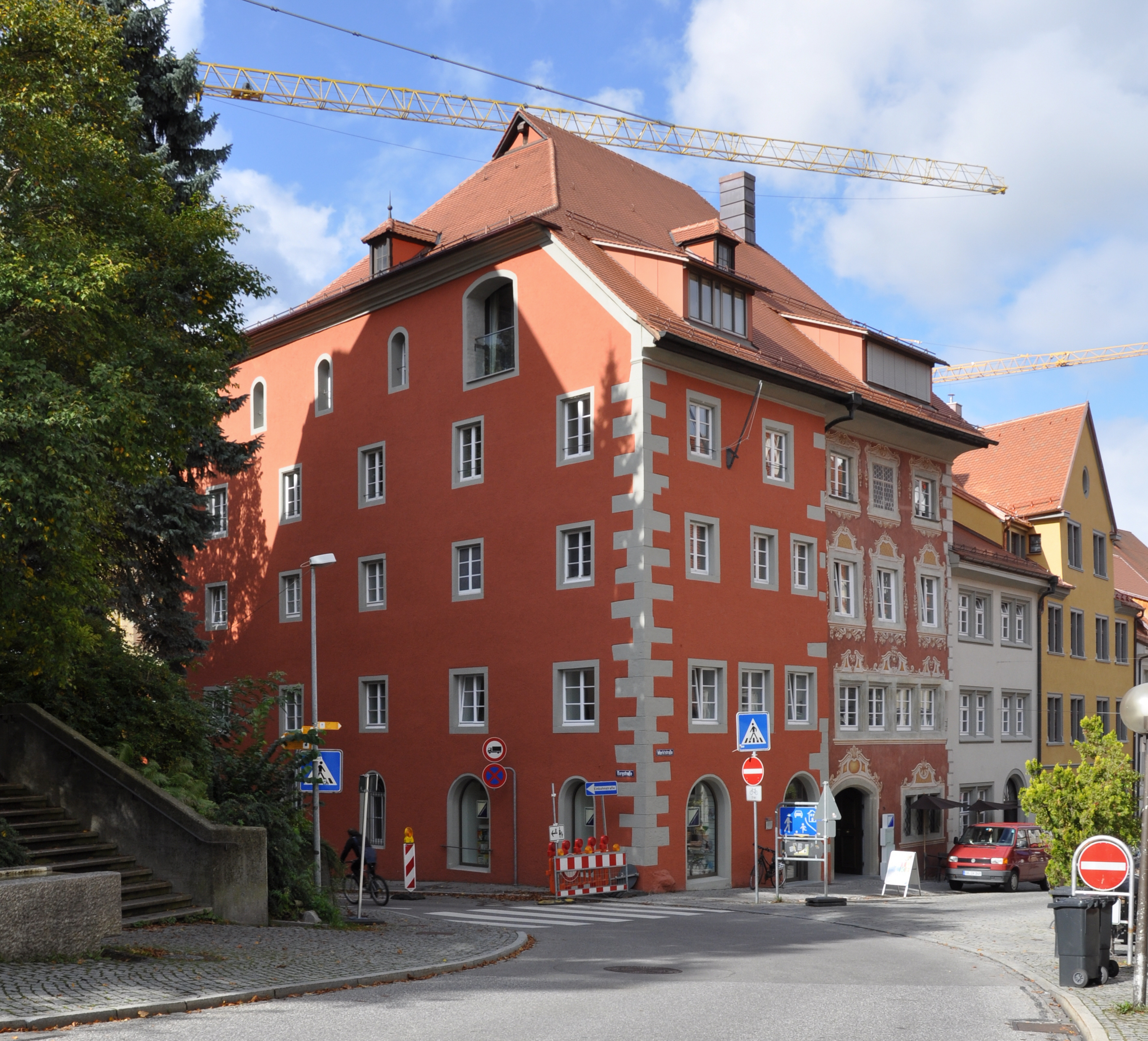
Stammhaus des Otto Maier Verlags in der Marktstraße in Ravensburg (heute Museum Ravensburger)
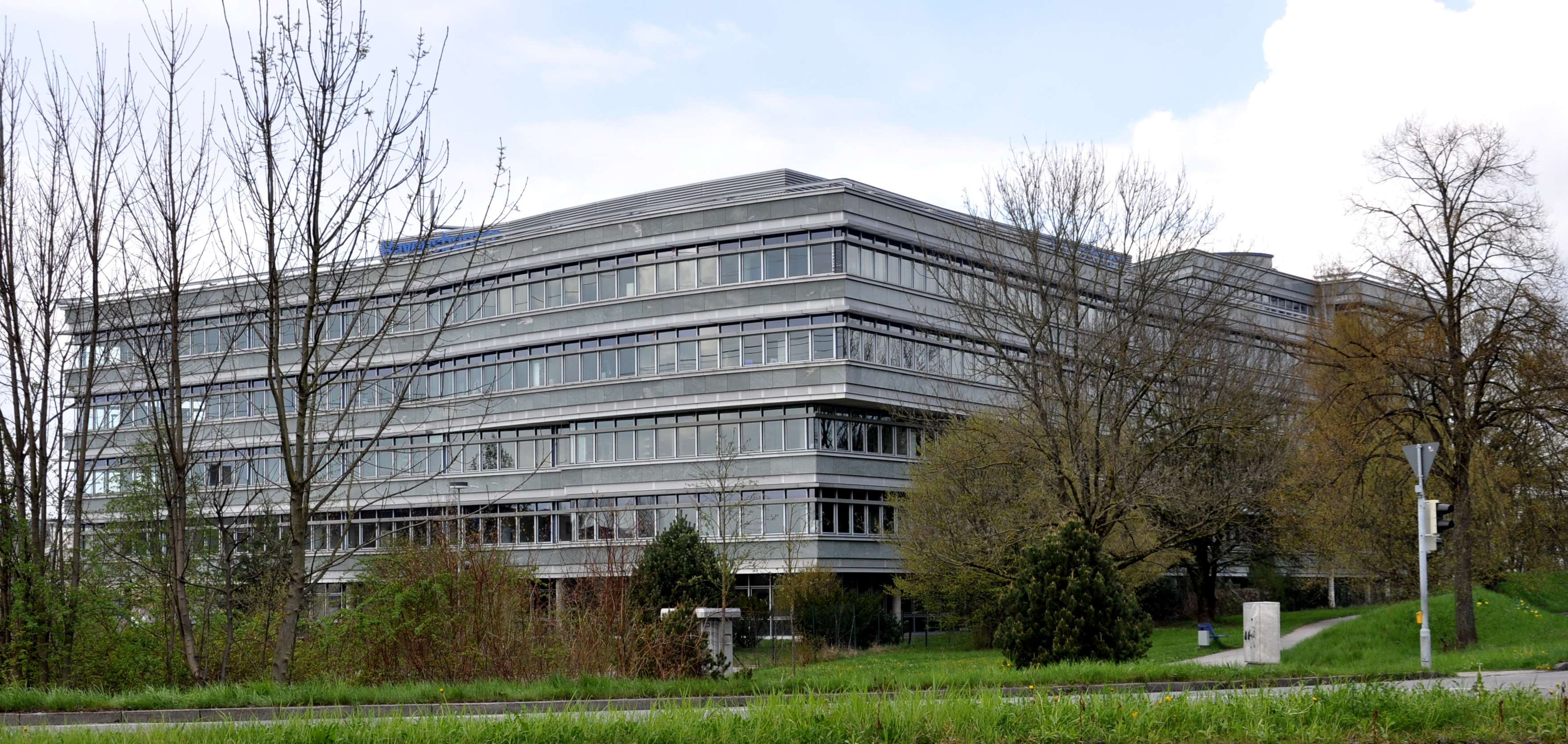
Verwaltungsgebäude am Hauptsitz in der Robert-Bosch-Straße in Ravensburg, Ansicht von der Jahnstraße
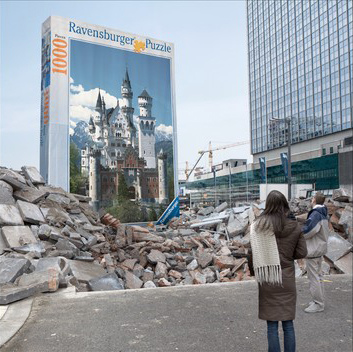
Überdimensionale Version eines Ravensburger Puzzles zu Werbezwecken
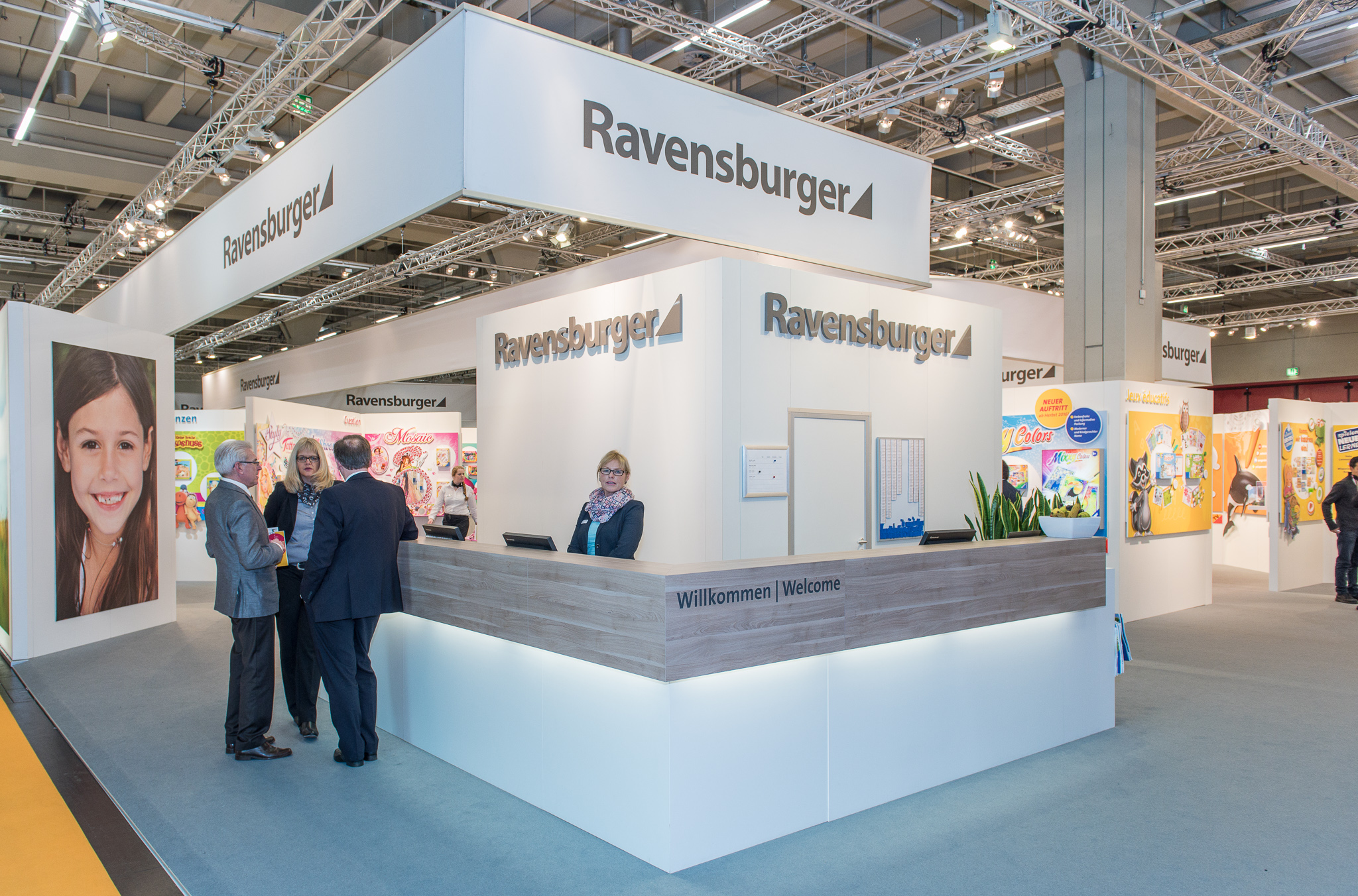
Stand auf der Nürnberger Spielwarenmesse 2016
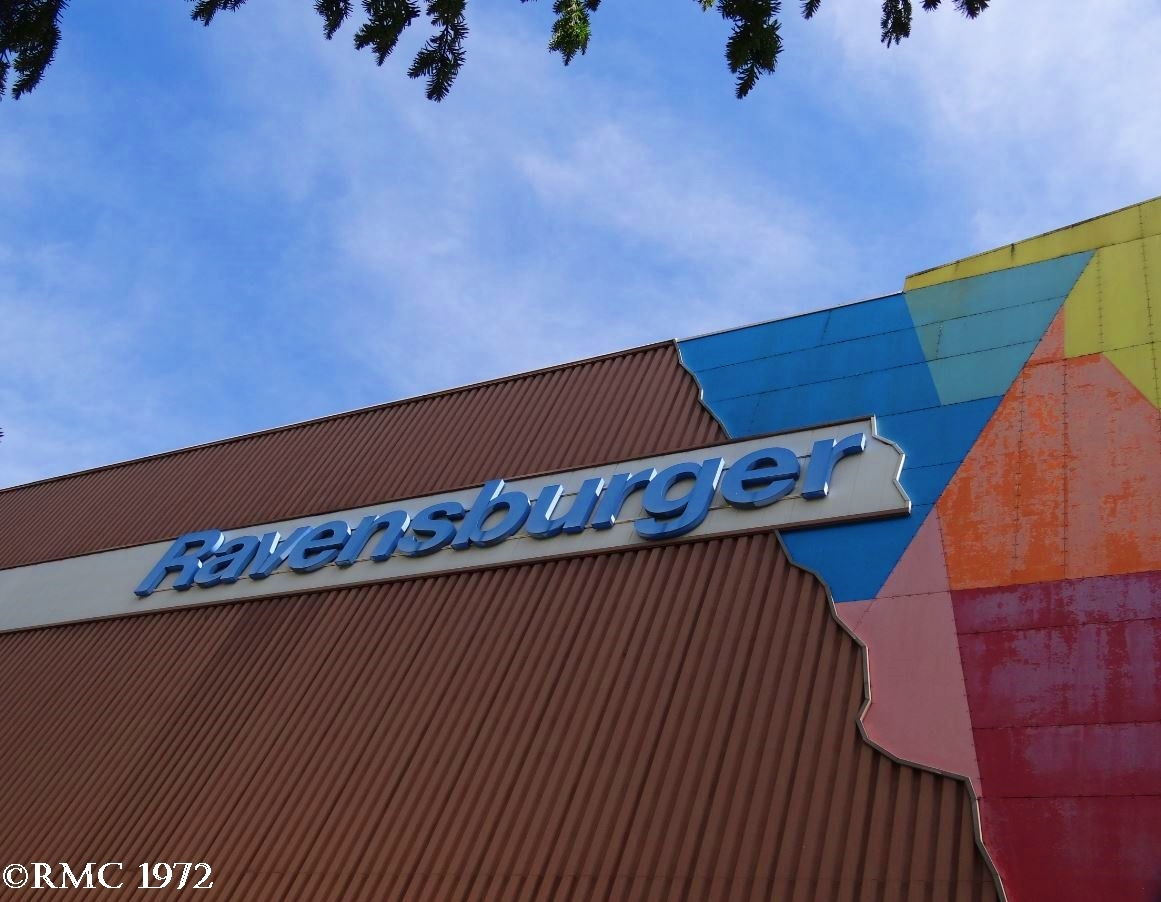
Ravensburger Spiele Verlag Ravensburg

## Stiftung Ravensburger Verlag
Die Stiftung Ravensburger Verlag hat das Ziel, das kulturelle und soziale Umfeld von Kindern und Familien zu stärken. Die gemeinnützige Stiftung wurde im Jahr 2000 durch die Unternehmensgruppe Ravensburger AG und ihre Gesellschafter errichtet. Ihre Zwecke und Projekte orientieren sich an den Zielen und Programmen von Ravensburger: Im Fokus stehen Kinder und Familien, Bildung und Erziehung. Seit 2011 vergibt die Stiftung jährlich zwei mit jeweils 15.000 Euro dotierte Preise: Der Buchpreis Familienroman der Stiftung Ravensburger Verlag ist ein Literaturpreis für erzählende Prosa in deutscher Sprache, die ein zeitgenössisches Bild der Familie zeichnet. Mit dem sogenannten Leuchtturmpreis Ehrenamt werden Projekte, Institutionen und Einzelpersonen ausgezeichnet, die sich im Bereich Bildung und Erziehung für Kinder und Jugendliche vorbildlich engagieren. Mit Kunst.Klasse. (seit 2009), Werk.Klasse. (seit 2016) und Theater.Klasse. (seit 2022) fördert die Stiftung Programme in Schulen, in deren Rahmen Kinder ihre künstlerischen Talente entdecken und entfalten können.

## Marken
- alea (seit 1999)
- Alga (Schweden, seit 2015)
- Brio (Schweden, seit 2015)[83]
- Carlit (Schweiz, seit 1977)
- Fishtank (2000 bis 2002)[102]
- FX / F.X. Schmid (seit 1996)
- GraviTrax (seit 2017; Kugelbahn-System)
- Ministeps (seit 2003;[23] Baby-Spielzeuge und -Bücher)[103]
- Nathan (Frankreich, seit 1998, Puzzle-Marke)[70]
- Ravensburger (seit 1974)
- Ravensburger Spieleland
- ThinkFun (USA, seit 2017)[104]
- tiptoi (seit 2010)
- Wonder Forge (USA, seit 2012)[105]

## Unternehmensstruktur und Geschäftsführung

### Aktuelle Standorte
Folgende Unternehmen werden aktuell (Stand: 2025) als Standorte bei Ravensburger ausgewiesen:
Deutschland
- Ravensburger AG, Ravensburg, Deutschland (seit 1992)
- Ravensburger Verlag GmbH, Ravensburg, Deutschland (seit 2019)
- Ravensburger Freizeit und Promotion GmbH, Meckenbeuren, Deutschland (seit 1992)

Europa
- Ravensburger B.V., Amersfoort, Niederlande (seit 1964)
- Ravensburger S.r.l, Assago, Italien (seit 1966)
- Ravensburger Verlag GmbH, Wiener Neudorf, Österreich (seit 1970)
- Carlit + Ravensburger AG, Würenlos, Schweiz (seit 1970)
- Jeux Ravensburger S.A.S., Pfastatt, Frankreich (seit 1974)
- Ravensburger S.A./N.V., Brüssel, Belgien (seit 1986)
- Ravensburger Ltd., Bicester, Vereinigtes Königreich (seit 1991)
- Ravensburger Karton s.r.o., Polička, Tschechien (seit 1997)
- Ravensburger Iberica S.L.U., Madrid, Spanien (seit 2003)
- Ravensburger CEE s.r.o., Prag, Tschechien (seit 2014)
- Brio AB, Malmö, Schweden (seit 2015)
- Ravensburger Verlag GmbH, spółka z ograniczoną odpowiedzialnością, Warschau, Polen (seit 2020)

Nordamerika
- Ravensburger North America, Inc., Portsmouth, New Hampshire, Vereinigte Staaten (seit 1999)
- Ravensburger North America, Inc., Seattle, Washington, Vereinigte Staaten (seit 2012)
- Ravensburger ThinkFun, Inc., Alexandria, Virginia, Vereinigte Staaten (seit 2017)
- Ravensburger de México S. de R.L. de C.V., Mexiko-Stadt, Mexiko (seit 2023)

Asien
- Ravensburger Hong Kong Ltd., Hongkong, China (seit 2004)
- Brio HK Ltd., Hongkong, China (seit 2015)
- Brio Japan K.K., Tokio, Japan (seit 2015)
- Ravensburger Trading Shanghai Co., Ltd., Shanghai, China (seit 2021)

### Geschäftsbereiche und Tochterunternehmen 2018
Vor der Umstrukturierung 2019 wurde zwischen den Geschäftsbereichen Spieleverlag und Buchverlag unterschieden. 2018 bestand die Ravensburger AG aus folgenden Geschäftsbereichen und Tochtergesellschaften:
- Geschäftsbereich Kinder- und Jugendbuch (seit 1977)
  - Ravensburger Buchverlag Otto Maier GmbH, Ravensburg, Deutschland
- Geschäftsbereich Freizeit und Promotion
  - Ravensburger Freizeit und Promotion GmbH, Ravensburg, Deutschland
- Geschäftsbereich Spielwaren (seit 1977)
  - Ravensburger Spieleverlag
    - Ravensburger Spieleverlag GmbH, Ravensburg, Deutschland
    - Ravensburger B.V., Amersfoort, Niederlande (seit 1964)
    - Ravensburger s.r.l., Mailand, Italien (seit 1966)
    - Ravensburger Ges. m.b.H., Wien, Österreich (seit 1970)
    - Carlit + Ravensburger AG, Würenlos, Schweiz (seit 1970)
    - Jeux Ravensburger S.A.S., Pfastatt, Frankreich (seit 1974)
    - Ravensburger S.A./N.V., Brüssel, Belgien (seit 1986)
    - Ravensburger Ltd., Bicester, Vereinigtes Königreich (seit 1991)
    - Ravensburger Karton s.r.o., Polička, Tschechien (seit 1997)
    - Ravensburger Iberica S.L.U., Madrid, Spanien (seit 2003)
    - Ravensburger Hong Kong Ltd., Hongkong, China (seit 2004)
    - Ravensburger CEE s.r.o., Prag, Tschechien (seit 2014)

  - Brio (seit 2015)
    - Brio AB, Malmö, Schweden
    - Alga AB, Malmö, Schweden
    - Brio GmbH, Schwabach, Deutschland
    - Brio AS, Sem (Tønsberg), Norwegen
    - Brio Danmark ApS, Kopenhagen, Dänemark
    - Brio Toy Oy, Turku, Finnland
    - Brio S.A.S., Paris, Frankreich
    - Brio Japan KK, Tokio, Japan
    - Brio Hong Kong Ltd., Hongkong, China

  - North America (seit 2016)
    - Ravensburger USA, Inc., Newton, New Hampshire, Vereinigte Staaten (seit 1999)
    - Ravensburger North America, Inc., Seattle, Washington, Vereinigte Staaten (seit 2012)
    - ThinkFun, Inc., Alexandria, Virginia, Vereinigte Staaten (seit 2017)
- RPS Handels GmbH, München, Deutschland (seit 1996)
- F.X. Schmid GmbH, Bernau am Chiemsee, Deutschland
- F.X. Schmid Unterstützungskasse GmbH, Prien am Chiemsee, Deutschland

### Gesellschafter der Verlagsbuchhandlung Otto Maier
Folgende Personen waren Gesellschafter der 1893 gegründeten, von 1920 bis 1945 als Offene Handelsgesellschaft geführten Verlagsbuchhandlung „Otto Maier“:
- Otto Maier sen. (1893–1925)[12]
- Otto Maier jun. (1920–1945)[10]
- Karl Maier (1924–1945)[12]
- Eugen Maier (1924–1945)[12]
- Helene Maier (1925–?)[13]

### Gesellschafter der Kommanditgesellschaft Otto Maier bzw. Otto Maier Verlag
Folgende Personen waren persönlich haftende Gesellschafter der 1945 gegründeten und 1981 aufgelösten Kommanditgesellschaft „Otto Maier“ bzw. „Otto Maier Verlag“ (HRA 20):
- Otto Maier (1945–1952)
- Karl Maier (1945–1979)[16]
- Otto Julius Maier (1963–1981)[16]
- Dorothee Hess-Maier (1967–1981)[16]

### Geschäftsführung der Otto Maier Verlag GmbH
Folgende Personen waren Geschäftsführer der 1981 gegründeten und 1987 aufgelösten „Otto Maier Verlag GmbH“ (HRB 619):
- Otto Julius Maier (1981–1987)
- Dorothee Hess-Maier (1981–1987)

### Vorstand der Otto Maier Verlag Ravensburg Aktiengesellschaft
Folgende Personen waren im Vorstand der 1987 gegründeten und 1992 aufgelösten „Otto Maier Verlag Ravensburg Aktiengesellschaft“ (HRB 975):
- Otto Julius Maier (1987–1992)
- Dorothee Hess-Maier (1987–1992)
- Dieter Breede (1989–1990)
- Armin Boeckeler (1991–1992)

### Vorstand der Ravensburger Aktiengesellschaft
Folgende Personen sind oder waren im Vorstand der 1992 gegründeten „Ravensburger Aktiengesellschaft“ (HRB 1302):
- Otto Julius Maier (1992–1995)
- Dorothee Hess-Maier (1992–2000, 2000–2002)
- Armin Boeckeler (1992–1997)
- Dirk Naumann (1992–1993)
- Erhard Pohle (1994–2000)
- Detlev Lux (1997–2002)
- Frank Mallet (2001–2007)
- Karsten Schmidt (2002–2017)
- Jörg Viggo-Müller (2007–2015)
- Clemens Maier (seit 2011)
- Florian Knell (2013–2016)
- Hanspeter Mürle (seit 2015)
- Susanne Knoche (seit 2025)
- John Filip Francke (seit 2025)

## Geschäftszahlen
Bis 2018 wurden die Geschäftsberichte für jeden Interessenten im Internet veröffentlicht.
| Jahr | Mitarbeiter | Umsatz | Ergebnis | Überschuss | Quellen               |
| ---- | ----------- | ------ | -------- | ---------- | --------------------- |
| 1993 |             | 188    | 17,3     | 4,9        | [ 39 ]                |
| 1994 |             | 194    | 16,7     | 7,9        | [ 39 ]                |
| 1995 | 1.500       | 199    |          |            | [ 53 ]                |
| 1996 | 1.823       | 241,7  | 11,0     | 5,4        | [ 108 ] [ 71 ]        |
| 1997 | 1.730       | 249,0  | 11,0     | 8,0        | [ 108 ] [ 71 ]        |
| 1998 | 2.011       | 295,6  | 3,0      | 1,7        | [ 67 ]                |
| 1999 | 1.979       | 301,8  | 3,1      | −3,8       | [ 67 ]                |
| 2000 | 1.862       | 284,4  | −5,2     | −14,5      | [ 67 ]                |
| 2001 | 1.727       | 288,3  | 8,0      | 5,4        | [ 67 ]                |
| 2002 | 1.440       | 254,4  | 23,2     | 9,6        | Geschäftsbericht 2002 |
| 2003 | 1.396       | 267,0  | 27,6     | 14,9       | Geschäftsbericht 2003 |
| 2004 | 1.448       | 286,6  | 32,2     | 26,3       | Geschäftsbericht 2004 |
| 2005 | 1.438       | 287,7  | 40,9     | 29,1       | Geschäftsbericht 2005 |
| 2006 | 1.407       | 281,5  | 45,6     | 30,9       | Geschäftsbericht 2006 |
| 2007 | 1.485       | 285,8  | 40,0     | 25,8       | Geschäftsbericht 2007 |
| 2008 | 1.487       | 287,8  | 33,6     | 24,3       | Geschäftsbericht 2008 |
| 2009 | 1.405       | 293,3  | 44,7     | 34,0       | Geschäftsbericht 2009 |
| 2010 | 1.471       | 311,7  | 45,9     | 35,3       | Geschäftsbericht 2010 |
| 2011 | 1.640       | 319,5  | 31,9     | 24,7       | Geschäftsbericht 2011 |
| 2012 | 1.667       | 329,9  | 47,9     | 33,5       | Geschäftsbericht 2012 |
| 2013 | 1.719       | 358,7  | 46,2     | 33,2       | Geschäftsbericht 2013 |
| 2014 | 1.838       | 373,2  | 53,1     | 37,6       | Geschäftsbericht 2014 |
| 2015 | 2.007       | 444,0  | 49,8     | 33,5       | Geschäftsbericht 2015 |
| 2016 | 2.109       | 473,5  | 55,6     | 32,1       | Geschäftsbericht 2016 |
| 2017 | 2.133       | 471,1  | 34,7     | 23,7       | Geschäftsbericht 2017 |
| 2018 | 2.153       | 491,5  | 43,7     | 31,5       | Geschäftsbericht 2018 |
| 2019 | 2.188       | 524,9  | 59,4     | 39,4       | [ 117 ]               |
| 2020 | 2.304       | 631,7  | 92,0     | 57,3       | [ 118 ]               |
| 2021 | 2.413       | 636,8  | 92,4     | 64,5       | [ 119 ]               |
| 2022 | 2.534       | 599,5  | 27,6     | 21,2       | [ 93 ]                |
| 2023 | 2.414       | 668,6  | 83,9     | 43,5       | [ 120 ]               |
| 2024 | 2.483 v     | 790 v  |          |            | [ 3 ]                 |

Anmerkungen
Ravensburger veröffentlicht meist im Januar vorläufige Geschäftszahlen zum Vorjahr. Im Geschäftsbericht, der dann im April bis Juni veröffentlicht wird, sind dann die Zahlen nach Abschluss des Geschäftsjahres zu finden.

### Umsatz nach Regionen
| Jahr | Gesamt | Deutschland    | Ausland        | Europa *       | Übriges Ausland | Quellen               |
| ---- | ------ | -------------- | -------------- | -------------- | --------------- | --------------------- |
| 2002 | 254,4  | 120,2 (47,2 %) | 134,2 (52,8 %) | 119,3 (46,9 %) | 14,9 (05,9 %)   | Geschäftsbericht 2002 |
| 2003 | 267,0  | 134,0 (50,2 %) | 133,0 (49,8 %) | 121,0 (45,3 %) | 12,0 (04,5 %)   | Geschäftsbericht 2003 |
| 2004 | 286,6  | 144,0 (50,2 %) | 142,6 (49,8 %) | 130,7 (45,6 %) | 11,9 (04,2 %)   | Geschäftsbericht 2004 |
| 2005 | 287,7  | 145,5 (50,6 %) | 142,2 (49,4 %) | 128,5 (44,7 %) | 13,7 (04,8 %)   | Geschäftsbericht 2005 |
| 2006 | 281,5  | 137,3 (48,8 %) | 144,2 (51,2 %) | 129,6 (46,0 %) | 14,6 (05,2 %)   | Geschäftsbericht 2006 |
| 2007 | 285,8  | 142,3 (49,8 %) | 143,5 (50,2 %) | 127,9 (44,8 %) | 15,6 (05,2 %)   | Geschäftsbericht 2007 |
| 2008 | 287,8  | 149,3 (51,9 %) | 138,5 (48,1 %) | 101,7 (35,3 %) | 36,8 (12,8 %)   | Geschäftsbericht 2008 |
| 2009 | 293,3  | 160,8 (54,8 %) | 132,5 (45,2 %) | 96,6 (32,9 %)  | 35,9 (12,2 %)   | Geschäftsbericht 2009 |
| 2010 | 311,7  | 165,6 (53,1 %) | 146,1 (46,9 %) | 108,0 (34,6 %) | 38,1 (12,2 %)   | Geschäftsbericht 2010 |
| 2011 | 319,5  | 177,8 (55,6 %) | 141,7 (44,4 %) | 104,4 (32,7 %) | 37,3 (11,7 %)   | Geschäftsbericht 2011 |
| 2012 | 329,9  | 182,0 (55,2 %) | 147,9 (44,8 %) | 107,2 (32,5 %) | 40,7 (12,3 %)   | Geschäftsbericht 2012 |
| 2013 | 358,7  | 186,8 (52,1 %) | 171,9 (47,9 %) | 114,9 (32,0 %) | 57,0 (15,x %)   | Geschäftsbericht 2013 |
| 2014 | 373,2  | 182,6 (48,9 %) | 190,6 (51,1 %) | 128,0 (34,3 %) | 62,6 (16,8 %)   | Geschäftsbericht 2014 |
| 2015 | 444,0  | 189,4 (42,7 %) | 254,6 (57,3 %) | 171,7 (38,7 %) | 82,9 (18,7 %)   | Geschäftsbericht 2015 |
| 2016 | 473,5  | 205,0 (43,3 %) | 268,5 (56,7 %) | 180,0 (38,0 %) | 88,5 (18,7 %)   | Geschäftsbericht 2016 |
| 2017 | 471,1  | 192,8 (40,9 %) | 278,3 (59,1 %) | 193,3 (41,0 %) | 85,0 (18,0 %)   | Geschäftsbericht 2017 |
| 2018 | 491,5  | 200,4 (40,8 %) | 291,1 (59,2 %) | 190,1 (38,7 %) | 101,0 (20,5 %)  | Geschäftsbericht 2018 |
| 2019 | 524,9  | 242,0 (46,1 %) | 282,9 (53,9 %) |                |                 | [ 117 ]               |
| 2020 | 631,7  | 279,5 (44,2 %) | 352,2 (55,8 %) |                |                 | [ 118 ]               |
| 2021 | 636,8  | 281,4 (44,2 %) | 355,4 (55,8 %) |                |                 | [ 119 ]               |
| 2022 | 599,5  | 255,2 (42,6 %) | 344,2 (57,4 %) |                |                 | [ 93 ]                |
| 2023 | 668,6  | 261,6 (39,1 %) | 407,0 (60,9 %) |                |                 | [ 120 ]               |

## Produkte (Auswahl)
Aktuell erscheinen jedes Jahr weit über 1.000 neue Produkte, darunter 400 Bücher, 150 Spiele und 500 Puzzles. 2014 gab es 7.000 verschiedene Produkte im Bestand.

### Puzzles
Jährlich werden in Ravensburg, Polička (Tschechien) und Banská Bystrica (Slowakei) rund 25 Millionen Puzzles hergestellt.

### Bücher

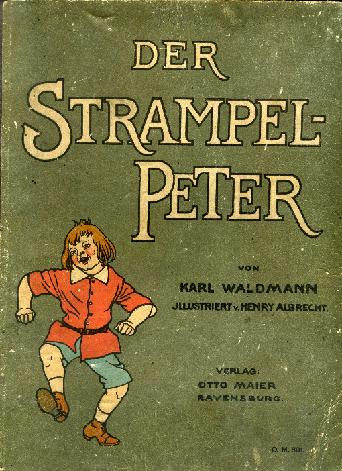
Der Strampelpeter von Karl Waldmann, um 1905

- Die Zeit des Mondes (1999), Zwischen gestern und morgen (2000), Eine Ecke vom Paradies (2001), Die Sternensucher (2002), Der Traum des Tigers (2003) und Mina (2011) von David Almond
- Meisterbuch der Schrift von Jan Tschichold, 1952
- Kunst der Farbe von Johannes Itten, 1961
- Die Abenteuer der »schwarzen hand« von Hans Jürgen Press, 1965
- Bilderbücher von Dick Bruna, Ali Mitgutsch u. a.
- Pappbilderbücher von Helmut Spanner
- Romane von Gudrun Pausewang, Morton Rhue u. a.
- Krimis von Wolfgang Ecke
- Buchreihen Das große Ravensburger Buch …
- Wieso? Weshalb? Warum? (Buchreihe)
- Tiptoi Buchreihe
- Die Knickerbocker-Bande, Die Schatzsucher-Drillinge, Psst, unser Geheimnis! und Sieben Pfoten für Penny von Thomas Brezina
- Die Buchreihen Ein Fall für Alex Rider von Anthony Horowitz
- Buchreihe Die Zeitdetektive von Fabian Lenk
- Kinderbuchreihe Geschichten aus der Natur von W. Schneebeli, 1930er Jahre
- Jugendbuchreihe New World. Die Flucht von Patrick Ness, 2008
- Heftereihe „Spiel und Arbeit – Allerhand Knabenbeschäftigungen – Motto: Wackere Knaben fertigen ihr Spielzeug selber an“, 1900 bis 1963[122][123][124]

### Spiele
Im „Otto Maier Verlag Ravensburg“ bzw. im „Ravensburger Verlag“ erschienen (unvollständig):

#### Ein- bis dreistellige Nummern (Erstauflage bis ca. 1933)
Jahreszahlen wurden auf den ersten Spielen nicht angegeben, die Artikelnummern scheinen bis ca. 1933 im Wesentlichen aufsteigend vergeben worden zu sein. Neuauflagen von bereits herausgebrachten Spielen erschienen meist unter der Artikelnummer der Erstauflage.
- 1884: Reise um die Erde – 1[126][127][128][129][130][131][132]
- 1884: Sprichwörterlotto – 2[131][133]

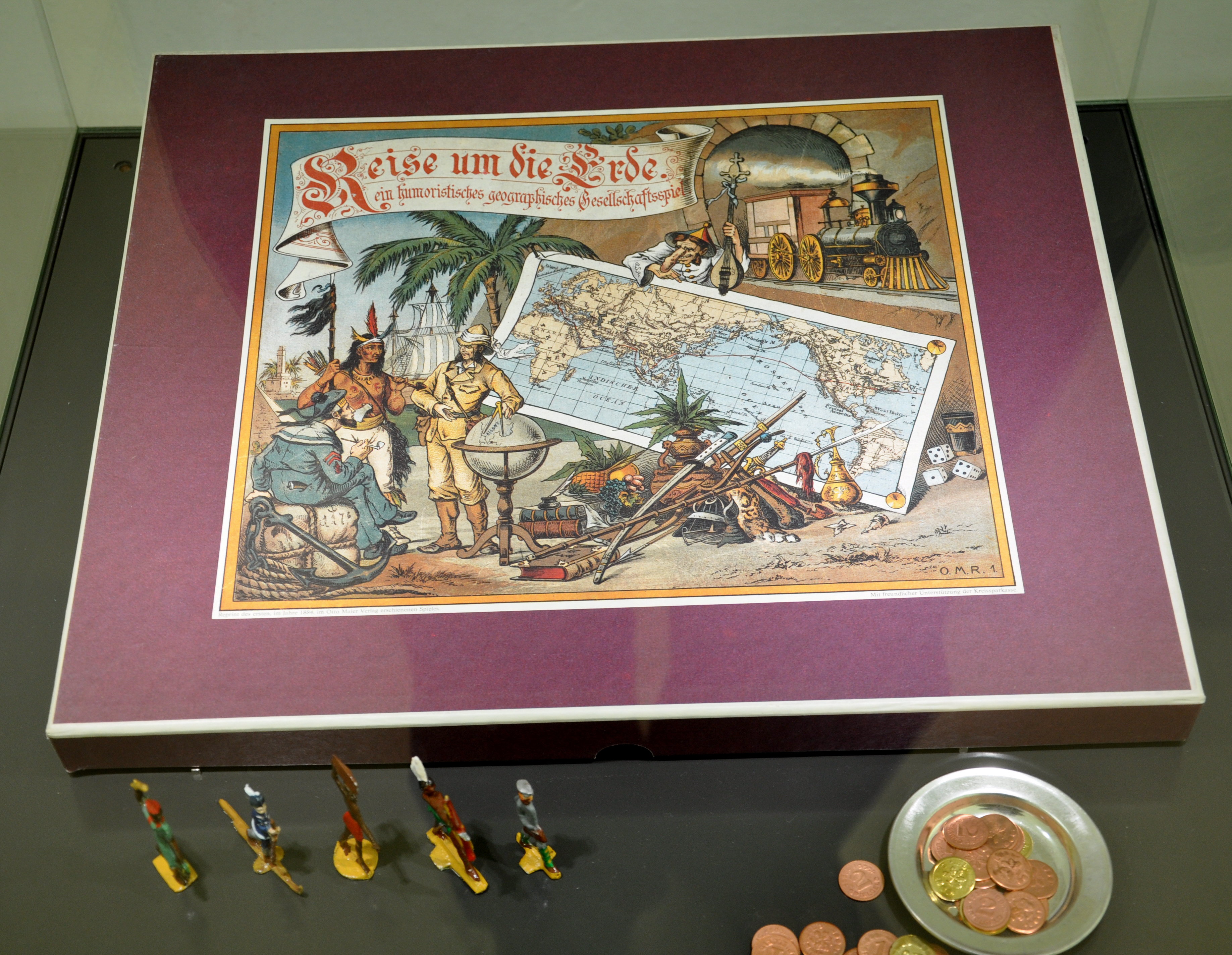
Spiel 1: Reise um die Erde, 1884

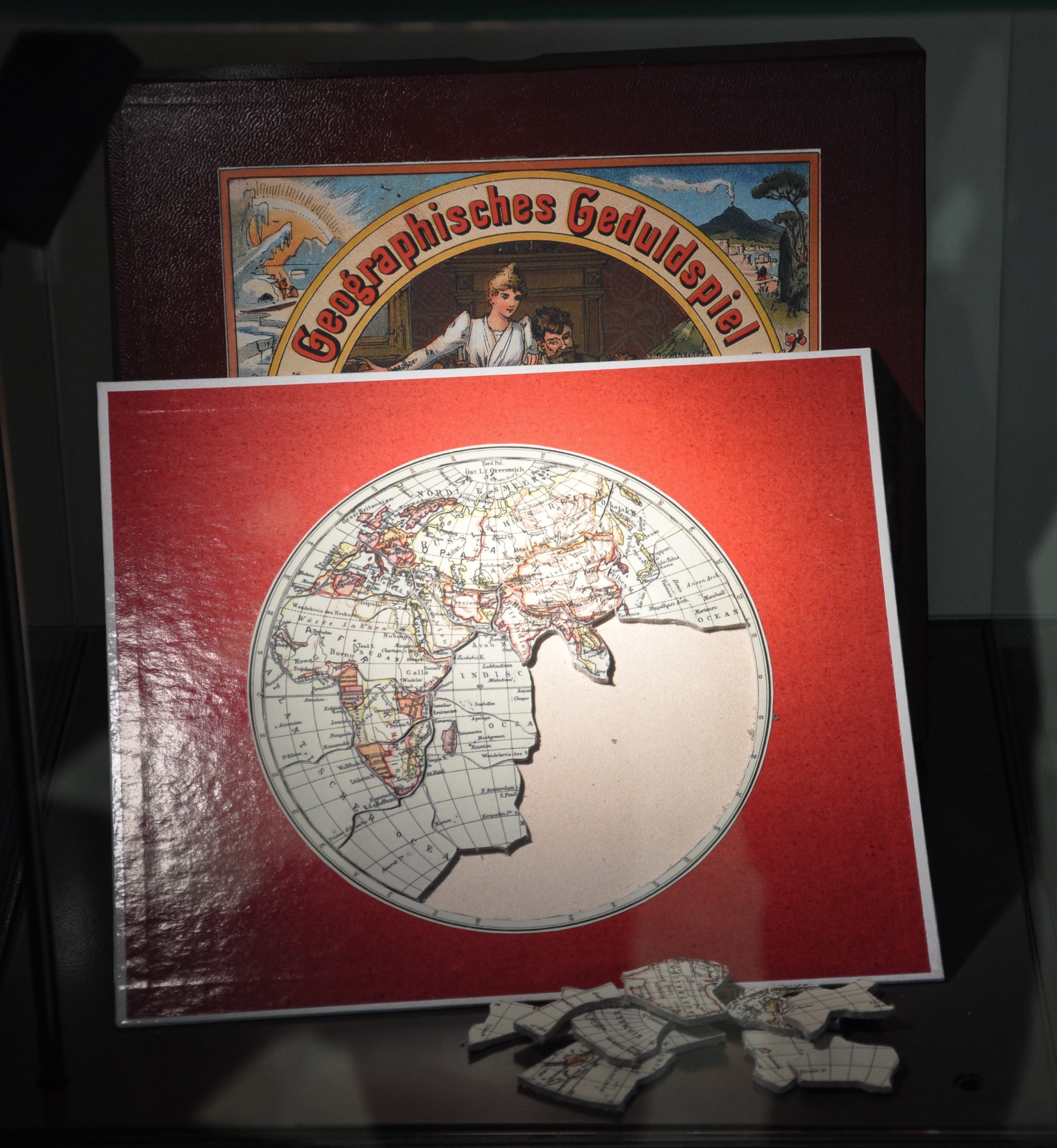
Spiel 25: Geographisches Geduldsspiel, 1891

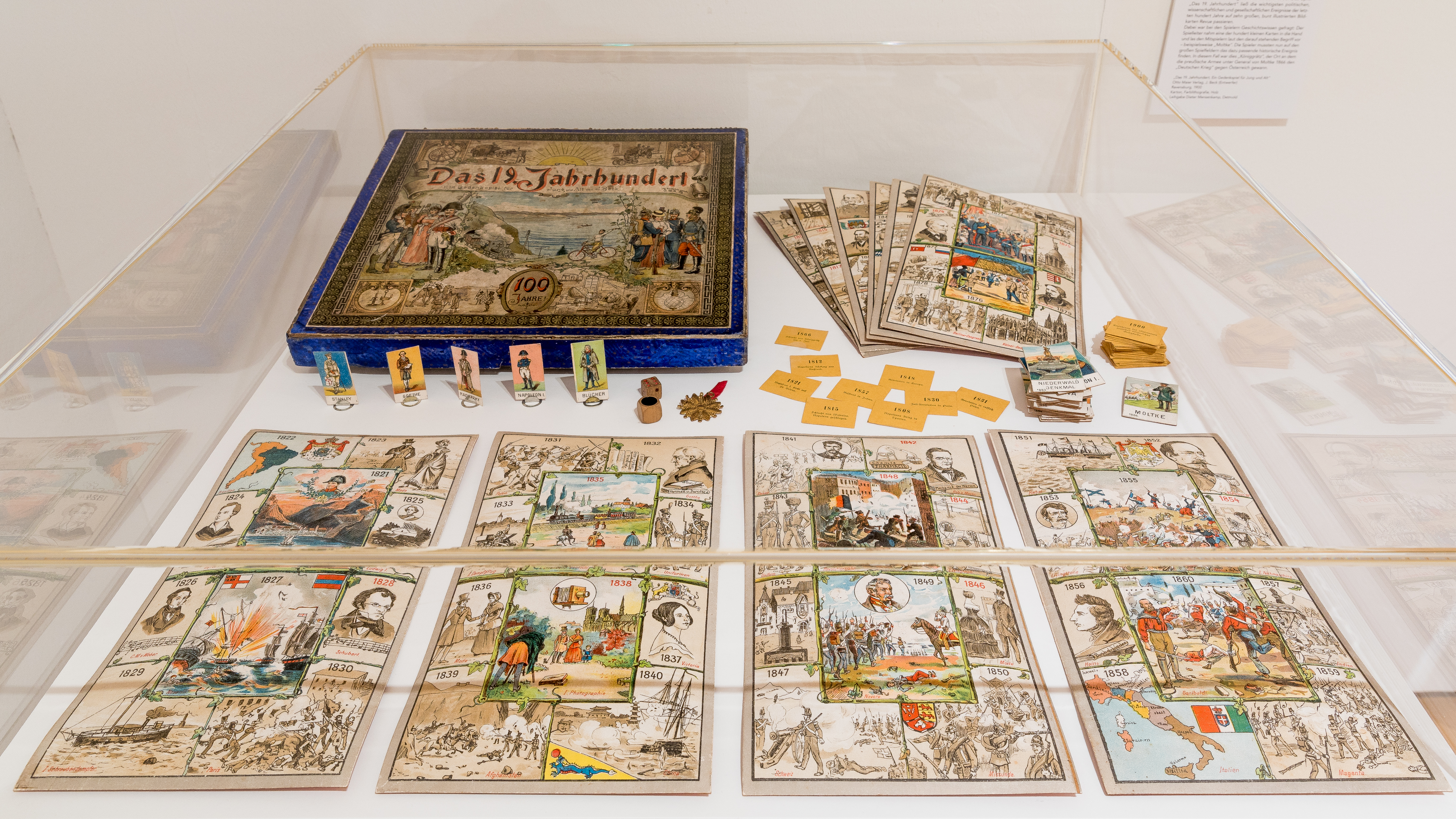
Spiel 79: Das 19. Jahrhundert, 1899

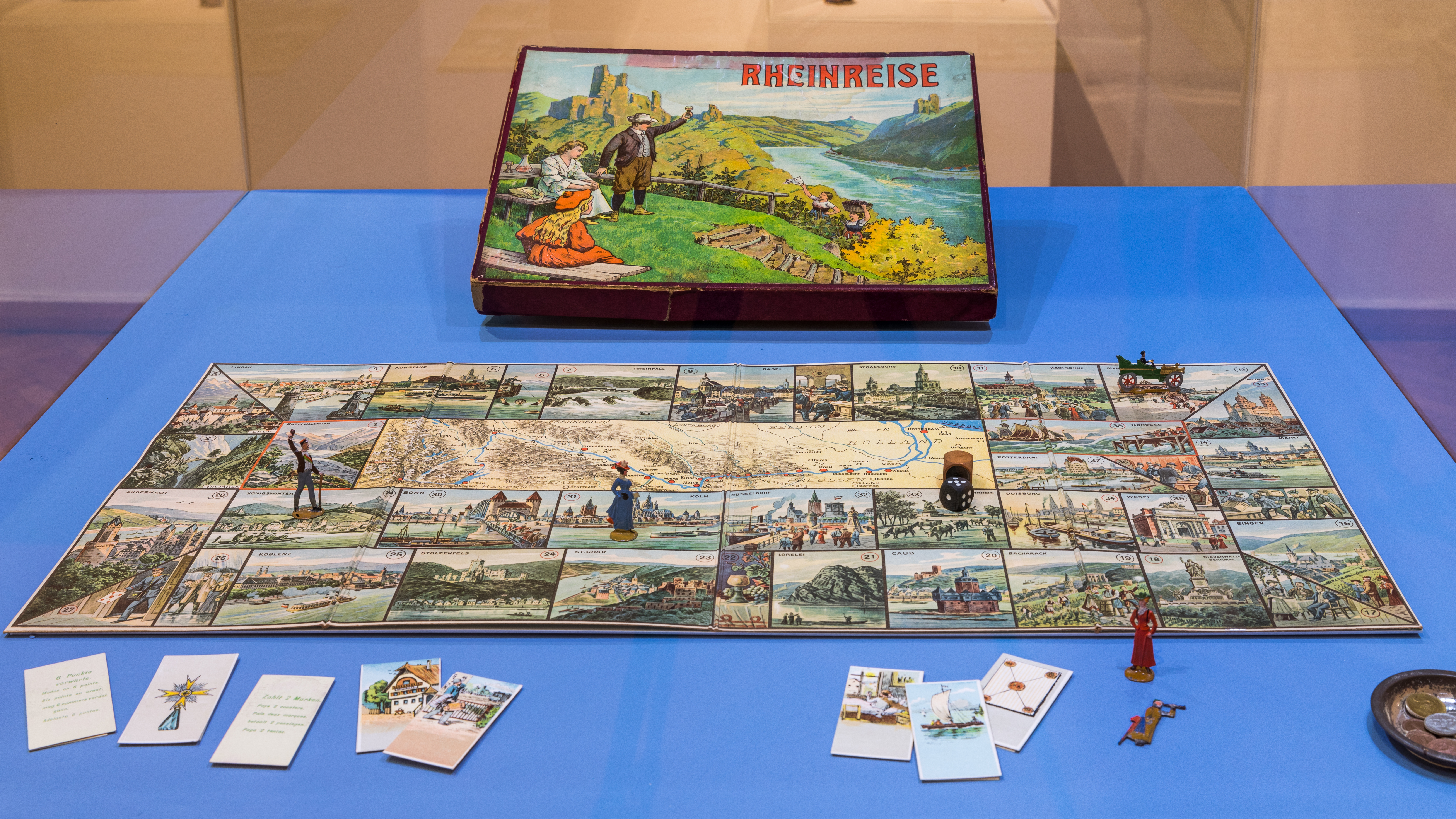
Spiel 147: Rheinreise, 1907

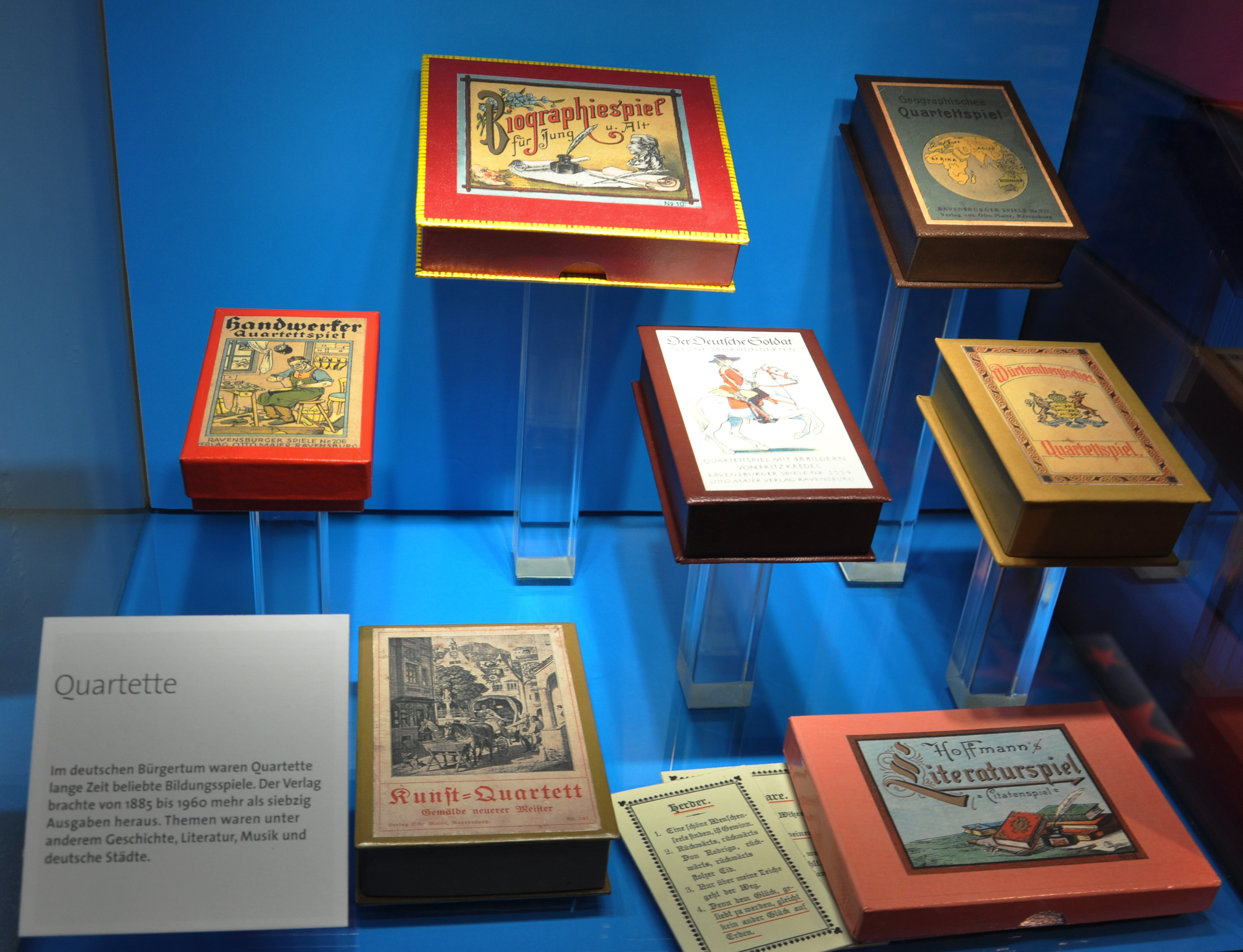
Diverse Quartettspiele:
10: Biographiespiel
217: Geographisches Quartettspiel
206: Handwerker Quartett
5534: Der Deutsche Soldat
31: Württembergisches Quartettspiel
243: Kunst-Quartett
16: Literaturspiel

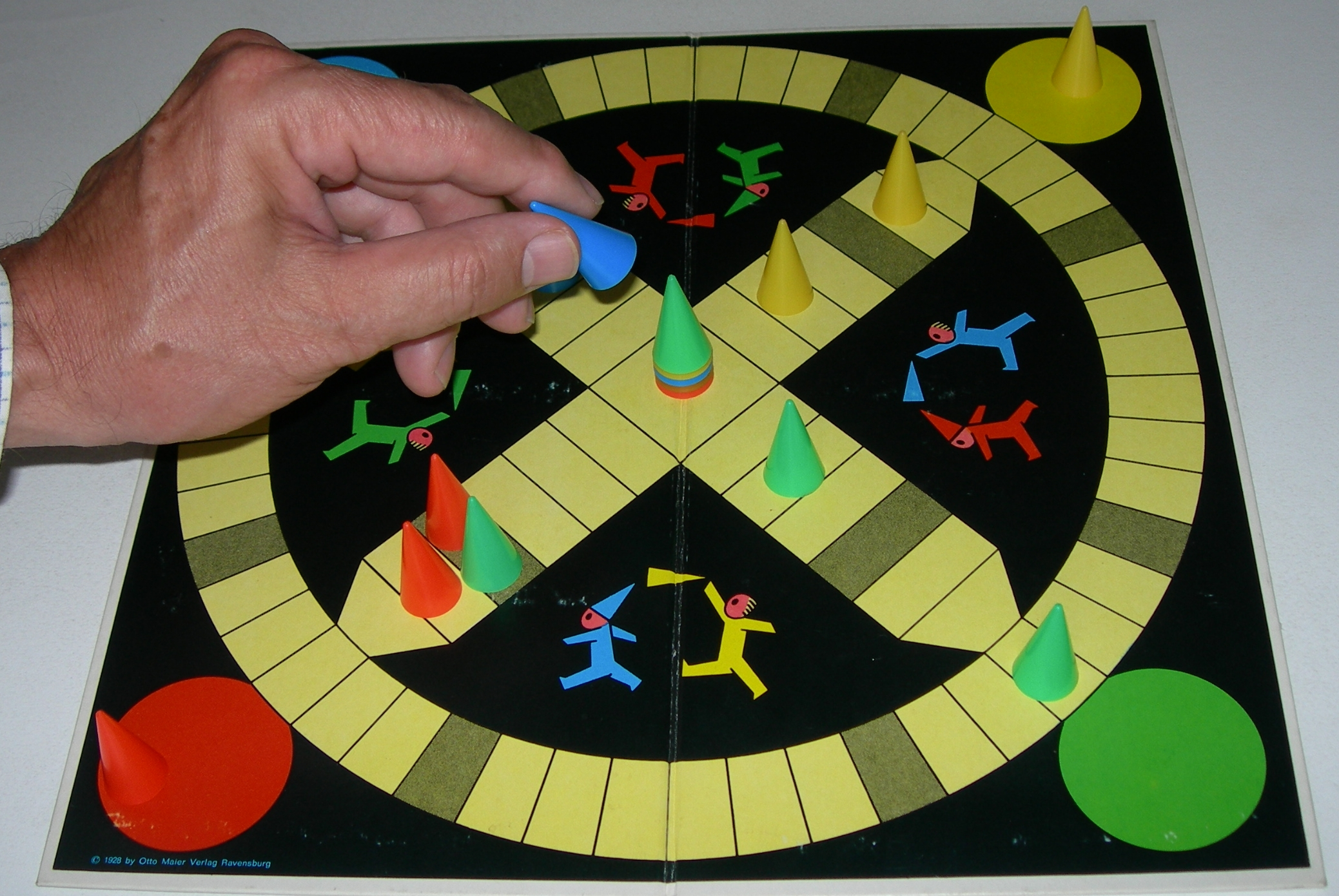
Spiel 334: Fang den Hut, 1927

- 188?: Naturgeschichtliches Rätselspiel – 7[134][129][130][131]
- 188?: Seeschlacht – 8[135][134][129][130][131]
- 188?: Der Christbaum / Christbaumspiel – 9[135][134][129][130][131][132]
- 1885: Biographiespiel / Berühmte Männer (Sextettspiel?) – 10[136][125][135][129][130][131][132]
- 1886: Hansel und Gretel – 11[137][138][135][139][129][130][131][132]
- 1886: Reise nach New York – 12[122][129][130][131][132]
- 188?: Naturgeschichtliches Lotto – 13[135][134][129][130][131]
- 1888: Literaturspiel / Citaten-Quartett – 16[140][141][142][135][129][130][131][132][143]
- 1889: Schwarzer Peter – 17[135][129][130][131][144]
- 188?: Bilder-Quartett – 18[135][129][130][131][145]
- 1889: Hafners Lese- und Buchstabenspiel – 19[135][133]
- 18??: Zauberkarten – 20[135][131]
- 1890: Uhrenspiel – 21[146][135][139][129][130][131][132]
- 189?: Schnapp! – 22[147][135][139][129][130][131][132]
- 189?: Reise durch die Schweiz – 23[148][149][150][151][135][139][129][130][131][132]
- 189?: Der junge Geograph / Geographisches Kubusspiel – 24[152][135][129][130][131][132]
- 1891: Geographisches Geduldspiel (Puzzles) – 25[153][154][135][139][129][130][131][132]
- 1892: Halma + Go / Halma – 26[135][129][130][131][155][132][156][157]
- 189?: Mona / Das Vogelspiel – 27[158][159][135][129][130][131][132]
- 189?: Samson – 28[135][134][129][130][131]
- 1892: Yum-Yum – 29[160][135][129][130][131][161]
- 1893: Lotto für junge Geographen / Geographisches Lotto – 30[122][135][129][130][131][132][155]
- 1891: Württembergisches Quartettspiel – 31[125][142]
- 1893: Reversi + Rocco – 32[160][162][135][129][130][131]
- 189?: Lotto mit Zahlen – 33[135][129][155]
- 189?: Dame + Mühle + Puff / Dame + Mühle – 34[135][129][132][155][157]
- 189?: Spielmagazin (Halma + Dame + Gobang + Lotto + Mühle + Puff) – 36[135][134][129][130][131][155]
- 1893: Reise durchs deutsche Alpenland / Reise durch Oesterreichs Alpenland / Ins Alpenland – 37[163][151][164][135][129][130][131]
- 1893: Europäisches Nationenspiel – 38[135][129][130][131][146]
- 189?: Belagerungs- oder Festungsspiel – 39[135][134][129][130][131]
- 1893: Spring / Knipsspiel – 40[135][129][130][131][165]
- 189?: Frag- und Antwortspiel – 41[135][139][129][130][131]
- 1893: Glock und Hammer – 43[166][135][129][130][131][155][132][167]
- 189?: Schach + Dame + Mühle + Puff – 44[135][155]
- 189?: Geschichtsspiel – 45[135][129][130][131][132]
- 18??: Tombola[135][134][129]
- 18??: Rotkäppchens Einmaleins[135][134][129][130]
- 18??: Sprichwortspiel[135][134][129][130]
- 18??: Wettrenn- und Velozipedspiel / Velociped-Wettrennspiel[135][134][129]
- 18??: Rococo[135][134][130]
- 18??: Spielkasten (16 Spiele)[135][134][131]
- 18??: Bilderlotto – 84?[135][129][130][131]
- 189?: Puppenmütterchen’s Nähschule – 47 48[168][169][135][139][129][130][131][132]
- 1894: Drei Sechzehn (Nümmerchen, Zahlenspiel, Nummernspiel) – 49[170][135][139][129][130][131][155][167][143]
- 189?: Prof. Hilarius' Neues Schulspiel – 50[171][139][134][129][130][131][132][167]
- 1895: Buchstaben- und Lesespiel – 51 52[134][139][129][130][131][132][133]
- 189?: Bilder-Domino – 53 54[139][129][130][131][132][155][172]
- 1895: Haustöchterchens Kochschule – 55[173][174][175][139][129][130][131][132]
- 1896: Jahrmarkt / Bremer Freimarkt / Bremerhavener Freimarkt / Berner Messe – 57 58[160][176][139][129][130][131][132]
- 189?: Schneewittchen – 59 60[135][129][130][131]
- 189?: Dr. Voragos Quadratspiel – 61[129][130][131]
- 1896: Reimspiel – 62[133][129][130][131][177][132][167][143]
- 1897: Attention! – 63[178][139][129][130][131]
- 1897: Reise durch Mitteleuropa – Deutschland, Oesterreich und Schweiz – 64[148][179][180][134][139][129][130][131][132]
- 1897: Kismet[139][134][129][130]
- 189?: Geheimnis der Elfe – 66[134][129][130][131]
- 189?: Gänsespiel – 67[155][134][139][129][130][131][132][167]
- 189?: Vogelspiel – 68[181][139][134][129][130][131][132][167]
- 189?: Das Kinderfest – 69[129][130][131]
- 189?: Fix! – 70[129][130][131][182]
- 189?: Wettrennspiel (Pferderennen) – 72[129][130][131]
- 189?: Citatenlotto – 73[155][130][131][132][183]
- 189?: Radfahrspiel – 74[184][130][131][185][186][132]
- 189?: Fröhliche Jagd – 75[130][131][187]
- 189?: Hunderennen – 76[130][131]
- 189?: Lustige Menagerie – 77[130][131][132]
- 1899: Geographisches Mosaik-Spiel (Puzzles) – 78[153][130][131][132]
- 1899: Das 19. Jahrhundert – 79[188][122][130][131]
- 189?: Gesichterspiel – 80[130][131][132][189]
- 1???: Germania – 81[130][131]
- 1???: Haustöchterchens Blumenarbeiten – 82[130][131][132]
- 1???: Großes Schattentheater – 83[130][131]
- 1???: Schiffsbauspiel – 84[130][131]
- 1???: Camera Obscura – 85[130][131]
- 1???: Die kleine Puppenschneiderin – 86 87[130][131][132]
- 1???: Kunstspiel – 88[130][131]
- 1???: Im Luftballon um die Erde – 89[130][131]
- 1901: China-Reise / China-Spiel – 90[122][130][131]
- 1???: Das kleine Hausmütterchen[130][131][132][190]
- 1901: Der junge Festungsbaumeister – 92[130][131]
- 1901: Der junge Pflanzensammler – 93[130][131][132]
- 1902: Bumms! – Lustiges Musikspiel – 94[131][132]
- 1902: Ins Schweizerland – 95[131][132]
- 1902: Reise durch Tirol – 96[131][151][132]
- 1902: Im Walde – Ein Waldspaziergang – 97[131][191][132][192]
- 1902: Schnipp-Schnapp! – 98[131]
- 1902: Marine-Spiel – 99[193][122][131][194][191][132][192]
- 1902: Bombardier – 100[131][191][132]
- 1902: Überbrettl – 101[191][192]
- 1902: Einsiedler-Spiel – 102[192]
- 1902: Ausnähen – 103[131][132][172]
- 1902: Neue Schiess-Halle – 104[131]
- 1902: Pythagoras Junior – 105[192]
- 1903: Figuren-Legen – 106[195][191][132]
- 1903: Der Weltkrieg[196]
- 1903: Stil- / Stilformen-Quartett – 110[125][141][197][160][142][198][199][132][167]
- 19??: Europäisches Völkerspiel[132]
- 190?: Völker-Domino – 112[200] 113[155][183][132]
- 190?: Völker-Schnapp[132][132]
- 190?: Zoologisches Schnapp[132]
- 1904: Astronomisches Quartettspiel – 115[142][125][197][201][132][167][143]
- 1904: Wild-West – 116[202][132]
- 190?: Vom Fels zum Meer – 117[132][183]
- 190?: Gänsespiel – 118[155][132]
- 190?: Spielendes Zeichnen – 119[132]
- 190?: Zeichnen auf der Schiefertafel – 121[132]
- 190?: Tierbilderlotto – 122[132]
- 190?: Katz und Maus – 125?[167]
- 1904?: Heft: Stäbchenlegen – 126[203][204][132][172]
- 190?: Im Fluge um die Welt – 127[132]
- 190?: Der junge Zeichenkünstler – 128[132]
- 190?: Für junge Maler – 129[132]
- 1905: Musikalisches Quartett / Musiker-Quartett – 130[125][142][141][197][132][143]
- 190?: Go-Bang – 132[155][132]
- 190?: Lustige Jagd auf dem Tische – 1??[132]
- 190?: Kleben und Malen – 134[132]
- 190?: Ins bayrische Hochland – 135[205][132]
- 190?: Schach – 136[155][132]
- 190?: Reversi – 137[155][132][172]
- 190?: Der junge Modelleur – 138[132][172]
- 1907: Sprichwörterspiel – 139[133][132][172]
- 190?: Heft: Verschränken (Brettchenlegen) – 140[206][204][132][172]
- 190?: Transparentzeichnen – 141[132]
- 1907: Automobilrennen – 142[183][132][172]
- 1904: Das kleine Gänsespiel (mittlere Ausgabe) – 143[207][155][132][208][167]
- 190?: Das Korkstecken (Erbsenarbeiten) – 144[132]
- 19??: Märchen-Legespiel (Puzzles)[209][172]
- 190?: Märchen-Einmaleins – 145[210][211][212][132]
- 190?: Ausschneiden und Ausmalen / Heft: Mal- und Ausschneidebuch – 146[132][213][204][172]
- 1907: Rheinreise – 147[214][132]
- 1907: Blumen-Quartett – 148[125][142][141][197][215][216][217][132][143]
- 1907: Schwarzer Peter – 149[125][197][218][167][143]
- 1907: Frag- und Antwortspiel – 150[197][219][183][132][167][143]
- 190?: Flechten – 151[132][220][172]
- 1907: Kinderlieder-Quartettspiel – 152[125][216][141][197][221][222][132][167][143]
- 190?: Flotten-Spiel – 154?[132]
- 190?: Lustiges Bilder-Lotto – 155[155][132]
- 190?: Belagerungs-Spiel – 156[155][132][167]
- 190?: Durch Schwarzwald und Vogesen – 157[132]
- 190?: Nußknacker – 158?[172]
- 190?: Nippsachen zum Ausnähen und Modellieren – 159[132]
- 190?: Frag- und Antwortspiel in französischer Sprache[132]
- 190?: Gänsespiel – 163[132]
- 1907: Buchstabenlegen – 164 165 166[133]
- 190?: Glock und Hammer – 171[155][167][223][224]
- 190?: Blumenbinden in der Kinderstube – 177[132]
- 190?: Ausnähen und Bemalen – 178[132]
- 190?: Scherenarbeiten – 179[132]
- 190?: Heft: Formenlegen – 180[225][204][132][172]
- 190?: Im lenkbaren Luftschiff um die Erde – 182[226][132]
- 190?: Schnapp-Spiel / Schnipp-Schnapp – 184[197][227][132][172][143]
- 190?: Papierfalten nach Fröbel – 185[132][172]
- 190?: Tiermaler – 186[132]
- 190?: Landschaftsmaler – 187[132]
- 190?: Blumenmaler – 188[132]
- 190?: Figurenmaler – 189[132]
- 190?: Lustiges Einmaleins – 190[228][211][132]
- 190?: Französisch im Spiel – 191a[132] / Englisch im Spiel – 191b[132] / Wir sprechen Englisch – 191a[229] / Wir sprechen Französisch – 191b[230]
- 1908: In die deutschen Kolonien – 192[122][200][132]
- 190?: Puppenmöbel aus Karton – 193[132]
- 1908: Das Jahr des Kindes (Quartett) – 194[142][125][197][132]
- 190?: Heft: Silhouettenschule / Silhouetten Schneiden – 195[231][204][232][132][172]
- 190?: Der junge Lederzeichner – 196[132]
- 190?: Ti Tu / China-Schach – 198[155][233][132]
- 1909: ABC in der Kinderstube – 201[133][132][234]
- 190?: Körbchenflechten – 202[132][172][235]
- 190?: Heft: Arbeiten aus Zündholzschachteln – 203[236][237][204][132]
- 190?: Eile mit Weile – 204[155][132]
- 1909: Das lustige Quartett – 205[125][142][141][197][132][167][143]
- 1909: Handwerker-Quartettspiel – 206[142][238][197][132][167][143]
- 19??: Entlang der Deutschen Küste – 208[132]
- 19??: Ausschneiden und Aufkleben – Arbeiten aus Glanzpapier – 209 210[239][132]
- 19??: Heft: Buntpapierarbeiten für Kinder – 209[204][240]
- 19??: Verschränken – 212?[172]
- 19??: Kunst-Quartett – Gemälde neuerer Meister – 213[241]
- 19??: Eine Reise im Luftschiff – 214[132]
- 19??: Ins Märchenland – 215[242][132]
- 19??: Otto Roberts Neue Lege-Spiele – 216[132]
- 1910: Geographisches Quartettspiel – 217[200][142][125][197][132][167][143]
- 1910: Deutsches Dichter-Quartett – 218[243][142][141][197][244][167][143]
- 1910: Biblisches Quartett – 219[142][141][197][245][132][143]
- 1910: Kompass / Sinnsprüche-Quartett – 220[142][125][197][132]
- 191?: Osterarbeiten – 221[132]
- 1910: Kunstquartett / Alte Meister – 222[142][125][141][197][132][143]
- 191?: Lustige Malerei – 223[132]
- 191?: Für junge Zeichner – 224[132]
- 191?: Ausschneidschule – 227?[172]
- 191?: Wintersport-Spiel – 229[246][247][167]
- 191?: Bilderquartett – 231[145][197]
- 1911: Deutsches Städte-Quartett – 239[248][125][142][141][197][249][250][251][143][252]
- 191?: Neues Gänsespiel – 240[155]
- 1912: Märchen-Quartett – 241[125][142][141][197][216][253][167][143]
- 1912: Schweizer Quartett – 242[125][142][141][197][215][254][216][255][143]
- 1912: Gemälde neuerer Meister (Quartett) – 243[125][142][141][197][256][143]
- 1912: Geschichtliches Quartett – 244[142][125][141][197][143]
- 1913: Plastische Kunst (Quartett) – 249[125][141][197][143][257]
- 1913?: Lustiges Frag- und Antwortspiel – 250[197][167]
- 191?: Glocke und Hammer – 251[167][224]
- 1913: Tierbilder-Quartett – 252[141][142][197][215][216][167][143]
- 1913: (Erstes) Bilder-Quartett – 253[145][125][141][167][143]
- 1913: Tierbilder-Lotto – 254[258]
- 191?: Lustig voran (Leiterspiel) – 256[167]
- 191?: Vogelspiel – 257?[167]
- 1913: Schwarzwald (Quartett) – 258[125][142][259][141][197][215][216][260][261][143]
- 19??: Allerlei Arbeiten aus eckigen Holzperlen – 259?[262]
- 1914: Zeitgenössische deutsche Schriftsteller (Quartett) – 260[142][125][197]
- 191?: Einmaleins-Spiel – 261[211]
- 1914?: Bilderlotto – 263[258]
- 1914: Berühmte Männer (Quartett) – 264[136][142][141][197][215][216][143]
- 1914?: Schweizer Geschichte (Quartett) – 268[142][141][143]
- 1914: Harz/Thüringerwald (Quartett) – 269[125][142][141][197][143]
- 19??: Gnosis[172]
- 19??: Silhouettenlegespiel[172]
- 19??: Figurenlegen[172]
- 19??: Mit Bedacht zum Ziel[172]
- 19??: Kleine Geduldspiele[172]
- 19??: Geduldspiel (Puzzle) – 2??[172]
- 19??: Belagerungsspiel – 272?[167]
- 19??: Vogelspiel – 278[157]
- 19??: Bilderduett – 279[197][172]
- 19??: Go / Go und Gobang – 286[263][264][172]
- 19??: Heft: Silhouettenschule – 288[231][204][232]
- 19??: Heft: Buntpapierarbeiten für Kinder – 294[240][204]
- 19??: Farbendomino – 296?[172]
- 19??: Das Gänsespiel – 299[265][266][267][167]
- 19??: Papierkörbchen-Modellieren[268]
- 1922: Das kleine Hausmütterchen (Quartett) – 301[142][141][167][143]
- 19??: Stäbchenlegen – 303?[172]
- 192?: Alpenblumen-Quartett – 304[141][216][143]
- 192?: Der Rhein (Quartett) – 305[215][269][216]
- 192?: Ausnähen – 307?[172]
- 192?: Silhouettenschneiden – 309?[172]
- 192?: Modellieren – 310?[172]
- 192?: Formenlegen – 311?[172]
- 1927: Heft 1518: Bastarbeiten für Kinder – 315[270][204][271][272]
- 192?: Österreich (Quartett) – 319[141]
- 192?: Einmaleins-Spiel – 321[211][273]
- 1927: Heft 1514: Formen-Klebe-Spiel – 323[274][204][275]
- 1927: Heft 1515: Der Stempeldruck – 330[276][204][277]
- 1927: Heft 1516: Schablonenmalen – 331[278][204][279]
- 1927: Ich hab’s! – 332[280][281]
- 1927: Reim-Quartett für Kinder – 333[216][282][283][281]
- 1927: Fang den Hut – 334[104][281]
- 1927: Herrn Scharfaugs Reise um die Welt[281]
- 1928: Unsere Pilze – Ein Quartettspiel – 336[142]
- 1928: Heft 1522: Legespiel mit Fröbelschen Formen – 337[284][285]
- 1928?: Heft 1524: Knöpfe legen – 333? / 338?[286][285][287]
- 1928: Heft 1526: Holzperlarbeiten – 339[288][285]
- 1928: Heft 1529: Modellieren (in Plastilin) – 341[289][285]
- 1928: Heft 1530: Erste Webarbeiten – 342[290][285]
- 1928: Heft 1531: Stäbchen legen – 343[291][285]
- 1928: Heft 1532: Faltschnitt – 344[292][285]
- 1928: Heft 1535: Erstes Ausschneiden für Kinder – 346[293][285]
- 1928: Heft 1523: Kleben und Malen – 347[294][285]
- 1928: Heft 1526: Holzperlarbeiten – 348[288][285]
- 1928: Heft 1536: Erstes Ausnähen – 350[295][285]
- 192?: Dichter (Quartett) – 351[215][216][296][257]
- 192?: Weltliteratur – Ein Quartettspiel – 352[297][216][257]
- 192?: Komponisten (Quartett) – 353[215][216][257]
- 192?: Sternbilder (Quartett) – 354[298]
- 192?: Baukunst und Bildhauerei (Quartett) – 356[215][216]
- 192?: Malerei (Quartett) – 357[215][216]
- 192?: Spritzmalerei – 358[257]
- 192?: Buntpapierbilder aus buntem Glanzpapier – 359[257]
- 192?: Blümchen-Spiel – 360[299][257]
- 192?: Faltschnitt – 361[257][300]
- 192?: Legespiel mit Fröbelschen Formen – 367[301]
- 192?: Formenkleben / Formen-Kleben aus Buntpapier-Blättchen – 368[302][303][257][304][300]
- 1929: Heft 1538: Ausnähen – 370 384?[305][306][257][300]
- 1929: Knöpfelegen – 375[257][300]
- 1929: Heft 1539: Bilderkleben in vorgedruckten Konturen – 376[307][306][257]
- 1929: Heft 1533: Stramin-Nähen für Kinder – 377[308][306]
- 192?: Das Vogelspiel – 378[309]
- 1929?: Schnapp! – 379[157][216][310][311]
- 1929?: Mir kann keiner! – 380[157][312][311]
- 1929: Ausnähen mit bunter Wolle – 381[257]
- 1929: Zwei gegen Vier und Zwanzig (Belagerungsspiel) – 382[157]
- 1929: Fuba – 383[313][314][157][315][257][300]
- 1929: Rein & Raus – 384[316][317][157][318][257][300]
- 1929: Große Walze – 385[319][320][157][257][300]
- 1930: Violetta – 390[321][322][157][312][311]
- 1930: Wilde Jagd – 391[157][312][311]
- 1930: Peng! – 392[323][157][312][311]
- 1930: Buntes Domino – 393[311]
- 1930?: Rechenlotto – 394[324][325][326][327][311]
- 1930?: Buchstabenspiel – 395[133]
- 193?: Alles aus bunten Kugeln – 396[328]
- 1930: Mona (Vogelspiel) – 398[157]
- 193?: Bilder-Lotto / Buntes Lotto – 399[329][330][311]
- 193?: Gobang – 400[331]
- 1930: Kontra – 401[157]
- 1930: Ponta – 402[157]
- 1930: Okka (Mühlevariante) – 403[157]
- 1930: Nix – 404[157][312][311]
- 1930: Weben mit dem Kamm – 409[311]
- 1930: Weben auf Rahmen – 410[311]
- 193?: Nümmerchen – 412[332]
- 1930: Trio – 413[333][157]
- 193?: Bildermalen mit Stanzfiguren – 418[334]
- 1931: Buntsticken auf Stramin – 421[335][334]
- 1931: Sticken buntem Rupfen – 422[335][334]
- 1931: Näh- und Stickarbeiten auf Kongreß-Stoff – 423[334]
- 1931: Näharbeiten aus farbigem Leinen – 424[335][334]
- 193?: Das Frage- und Antwortspiel – 426[336][216][337][338][339]
- 193?: Erstes Bilder-Quartett – 427[145][216][337][338][339]
- 193?: Tier-Lotto – 428[340][341]
- 193?: Erstes Lotto – 429[342][343]
- 193?: Kleines Einmaleins – 430[344][345]
- 1931: Neues Fliegerspiel – 431[346][157][335][334]
- 1931: Huckepack – 432[157][334]
- 1931: Spiel mit Früchten – 433[347][157]
- 1931: Gleich und Gleich – 434[157][335][334]
- 1931: Bunte Buchzeichen – 437[334]
- 1931: Kartonmäppchen mit Buntschmuck – 438[334]
- 1931: Pappkästchen – 439[334]
- 1932: Das kleine rote Auto? – 443[157]
- 1932: Postkartenkleben mit Blütenformen – 446[338][339]
- 1932: Postkartenkleben mit Weihnachtspostkarten – 447[338][339]
- 1932: Taxi / Hallo Taxi! – 468[348][157][349][337][338][339]
- 193?: Eishockey – 470[157]
- 1932: Boccia auf dem Tisch – 471[350][351][337][338][339]
- 1932: Schiebespiel – 472 (Quadrate) 473 (Rechtecke)[157][337][338][339]
- 1934: Torro (Turmspiel) – 474[157]
- 1934: Brücke – 474[157]
- 1932: Sternrupfen – 476[352][337][338][339]
- 1934: Drei-Eck – 477[353][157]
- 1932: Pyramidenspiel – 479[157]
- 1933: Das Häschenspiel – 480[354][355][356][343]
- 1933: Halt! Schmugglerschiff! – 498[357]
- 1933: Schwarzer Peter – 499[358][216][359][343]

#### Vierstellige Nummern (Erstauflage ca. 1934 bis ca. 1959)
Ab etwa 1934 gab es neben den ein- bis dreistelligen Artikelnummern auch vierstellige, die ersten begannen mit 55, später mit 56. Neuauflagen von bereits veröffentlichten Spielen wurden meist unter der bisherigen ein- bis dreistelligen Nummer veröffentlicht, so wurde 1956 eine Neuauflage des Spiels Reise durch die Schweiz erneut unter der Nummer 23 veröffentlicht.
Spielanleitungen waren bis in die 1930er Jahre meist in Frankturschrift gesetzt. Wahrscheinlich wurde in den 1940er Jahren eine Antiqua-Schrift für die Spielanleitungen eingeführt, die dann auch bei Neuauflagen verwendet wurde.
Ab Mitte der 1950er Jahre wurden Neuauflagen teilweise dreisprachig (deutsch, englisch, französisch) oder mit dreisprachigen Spielanleitungen herausgegeben.
Von ungefähr 1926 bis 1955 wurde ein Logo mit einem Schattenschnitt eines Mädchens und den Buchstaben „O“ und „M“ in der Spielregel und/oder auf dem Schachtelrand verwendet. Kurze Zeit wurde das Logo auch auf der Spielschachtel verwendet, wobei dann das Logo kreisrund mit dem Text „Ravensburger Spiele“, „Otto Maier Verlag“ umschlossen wurde.
Kurz wurde dann ein Logo mit einem stilisierten Mädchen verwendet. Ab etwa 1957 wurden die Spiele auf der Spielschachtel mit einem zweifarbigen Logo in Form eines Dreiecks rechts unten mit der Inschrift „Ravensburger Spiele“ und dem stilisierten Mädchen versehen. Hier wurden unterschiedliche Farben verwendet, z. B. Weiß auf Schwarz, Weiß auf Gelb, Blau auf Weiß, Weiß auf Blau usw. Bei den schwarz-weißen Spielanleitungen wurde dieses Logo mit schwarzem Dreieck und weißer Schrift verwendet. Auf dem Rand der Schachtel hingegen wurde nur das Logo mit dem stilisierten Mädchen verwendet.
Ab etwa 1955 scheinen Nummernkreise für neue Spiele eingeführt worden zu sein: Neue Kartenspiele ab Nr. 5700, Brettspiele ab Nr. 5900, Legespiele ab Nr. 6200, Beschäftigungsspiele ab Nr. 6300.
- 193?: Die Puppen-Schneiderei – 5501[174][366]
- 193?: Lustig voran! – 5502[367]
- 193?: Lustige Autofahrt – 5503[368][369][370]
- 1934: Deutschlandreise – 5504[371][372]
- 193?: Lese Lotto – 5505[133]
- 1934?: Deutsches Land – Ein Quartettspiel – 5512[248][216][215]
- 1934: Im Wintersportparadies – 5513[373][374] 5313[375]
- 193?: Deutsche Geschichte – Ein Quartettspiel – 5514[200][376]
- 193?: Geduldsspiel (Puzzles) – 5516[377][378][379]
- 193?: Blumen kleben auf Postkarten – 5520?[380][381]
- 193?: Singquartett – 5522[232]
- 1935: Segelflugspiel – 5524[382][383][384]
- 193?: Kreuz und Quer – 5526[385][376]
- 193?: Wer da? – 5527[386]
- 193?: Raus da![376]
- 19??: Ringkampf – 5532[387][388]
- 193?: Der Deutsche Soldat in fünf Jahrhunderten (Quartettspiel) – 5534
- 1936: Garten-Quartett – 5535 (Spielregel Erstauflage 5534)[389][390][216][215]
- 1936: Ziegenbock – 5536[391][376]
- 193?: Wir fahren mit der Eisenbahn – 5537[392][393]
- 1936: Einer für alle – Alle für einen – 5538[394][376]
- 1936: Das Spiel vom Ulmer Spatz – 5539[395][396][376]
- 1936: Treppauf, Treppab[397][398][396][376]
- 1936: Christbaumfiguren zum Kleben[376]
- 1936: Weihnachtskalender[376]
- 1936: Tischkarten und Servietten[376]
- 1936: Das kleine Spiele Magazin (Dame, Mühle, Belagerung, Einer allein, Raus da!, Ziegenbock)[396][376][399]
- 193?: Das Belagerungs-Spiel – 5542[400][401]
- 193?: Jagd nach dem Dieb – 5545[402][403]
- 1937: Kunterbunt – 5547[404][405]
- 1937: Die Seeschlacht – 5551[406]
- 1938: Europareise – 5553[407][408][409][410]
- 1938: Reichsautobahnen im Bau – 5554[411][175][412]
- 1938: Der Apfelbaum – 5555[413][412]
- 1937: Buchzeichen zum Ausschneiden und Kleben – 5557[133][414]
- 1938: Bau dein Haus[412]
- 1938: Die Jahreszeiten – Ein neues Lottospiel – 5560[415][412]
- 1938: Teufelsrad – 5563[416][412]
- 1939: Märchen-Lotto – 5570[417][418][384]
- 19??: Kauf bei mir – 5572[419][263]
- 1939: Weltreise – 5577[384][420]
- 193?: Die Jagd nach dem Glück – 5578[421]
- 193?: Angel-Spiel – 5579[422]
- 193?: Geduld-Spiel (Puzzles) – 5581[423][424]
- 193?: Autorennen – 5582[425]
- 1938: Das lustige Kasperle-Theater – 5586[426][427][428][412][384]
- 1952: Hexenhaus – 5592[429][430]
- 195?: Städte Europas – 5594[216][215][431]
- 195?: Schiffs-Quartett – 5595[432][216]
- 1954: Rhein-Reise – 5596[433][263][434]
- 1953: Die Technik – Ein Quartettspiel – 5599[435][216]
- 1953: Gartenlotto – 5600[436][437]
- 195?: Lepanto – 5601[438]
- 195?: Labyrinth – 5602[263][439][440]
- 1953: Marienkäfer Puck – 5605[441][442][443]
- 195?: Verkehrsspiel – 5606[444][263]
- 195?: Wachsarbeiten – 5609?[445][446]
- 1954: Schnitzeljagd – 5611[447][263]
- 195?: Zitadelle – 5612[448][263]
- 1954: Sag nix über Pulok – 5613[263][133]
- 1954: Kreuzwort-Pulok – 5614[449][263][133]
- 1955: Das lustige Kinderpulok – 5615[450][451][133]
- 195?: Frankreich (Quartettspiel) – 5617[216][215]
- 195?: Spring! – 5620[452]
- 1954: Würfel des Wissens – Das aktuelle Quizspiel – 5621[263]
- 195?: Würfel des Wissens – Englisch im Spiel[453]
- 1959: Wissen im Quadrat – Das aktuelle Quizspiel – 5623[263]
- 195?: Ravensburger Spiele Magazin – 5640[454]
- 1958: Das goldene Spielemagazin – 5642[263]
- 1956: Handel und Wandel – 5650[263][455][456]
- 1956: Federhütchen und Hupfkegel – 5655[457]
- 195?: Scarlett – Das neue Glücksrad – 5656[458]
- 195?: Der große Zauberkünstler – 5657[459]
- 195?: Woher kommt mein Wagen? – 5659[460]
- 195?: Gartenblumen – Ein Quartettspiel – 5700[216][461][215]
- 195?: Der Wald (Quartettspiel) – 5701[462]
- 195?: Sonniger Süden (Quartettspiel) – 5702[215]
- 195?: Die Nordsee (Quartettspiel) – 5703[215]
- 195?: Amerika – Ein Quartettspiel – 5704[463][215]
- 195?: Der Bodensee (Quartettspiel) – 5705[215]
- 195?: Schönes Europa (Quartettspiel) – 5706[215]
- 1956: Quizkönig – 5707[464][465]
- 1958: Wolkenkuckuckshaus / House of Cards – 5709[466][175]
- 1959: Quiz in der Tasche – 5711[467][468]
- 1955: Das Jagdspiel – 5900[263]
- 1955: Großwildjagd in Afrika – 5901[263][469]
- 195?: Das große Ochsentreiben – 5902[470]
- 1956: Fahr zu, kleine Lok! – 5903[471][472]
- 1956: Fische fangen – 5905[473][263]
- 1956: Adlerschießen – 5906[474][475]
- 1957: Bodensee-Reise – 5907[263]
- 1957: Der Mittelstürmer bist Du – 5909[476][263][477][175]
- 1959: Lustige Fahrt ins Schlaue – 5910[263]
- 195?: Seeräuber – 6101[478]
- 1957: Bantu – 6102[479]
- 1959: Such mich – fang mich – 6103[480]
- 1955: Schöne weite Welt – 6200[481][482]
- 195?: ABC 3 mal G – 6201[483]
- 1959: Memory – 6202[484]
- 1959: Das Duden-Spiel – 6203[485][263][133]
- 1957: Kunterbunte Erde (Bilder-Lotto) – 6252[486]
- 195?: Bunte Draht-Plastik – 6303?[487]
- 195?: Mein Lebensbäumchen – 6304[488][489]
- 195?: Bunter Schmuck für Kinder – 6307[490][491]
- 1957: Der junge Physiker (Experimentierkasten) – 6313[492][493]
- 1957: Stroharbeiten – 6314[467][494][495]
- 1957: Papiermosaik – 6315[496][497]
- 1957: Folienmosaik – 6320[496][498]
- 1956: Schmuck für junge Mädchen[499]
- 1959: Formen und Farben[467][500]
- 1959: Wundergarten ohne Erde[501][502]
- 19??: Weihnachtssterne zum Bekleben[503]
- 19??: Tischkarten und Servietten[504]
- 19??: Bilder zum Ausnähen ohne Nadel[505]
- 19??: Kleine Papparbeit[506]
- 19??: Bunte Transparente[507]
- 19??: Kindergeschenke zum Falten und Stempeln[508]
- 19??: Bilderkleben auf Postkarten[509]
- 19??: Bilder zum Ausnähen[510]
- 19??: Laternen und Transparente[511]
- 19??: Masken selber machen[512]

#### 1960er

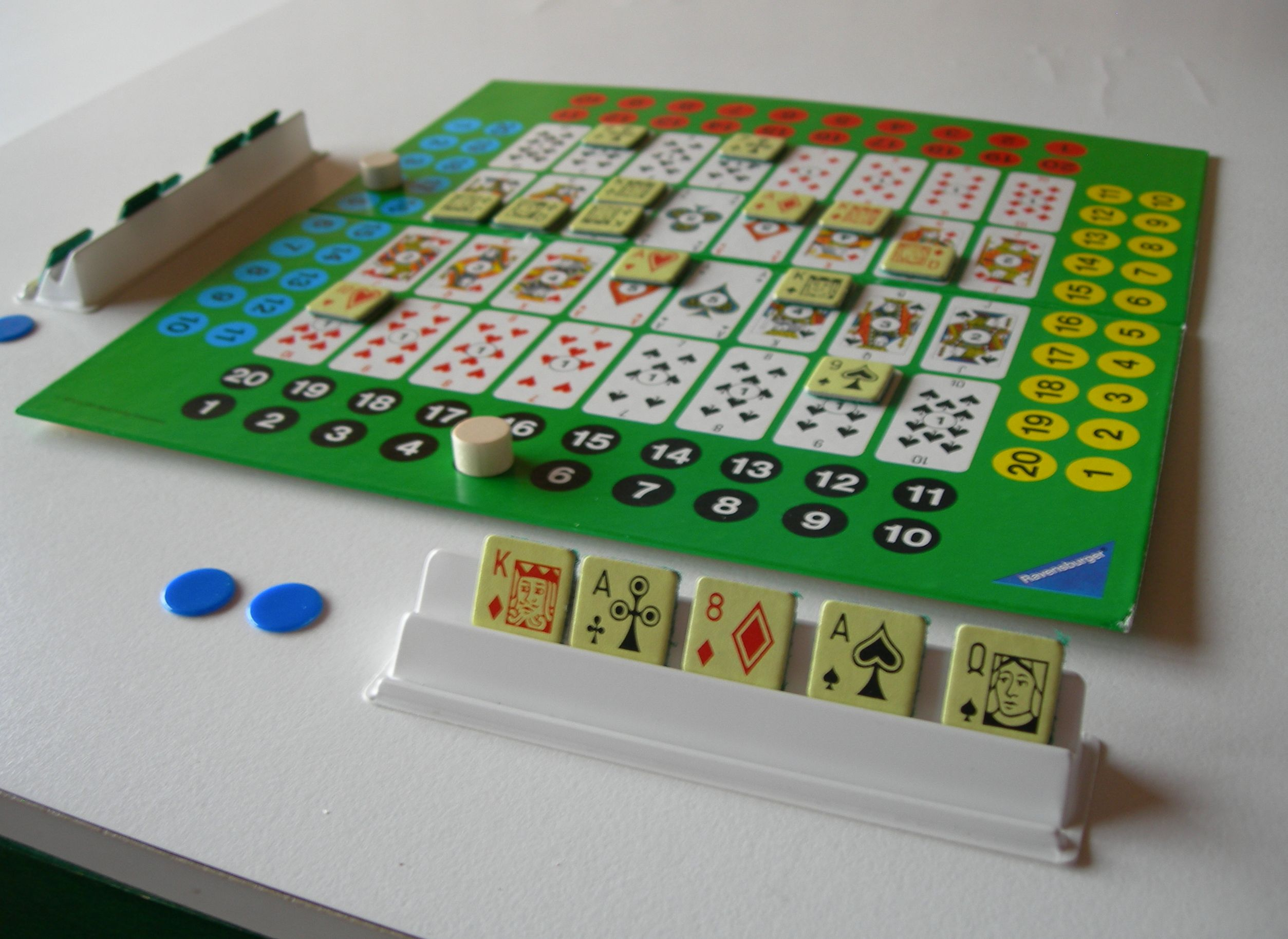
Cartino, 1969

Ab etwa 1960 gab es eine Reform der Artikelnummern. Statt der bisherigen ein- bis vierstelligen Nummern wurden für alle Produkte der Marke „Ravensburger Spiele“ neue fünfstellige Nummern eingeführt. Hierbei gab es verschiedene Nummernkreise: 11.XXX für große Spiele und 12.XXX für Spielesammlungen. Im Nummernkreis 13.XXX wurden u. a. die Doppelspiele Go + Gobang und Dame + Mühle veröffentlicht. Im Nummernkreis 14.XXX wurden u. a. Zauberkästen von Martin Michalski, aber auch die Neuauflage des Spiels 468 Hallo Taxi oder das 1969 erschienene Spiel Cartino veröffentlicht. Im Nummernkreis 15.XXX wurden Legespiele (Lotto, Memory, ab 1964 auch Puzzles) und im Nummernkreis 16.XXX verschiedene Kartenspiele veröffentlicht. Im Nummernkreis 17.XXX wurde u. a. das Beschäftigungsspiel „Wir bauen ein Vogelfutterhaus“ veröffentlicht. Im Nummernkreis 18.XXX gab es u. a. Bastel-Produkte aus der Reihe „Ravensburger Hobby“.
- 1960: Malefiz
- 1960: Lustig voran – das neue Leiterspiel[513]
- 1960: Öl für uns alle[524]
- 1960: Olympia-Zehnkampf[525][526]
- 1961: Warum – Das neue Detektivspiel[513][527]
- 1961: Das Derby-Spiel[521][513]
- 1961: Summy[521]
- 1962: Moby Dick[528]
- 1965: Wild Life
- 1966: 4 erste Spiele[529]
- 1966: Alpenreise[513]
- 1966: Schubs + Remmidemmi[530][513]
- 1967: Das Börsenspiel
- 1967: Schnauferl Reise[513]
- 1967: Wild-West[513]
- 1969: Emil und die Detektive[531]
- 1969: Heile, heile Gäns'chen...[513]
- 1969: Cartino
- 1969: Lingua

#### 1970er
Seit etwa 1974 wird im Allgemeinen, auch bei Neuauflagen, das blaue Dreieck mit dem Wort „Ravensburger“ als Logo auf der Schachtel verwendet.
- 1970: Auf der schwäbischen Eisenbahn[532]
- 1970: Goldgräber[533]
- 1970: Contact
- 1971: Circus[534]
- 1971: Der Spur nach[535][513]
- 1973: Colomino
- 1973: Schaska
- 1974: Corona
- 1974: Hepta
- 1974: Trio
- 1976: Kaiser König Edelmann[536]
- 1977: Playboss
- 1978: Hase und Igel
- 1979: Alaska
- 1979: Reflexion
- 1979: Shogun

#### 1980er
- 1980: Mausefalle[537]
- 1980: Rummy[538]
- 1981: Sagaland
- 1983: Scotland Yard
- 1984: Metropolis
- 1984: Ökolopoly
- 1985: Abenteuer Tierwelt

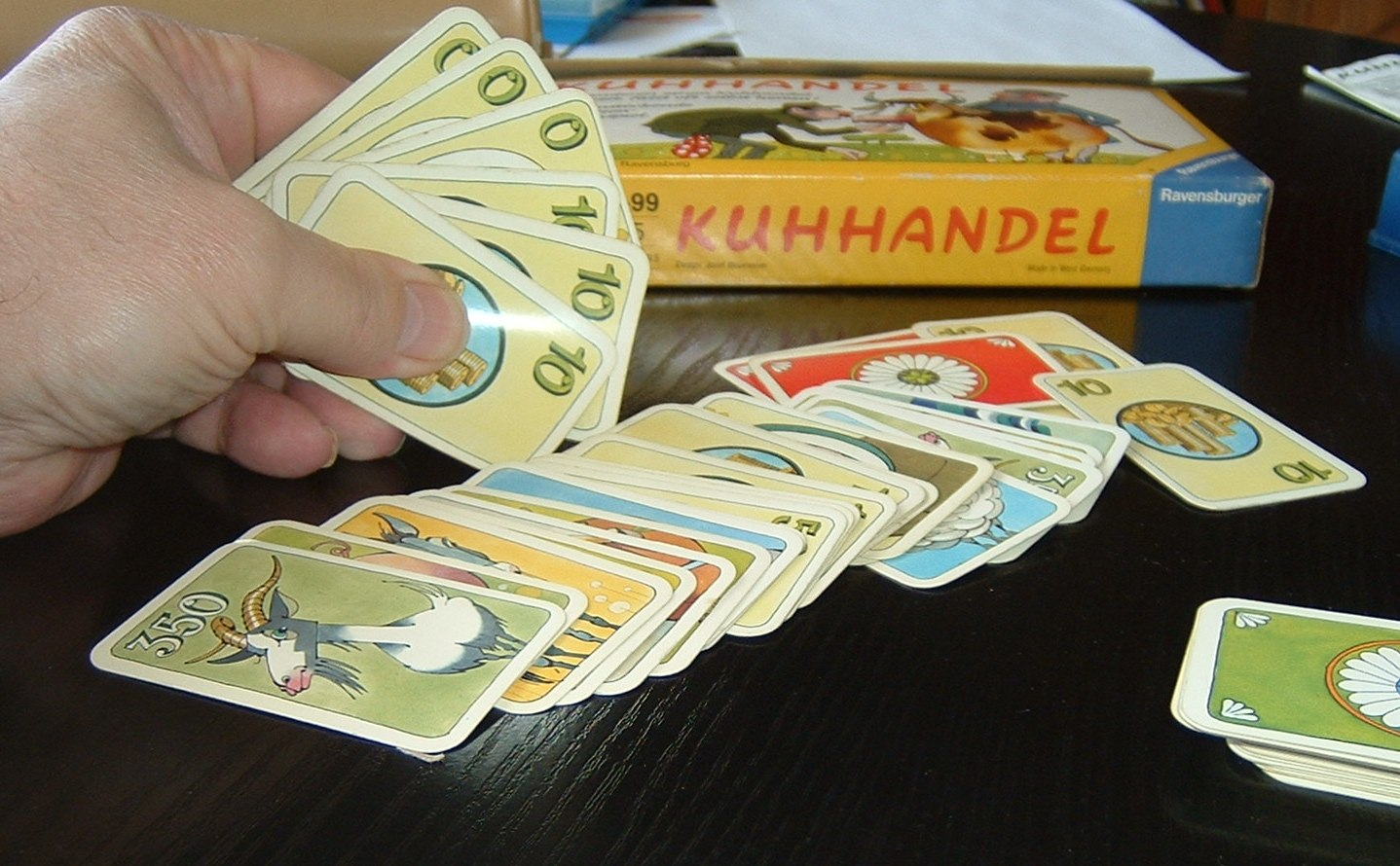
Kuhhandel, 1985

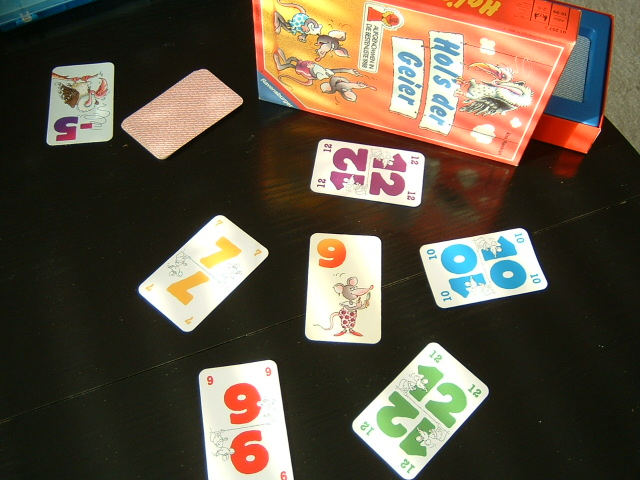
Hol’s der Geier, 1988

- 1985: Gut geteilt ist halb gewonnen[539]
- 1985: Kuhhandel
- 1985: Bunte – Quiz Royal[540]
- 1985: Tempo, kleine Schnecke
- 1986: Das verrückte Labyrinth
- 1986: Heimlich & Co.
- 1987: Der Schatz der Inka[541]
- 1988: Das Erbe des Maloney[542]
- 1988: Das Nilpferd in der Achterbahn
- 1988: Hol’s der Geier
- 1989: Kendo
- 1989: Lifestyle
- 1989: Mitternachtsparty

#### 1990er
- 1990: Asterix und die Römer[543]
- 1990: Astrotime
- 1991: Jagd der Vampire
- 1991: Das Labyrinth der Meister
- 1992: Schweinsgalopp
- 1992: Die verbotene Stadt
- 1995: Die Maulwurf-Company
- 1996: Plitsch-Platsch Pinguin[544]
- 1996: Wuffi komm heim![545]
- 1998: Das Labyrinth der Ringe
- 1998: Phase 10[546]
- 1999: Tikal
- 1999: Sphinx

#### 2000er

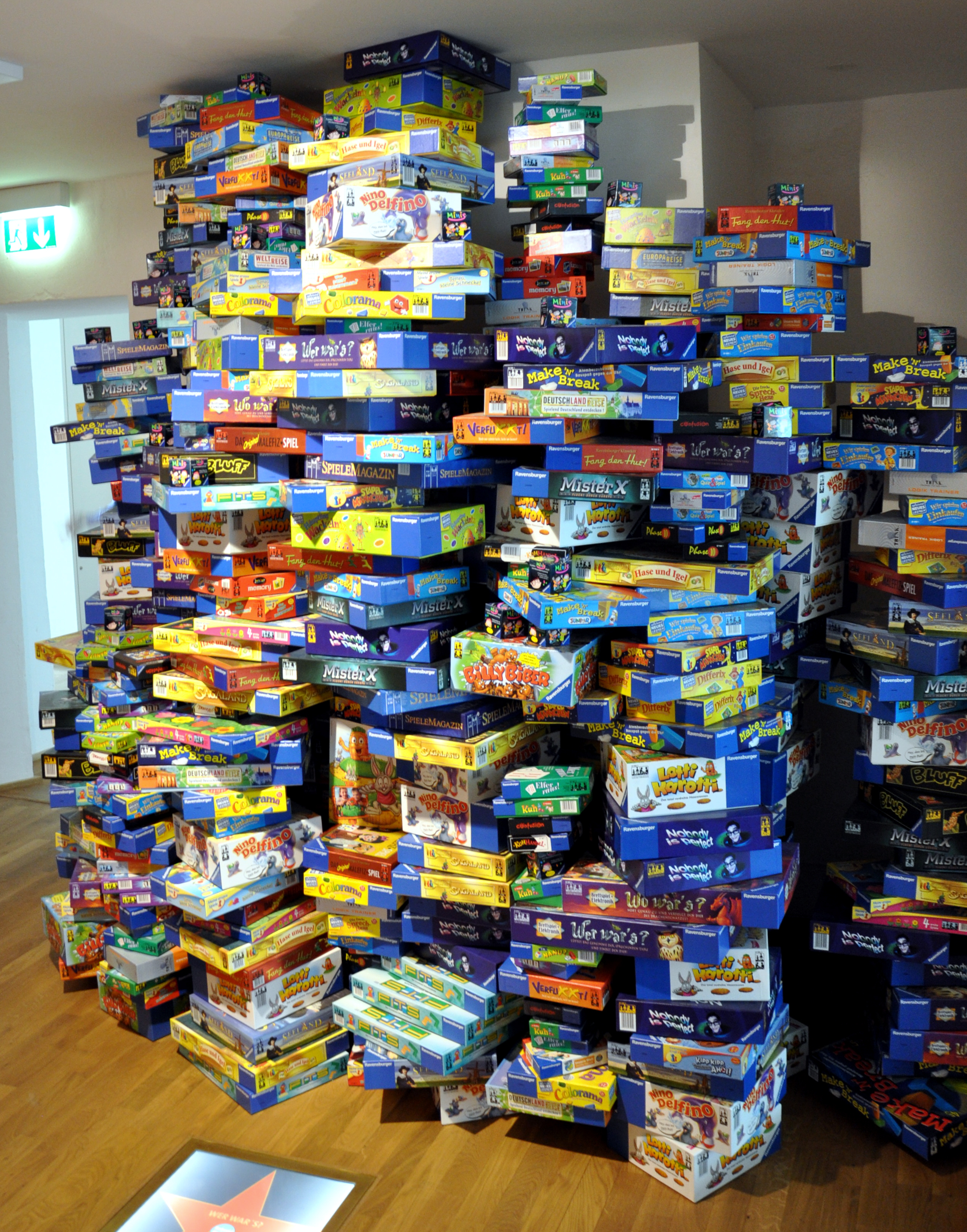
Diverse Spiele, 2011

- 2000: Java
- 2001: Bluff
- 2001: Lotti Karotti
- 2001: Luxor[547]
- 2001: Set!
- 2002: Mexica
- 2002: Pueblo
- 2003: King Arthur
- 2004: Make ’n’ Break
- 2005: Australia
- 2005: Verflixxt!
- 2006: Die Baumeister von Arkadia
- 2008: Wir spielen Einkaufen
- 2009: Fits
- 2009: Himmel, A... und Zwirn

#### 2010er
- 2010: Asara
- 2010: Schlag den Raab – Das Spiel[548]
- 2011: Schnappt Hubi!
- 2014: Abluxxen
- 2016: Krazy Wordz
- 2016: Kribbeln
- 2017: Facecards
- 2017: Monster-Pups
- 2017: Paku Paku
- 2017: Wettlauf nach El Dorado
- 2019: Werwörter

#### 2020er
- 2023: Disney – Lorcana
- 2023: That’s Not a Hat

#### Millionen-Seller
In den 1950er Jahren war das 1927 veröffentlichte Spiel Fang den Hut das erste Spiel, welches eine Million Mal verkauft wurde.
Seitdem wurden mehrere Spiele millionenfach verkauft, zum Beispiel:
- 1927: Fang den Hut (4 Millionen);[549] dazu kommen noch mehrere Millionen aus Spielesammlungen.[549]
- 1959: Memory (75 Millionen)[113]
- 1960: Malefiz (5 Millionen)[550]
- 1981: Sagaland (3 Millionen)[551]
- 1983: Scotland Yard (8 Millionen)[552]
- 1985: Tempo, kleine Schnecke (1,2 Millionen)[22]
- 1986: Das verrückte Labyrinth (6 Millionen).[22] Mit ihren Ablegern 25 Millionen.[553]
- 1988: Das Nilpferd in der Achterbahn (1,5 Millionen)[554]
- 1991: Das Labyrinth der Meister (1 Million)[22]
- 1996: Plitsch-Platsch Pinguin (3,5 Millionen)[555]
- 2001: Lotti Karotti (10 Millionen)[556]

### Spieleserien
Im Laufe der Zeit wurden verschiedene Spieleserien und -Marken erstellt:
- alea (ab 1999; Strategiespiele für Erwachsene)
- Casino-Serie (1972–1976)[557][558]
- ELO-Spiele (1929–1932/34?)[157]: 30 Spiele, welche nach dem Erfolg von Fang den Hut vom Bauhaus-Grafiker Fritz Ehlotzky gestaltet und teilweise erfunden wurden.[559] 1931 wurden 12 Spiele in günstiger Preislage veröffentlicht.[334] Spielanleitung in Antiqua statt Fraktur.
- Think (1997–2009?)[560]
- Traveller-Serie (1972–1978)[561]

#### alea

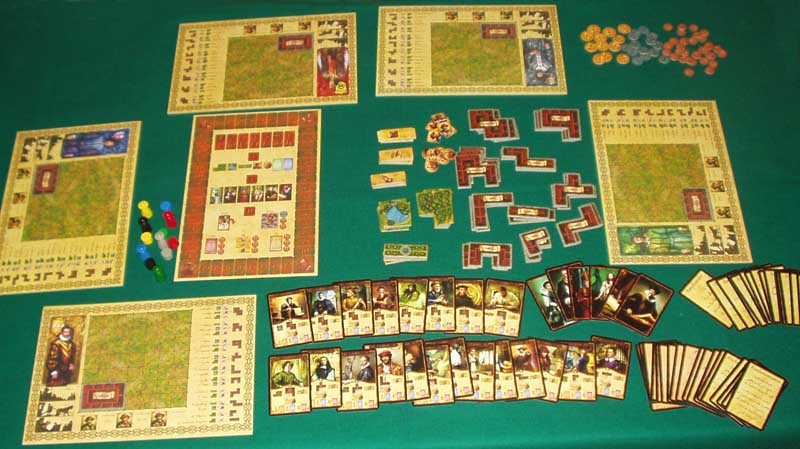
Die Fürsten von Florenz, 2000

Unter der 1999 eingeführten Marke „alea“ erschienen:
Große Schachtel (1999–2018)
- 01: 1999: Ra
- 02: 1999: Chinatown
- 03: 2000: Tadsch Mahal
- 04: 2000: Die Fürsten von Florenz
- 05: 2000: Adel verpflichtet
- 06: 2001: Die Händler von Genua
- 07: 2002: Puerto Rico
- 08: 2003: Eiszeit
- 09: 2004: Fifth Avenue
- 10: 2006: Um Ru(h)m und Ehre
- 11: 2007: Notre Dame
- 12: 2007: Im Jahr des Drachen
- 13: 2009: Macao
- 14: 2011: Die Burgen von Burgund
- 15: 2013: Bora Bora
- 16: 2014: Puerto Rico inkl. Erweiterungen
- 17: 2015: Broom Service
- 18: 2018: Carpe Diem

Kleine Schachtel (2001–2004)
- 01: 2001: Wyatt Earp
- 02: 2001: Royal Turf
- 03: 2002: Die sieben Weisen
- 04: 2003: Edel, Stein & Reich
- 05: 2004: San Juan

Mittlere Schachtel (2005–2014)
- 01: 2005: Louis XIV
- 02: 2005: Palazzo
- 03: 2006: Augsburg 1520
- 04: 2008: Wie verhext!
- 05: 2009: Alea iacta est
- 06: 2010: Glen More
- 07: 2011: Artus
- 08: 2012: Vegas bzw. Las Vegas

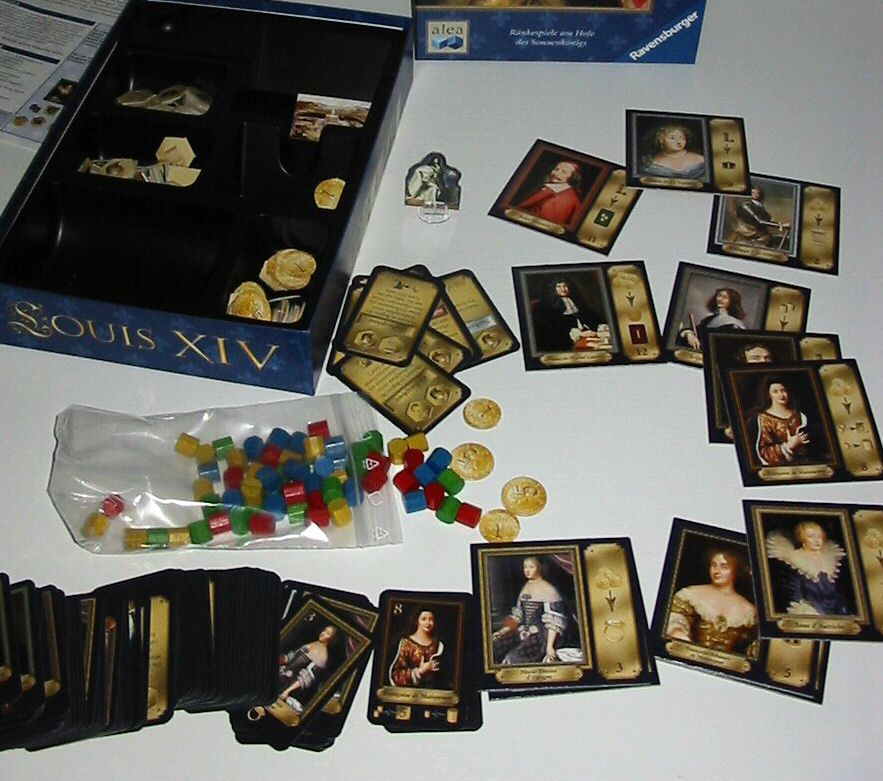
Louis XIV, 2005

  - 08 1/2: 2014: Las Vegas Boulevard, Erweiterung zu Las Vegas
- 09: 2012: Saint Malo
- 10: 2014: La Isla
- 11: 2014: San Juan, überarbeitete Neuauflage

Kompakte Schachtel (2016–2018)
- 01: 2016: Die Burgen von Burgund – Das Kartenspiel
- 02: 2016: Broom Service – Das Kartenspiel
- 03: 2016: Las Vegas – Das Kartenspiel
- 04: 2017: Die Burgen von Burgund – Das Würfelspiel
- 05: 2018: Puerto Rico – Das Kartenspiel, Neuauflage von San Juan

2009 erschien zum zehnjährigen alea-Jubiläum „Die Schatzkiste“ mit zehn Mini-Erweiterungen zu sechs alea-Spielen.
2018/2019 wurden die Schachtelgrößen geändert und die Nummerierung jeweils wieder bei 1 begonnen. Neben Neuauflagen zu bereits veröffentlichten alea-Spielen erschienen ab 2018:
- 2018: The Rise of Queensdale
- 2020: The Castles of Tuscany
- 2020: Dungeons, Dice & Danger

#### Traveller-Serie
1972 bis 1978 erschienen 20 verschiedene Spiele in der Traveller-Serie:
- 1972: Reversi
- 1972: Isola
- 1973: 3x16
- 1973: Banda
- 1973: Bon Voyage
- 1973: Quadrata
- 1973: Schaska
- 1973: Go + Gobang
- 1974: Domicolor
- 1974: Miracle
- 1974: Traveller Memory
- 1974: Hepta
- 1974: Sogo
- 1975: Peggino
- 1975: Wörterklauer
- 1976: Tri-o-tri-x
- 1976: Racko
- 1976: Tangram
- 1977: Über Bord
- 1978: Alcazar

### Computerspiele
Computerspiele erschienen bis 2002 unter der Tochtergesellschaft Ravensburger Interactive Media GmbH bzw. deren Label Fishtank Interactive, bevor das Unternehmen sich entschloss, seine Geschäftsaktivitäten in diesem Bereich einzustellen. Ab 2009 wurden Apps für Smartphones und Tablets vom Tochterunternehmen Ravensburger Digital GmbH veröffentlicht, bis man diese Sparte 2017 als Digital-Abteilung in die Ravensburger AG eingliederte.

## Auszeichnungen
Mehrfach wurden Spiele von Ravensburger vom Verein Spiel des Jahres ausgezeichnet oder erreichten den ersten Platz beim Deutschen Spielepreis.
Mit dem Preis Spiel des Jahres ausgezeichnete Spiele:
- 1979: Hase und Igel, erster Preisträger
- 1981: Sagaland
- 1983: Scotland Yard
- 1986: Heimlich & Co.
- 1999: Tikal
- 2000: Torres

Mit dem Preis Kinderspiel des Jahres ausgezeichnete Spiele:
- 2008: Wer war’s?
- 2012: Schnappt Hubi!

Mit dem Preis Kennerspiel des Jahres ausgezeichnete Spiele:
- 2015: Broom Service

Mit dem Deutschen Spielepreis ausgezeichnete Spiele:
- 1991 Das Labyrinth der Meister (Max J. Kobbert/Ravensburger)
- 1999 Tikal (W. Kramer/Michael Kiesling/Ravensburger)
- 2000 Tadsch Mahal (Reiner Knizia/Alea)
- 2002 Puerto Rico (Andreas Seyfarth/Alea)
- 2005 Louis XIV (Rüdiger Dorn/Alea)

## Trivia
Im Jahre 2016 stellte Ravensburger mit Unvergessliche Disney Momente das – zu diesem Zeitpunkt – größte kaufbare Puzzle der Welt vor. Es stellt zehn verschiedene Disney-Geschichten dar (u. a. Peter Pan und Das Dschungelbuch) und besteht aus 40.320 Teilen bei einer Größe von 6,80 × 1,92 Metern.

## Belege
1. ↑  Der Aufsichtsrat der Ravensburger AG auf ravensburger-gruppe.de, abgerufen am 23. Februar 2025
2. 1 2 3 4 5  HRB 1302 (Ravensburger AG) beim Amtsgericht Ravensburg bzw. HRB 551302 beim Amtsgericht Ulm, abgerufen auf handelsregister.de am 10. Februar 2025
3. 1 2 3  Vorläufiger Geschäftsbericht 2024: Ravensburger wächst beträchtlich und erweitert Vorstand am 28. Januar 2025 auf ravensburger-gruppe.de, abgerufen am 12. Februar 2025
4. 1 2 3 4  Vorläufiger Geschäftsbericht 2020: Mehr Zeit für die Familie sorgt für Wachstumsschub bei Ravensburger am 27. Januar 2021 auf ravensburger-gruppe.de, abgerufen am 10. Dezember 2024
5. ↑  Martina Meisenberg, Dirk Polzin: Weltpuzzletag - große Nachfrage nach Puzzle am 29. Januar 2024 auf swr.de, abgerufen am 5. Januar 2025
6. ↑  Anzeigeblatt – Geschäftliche Einrichtungen, Veränderungen u. s.. w. – 47238 im Börsenblatt für den Deutschen Buchhandel und die mit ihm verwandten Geschäftszweige, No 299, Seite 3 vom 28. Dezember 1876, abgerufen auf deutsche-digitale-bibliothek.de am 19. Februar 2025
7. ↑  Verzeichnis der im Mai 1891 bei der Geschäftsstelle hinterlegten Rundschreiben mit eigenhändiger Unterschrift im Börsenblatt für den Deutschen Buchhandel und die verwandten Geschäftszweige, No 125, Seite 1 vom 3. Juni 1891, abgerufen auf deutsche-digitale-bibliothek.de am 22. Januar 2025
8. ↑  Bekanntmachungen über Einträge im Handelsregister – K. Amtsgericht Ravensburg – 18. März in Schwäbischer Merkur Nr. 68, Seite 16 vom 22. März 1893, abgerufen auf deutsche-digitale-bibliothek.de am 19. Februar 2025
9. 1 2 3 4 5  Vita Ravensburger auf Ravensburger – Tischkalender zum 125-jährigen Firmenjubiläum (2008) bei der Europäischen Spielesammler Gilde, abgerufen am 9. Dezember 2024
10. 1 2  Handelsregister – Ravensburg, 121386 in Deutscher Reichsanzeiger und Preußischer Staatsanzeiger Nr. 45 am 23. Februar 1921, abgerufen auf deutsche-digitale-bibliothek.de am 19. Februar 2025
11. ↑  Wöchentliche Übersicht über geschäftliche Veränderungen und Einrichtungen im Börsenblatt für den Deutschen Buchhandel, 88. Jahrgang, No 52, Seite 49 vom 3. März 1921, abgerufen auf deutsche-digitale-bibliothek.de am 13. Februar 2025
12. 1 2 3 4 5 6  Ravensburger AG bei encyclopedia.com, abgerufen am 18. Januar 2025
13. 1 2 3 4  Otto Julius Maier, Andrea Reidt: Der Enkel oder Mister Ravensburger fängt den Hut, veröffentlicht 2013 bei sagas.edition Stuttgart, abgerufen auf yumpu.com am 20. Februar 2025
14. ↑  Wie man flott Skilaufen lernt. Die Technik des Skilaufs von ersten Läufern vorgefahren. Mit Lehre von A. Janner. Verlag Otto Maier Ravensburg, 1932, Druck von Otto Bechtler Buchdruckerei, Esslingen a. N.
15. ↑  Börsenblatt für den Deutschen Buchhandel. Nr. 77. Leipzig 28. Oktober 1944, S. 655, urn:nbn:de:bsz:14-db-id39946221X-194410287.
16. 1 2 3 4 5 6 7 8 9  HRA 20 (Otto Maier Verlag) beim Amtsgericht Ravensburg bzw. HRA 550020 beim Amtsgericht Ulm, abgerufen auf handelsregister.de am 20. Februar 2025. Die Eintragungen der am 8. Mai 1945 gegründeten Kommanditgesellschaft beginnen erst im Oktober 1961: Umgeschrieben von HR A Band I Nr.21
17. 1 2 3 4 5 6 7  HRB 14 (Graphische Kunstanstalt Maier GmbH; Ravensburger Film + TV GmbH; FB Fernsehen-Beteiligungs-GmbH) beim Amtsgericht Ravensburg bzw. HRB 550014 beim Amtsgericht Ulm, abgerufen auf handelsregister.de am 22. Januar 2025
18. ↑  „Spielepapst“ Erwin Glonnegger wird 90 Jahre alt im Mai 2015 auf spielzeuginternational.de, abgerufen am 9. Dezember 2024
19. ↑  Ravensburger Spiele aus den 50er Jahren bei der Europäischen Spielesammler Gilde, abgerufen am 19. Dezember 2024
20. ↑  Kirsten Becker: Erlebte Geschichten mit Erwin Glonnegger am 16. Mai 2010 auf wdr.de, abgerufen am 21. Dezember 2024
21. ↑  Ravensburger Spiele aus den 1950er-Jahren. In: e-s-g.eu. Abgerufen am 29. April 2024.
22. 1 2 3 4 5  Verlagsgeschichte – Klassiker aus dem Hause Ravensburger (Memento des Originals vom 3. September 1999 im Internet Archive)
23. 1 2 3 4 5 6 7 8 9 10 11 12 13 14 15 16  Geschäftsbericht 2014 im Juni 2015 auf ravensburger-gruppe.de, abgerufen am 30. Dezember 2024
24. 1 2  HRB 122 (Ravensburger Verlag Gesellschaft mit beschränkter Haftung) beim Amtsgericht Ravensburg bzw. HRB 550122 beim Amtsgericht Ulm, abgerufen auf handelsregister.de am 10. Februar 2025
25. ↑  Oliver Pütz: Löhmann-Mitarbeiter gibt Führung am 5. Mai 2023 auf schwarzwaelder-bote.de, abgerufen am 24. Februar 2025
26. 1 2 3  Jacqueline Geisel: Als man noch mit Löhmann Billard spielte am 7. März 2023 auf schwarzwaelder-bote.de, abgerufen am 24. Februar 2025
27. ↑  HRA 703-Na (Fritz Löhmann Holz- und Spielwarenfabrik) beim Amtsgericht Nagold/Calw bzw. HRA 340703 beim Amtsgericht Stuttgart, abgerufen auf handelsregister.de am 24. Februar 2025
28. 1 2 3 4  HRB 135-Na (Fritz Löhmann Gesellschaft mit beschränkter Haftung) beim Amtsgericht Calw bzw. HRB 340135 beim Amtsgericht Stuttgart, abgerufen auf handelsregister.de am 24. Februar 2025
29. 1 2 3 4  HRB 371 (Fritz Löhmann Gesellschaft mit beschränkter Haftung; Ravensburger Spieleverlag GmbH; Ravensburger Spiele-Vertrieb GmbH) beim Amtsgericht Ravensburg bzw. HRB 550371 beim Amtsgericht Ulm, abgerufen auf handelsregister.de am 24. Februar 2025
30. 1 2 3 4  HRB 4211 (Markenspielwarendienst GmbH) beim Amtsgericht Stuttgart, abgerufen auf handelsregister.de am 18. Februar 2025
31. ↑  opera mundi europe – rapports hebdomadaires sur l’économie européenne (französisch; deutsch: wöchentliche Berichte über die europäische Wirtschaft) No 587, Seite 42 vom 17. November 1970 bei aei.pitt.edu, abgerufen am 18. Februar 2025
32. 1 2 3 4  HRB 619 (Otto Maier Verlag GmbH) beim Amtsgericht Ravensburg bzw. HRB 550619 beim Amtsgericht Ulm, abgerufen auf handelsregister.de am 10. Februar 2025
33. ↑  Handelsregister – Zürich im Schweizerischen Handelsamtsblatt No 66, Seite 625 vom 20. März 1970, abgerufen auf e-periodica.ch am 25. Februar 2025
34. ↑  Handelsregister – Zürich im Schweizerischen Handelsamtsblatt No 184, Seite 1812 vom 10. August 1970, abgerufen auf e-periodica.ch am 30. Dezember 2024
35. ↑  Nous aimons les jeux (französisch) in FAN – L’Express vom 1. Januar 1986, Seite 28, abgerufen auf e-newspaperarchives.ch am 25. Februar 2025
36. ↑  Handelsregister – Aargau im Schweizerischen Handelsamtsblatt No 74, Seite 984 vom 29. März 1979, abgerufen auf e-periodica.ch am 25. Februar 2025
37. ↑  Freies Radio nur im Dreyeckland? auf contraste.netz.coop, abgerufen am 22. Januar 2025
38. ↑  Drucksache 12/3306 – Konzentrationserscheinungen bei elektronischen Medien – Antwort der Bundesregierung vom 24. März 1993, abgerufen auf bundestag.de am 22. Januar 2025
39. 1 2 3  huh: Spielraum für neue Märkte am 5. Juli 1995 auf welt.de, abgerufen am 27. Februar 2025
40. ↑  Oberschwaben wollen den Weltmarkt erobern am 22. Mai 1999 auf goingpublic.de, abgerufen am 22. Januar 2025
41. ↑  HRB 1842 (Ravensburger Film + TV GmbH) beim Amtsgericht Ravensburg bzw. HRB 551842 beim Amtsgericht Ulm, abgerufen auf handelsregister.de am 22. Januar 2025
42. 1 2  HRB 687 (Ravensburger Buchverlag Otto Maier GmbH) beim Amtsgericht Ravensburg bzw. HRB 550687 beim Amtsgericht Ulm, abgerufen auf handelsregister.de am 10. Februar 2025
43. 1 2  HRB 975 (Otto Maier Verlag Ravensburg AG) beim Amtsgericht Ravensburg bzw. HRB 550975 beim Amtsgericht Ulm, abgerufen auf handelsregister.de am 10. Februar 2025
44. 1 2 3 4 5  Firmenentwicklung von 1925 bis Heute (Memento des Originals vom 1. Januar 2002 im Internet Archive)
45. ↑  Handelsregister – Aargau im Schweizerischen Handelsamtsblatt No 242, Seite 5006 vom 12. Dezember 1989, abgerufen auf e-periodica.ch am 30. Dezember 2024
46. ↑  Malcolm Naish: Step back in Time – November 1990 in „TnP – Toys n Playthings“ Vol. 40 No. 1, Winter 2020, Seite 82, abgerufen auf issuu.com am 27. Februar 2025
47. ↑  Michael Stanfield - Games Maker auf gamesboard.org.uk, abgerufen am 27. Februar 2025
48. 1 2  Ravensburger Limited – Company number 00817350 auf gov.uk, abgerufen am 27. Februar 2025
49. ↑  HRB 1277 (Ravensburger Verlag GmbH) beim Amtsgericht Ravensburg bzw. HRB 551277 beim Amtsgericht Ulm, abgerufen auf handelsregister.de am 12. Februar 2025
50. ↑  HRB 1354 (Ravensburger Freizeit und Promotion-Service GmbH) beim Amtsgericht Ravensburg bzw. HRB 551354 beim Amtsgericht Ulm, abgerufen auf handelsregister.de am 12. Februar 2025
51. 1 2 3  HRB 1355 (Ravensburger Spieleverlag GmbH) beim Amtsgericht Ravensburg bzw. HRB 551355 beim Amtsgericht Ulm, abgerufen auf handelsregister.de am 12. Februar 2025
52. 1 2  Unsere Geschichte – Kartenmacherkunst seit 1765 auf cartamundi.de, abgerufen am 17. Februar 2025
53. 1 2 3 4  Uwe Müller: Ravensburger will ASS wieder zusammenführen am 5. August 1996 auf welt.de, abgerufen am 22. Februar 2025
54. ↑  HRB 3561 (RPS Handels GmbH) beim Amtsgericht Traunstein, abgerufen auf handelsregister.de am 27. Februar 2025
55. ↑  HRB 122189 (RPS Handels GmbH) beim Amtsgericht München, abgerufen auf handelsregister.de am 28. Februar 2025
56. ↑  RPS Handels GmbH bei dnb.de, abgerufen am 28. Februar 2025
57. 1 2  Auch Ravensburger von Spieleflaute erwischt/ Massiver Stellenabbau nötig am 9. Juli 2001 auf buchmarkt.de, abgerufen am 20. Februar 2025
58. 1 2 3 4  Geschäftsbericht 1998 (Memento des Originals vom 30. November 1999 im Internet Archive)
59. 1 2  Slavíme 30 let (tschechisch) am 25. Juli 2023 auf mojedino.cz, abgerufen am 22. Februar 2025
60. 1 2 3 4 5 6  Unternehmensprofil auf ravensburger.de (Memento des Originals vom 2. September 1999 im Internet Archive)
61. ↑  Dino Toys s.r.o., Mnichovo Hradiště, Czech Republic auf northdata.com, abgerufen am 22. Februar 2025
62. ↑  Andreas Keirat (spielphase.de): Ravensburger ca. 2005 auf rwth-aachen.de, abgerufen am 22. Februar 2025
63. 1 2 3  Ravensburger Karton s.r.o., Polička, Czech Republic bei northdata.com, abgerufen am 22. Februar 2025
64. 1 2  Ravensburger Karton s.r.o. setzt bei der Produktion von Puzzles und Kinderspielen auf die Schneidqualität von Polar am 3. April 2014 auf polar-mohr.com, abgerufen am 20. Februar 2025
65. ↑  Jan Štoll: Výrobci her Ravensburger Karton loni klesl zisk (tschechisch) am 9. Juni 2024 auf e-magazine.cz, abgerufen am 22. Februar 2025
66. ↑  MichalStajszczak: Historia gier w Polsce – część 11. Lata 1997-2000 (polnisch) am 8. Juli 2022 auf gamesfanatic.pl, abgerufen am 19. Februar 2025
67. 1 2 3 4 5 6 7 8 9  Geschäftsbericht 2002 (Memento des Originals vom 21. April 2004 im Internet Archive)
68. 1 2 3 4  Geschäftsbericht 2003 im April 2004 auf ravensburger-gruppe.de, abgerufen am 30. Dezember 2024
69. ↑  HRB 1799 (Ravensburger Spieleland Aktiengesellschaft) beim Amtsgericht Ravensburg bzw. HRB 551799 beim Amtsgericht Ulm, abgerufen auf handelsregister.de am 12. Februar 2025
70. 1 2  Geschäftsbericht 2012 der Gruppe Ravensburger AG – Zwischen Flohmarkt und Hypermarché. Eine Promenade durch den französischen Spielemarkt, veröffentlicht Mai 2013, abgerufen auf ravensburger-gruppe.de am 5. Dezember 2024
71. 1 2 3  ajo/HB: Wirtschaft: Ravensburger verdient spielend mehr Geld am 2. Juli 1998 auf tagesspiegel.de, abgerufen am 21. Februar 2025
72. ↑  Spielehersteller Ravensburger rutscht in die roten Zahlen am 5. Juli 2000 auf welt.de, abgerufen am 22. Februar 2025
73. 1 2  HRB 2164 (Ravensburger Beteiligungs-GmbH) beim Amtsgericht Ravensburg bzw. HRB 552164 beim Amtsgericht Ulm, abgerufen auf handelsregister.de am 27. Februar 2025
74. 1 2 3  HRA 1352 (Ravensburger Holding GmbH & Co. KG) beim Amtsgericht Ravensburg bzw. HRA 551352 beim Amtsgericht Ulm, abgerufen auf handelsregister.de am 27. Februar 2025
75. 1 2 3 4 5 6  Geschäftsbericht 2018 im Mai 2019 auf ravensburger-gruppe.de, abgerufen am 5. Januar 2025
76. ↑  „Gud´n Aaamd!“ – Die Mainzelmännchen bei ASS-Altenburger im Dezember 2003 auf brandora.de, abgerufen am 2. März 2025
77. ↑  Museum Ravensburger. In: museum-ravensburger.de. Abgerufen am 29. April 2024.
78. ↑  Clemens Maier Vorstandsvorsitzender Ravensburger AG am 28. Juni 2019 auf ravensburger-gruppe.de, abgerufen am 22. Februar 2025
79. 1 2 3 4  Geschäftsbericht 2012 im Mai 2013 auf ravensburger-gruppe.de, abgerufen am 30. Dezember 2024
80. 1 2 3  Geschäftsbericht 2013 im Mai 2014 auf ravensburger-gruppe.de, abgerufen am 30. Dezember 2024
81. 1 2 3  Geschäftsbericht 2015 im Juni 2016 auf ravensburger-gruppe.de, abgerufen am 30. Dezember 2024
82. 1 2 3 4 5  Geschäftsbericht 2017 im Juni 2018 auf ravensburger-gruppe.de, abgerufen am 30. Dezember 2024
83. 1 2  Schweden-Happen für Ravensburger: Puzzle-Riese fährt künftig auch Holzbahn, n-tv.de, 8. Januar 2015, abgerufen am 2. August 2015.
84. ↑  Ravensburger ändert Organisationsstruktur im Vorstand am 11. Dezember 2015 auf buchreport.de, abgerufen am 22. Februar 2025
85. ↑  Ravensburger übernimmt US-Spieleverlag Thinkfun am 18. September 2025 auf ravensburg.de, abgerufen am 17. Februar 2025
86. ↑  Die Ravensburger Gruppe entwickelt sich positiv am 29. Januar 2019 auf ravensburg.de, abgerufen am 10. Februar 2025
87. ↑  Ravensburger AG (Hrsg.): Konzernabschluss zum Geschäftsjahr vom 01.01.2020 bis zum 31.12.2020. Ravensburg 8. Januar 2021. Abgerufen am 22. Juli 2022 über bundesanzeiger.de.
88. 1 2  Vollauslastung und hohe Investitionen bei Ravensburger am 1. Februar 2022 auf ravensburger-gruppe.de, abgerufen am 23. Februar 2025
89. ↑  CTE中国玩具展 | 德国百年品牌Ravensburger睿偲发力中国市场，以国潮引领产品本地化 (chinesisch) am 9. August 2021 auf toysol.com, abgerufen am 23. Februar 2025
90. ↑  Corporate Headquarters (Memento des Originals vom 28. Juli 2021 im Internet Archive)
91. ↑  Leichter Rückgang bei Ravensburger am 31. Januar 2023 auf toys-kids.de
92. ↑  Ravensburger beteiligt sich an Crowdfunding Plattform für Brettspiele „Gamefound“ am 10. Februar 2022 auf ravensburger-gruppe.de, abgerufen am 2. März 2025
93. 1 2 3  Ravensburger Aktiengesellschaft Ravensburg: Jahresabschluss zum Geschäftsjahr vom 01.01.2022 bis zum 31.12.2022 vom 8. Februar 2024, abgerufen auf unternehmensregister.de am 28. Februar 2025
94. ↑  Ravensburger de México am 2. Juni 2023 auf germancentre.com, abgerufen am 23. Februar 2025
95. ↑  Unsere Standorte weltweit (Memento des Originals vom 23. März 2023 im Internet Archive)
96. ↑  Stiftung Ravensburger Verlag. In: stiftung-ravensburger.de. Abgerufen am 3. Februar 2022.
97. ↑  Die in Berlin lebende Buch-Autorin Christiane Hoffmann liest in Leipzig aus ihrem Sachbuch "Alles, was wir nicht erinnern". In: stiftung-ravensburger.de. Abgerufen am 9. August 2023.
98. ↑  Leuchtturmpreis. Eigendarstellung auf der Homepage der Stiftung Ravensburger Verlag, Abruf am 10. Juli 2020.
99. ↑  Stiftung Ravensburger Verlag. In: stiftung-ravensburger.de. Abgerufen am 3. Februar 2022.
100. ↑  Stiftung Ravensburger Verlag. In: stiftung-ravensburger.de. Abgerufen am 3. Februar 2022.
101. ↑  Stiftung Ravensburger Verlag fördert Theaterprojekte. In: swr.de. Abgerufen am 3. Februar 2022.
102. ↑  Fishtank Interactive auf MobyGames, abgerufen am 5. Dezember 2024
103. ↑  ministeps auf ravensburger.de, abgerufen am 4. Dezember 2024
104. 1 2  Über Ravensburger – Unsere Geschichte auf ravensburger-gruppe.de, abgerufen am 5. Dezember 2024
105. ↑  vg: Ravensburger investiert in US-Spielestartup Wonder Forge am 9. Januar 2013 auf markenartikel-magazin.de, abgerufen am 5. Dezember 2024
106. ↑  Unsere Standorte weltweit auf ravensburger-gruppe.de, abgerufen am 23. Februar 2025
107. ↑  Geschäftsbericht 2018: Spielerische Entwicklung (Memento des Originals vom 13. August 2020 im Internet Archive)
108. 1 2 3 4  Geschäftsbericht 2006 im Mai 2007 auf ravensburger-gruppe.de, abgerufen am 30. Dezember 2024
109. 1 2  Geschäftsbericht 2004 im April 2005 auf ravensburger-gruppe.de, abgerufen am 30. Dezember 2024
110. 1 2  Geschäftsbericht 2005 im April 2006 auf ravensburger-gruppe.de, abgerufen am 30. Dezember 2024
111. 1 2  Geschäftsbericht 2007 im Mai 2008 auf ravensburger-gruppe.de, abgerufen am 30. Dezember 2024
112. 1 2  Geschäftsbericht 2008 im Mai 2009 auf ravensburger-gruppe.de, abgerufen am 30. Dezember 2024
113. 1 2 3  Geschäftsbericht 2009 im Mai 2010 auf ravensburger-gruppe.de, abgerufen am 30. Dezember 2024
114. 1 2  Geschäftsbericht 2010 im Mai 2011 auf ravensburger-gruppe.de, abgerufen am 30. Dezember 2024
115. 1 2  Geschäftsbericht 2011 im Mai 2012 auf ravensburger-gruppe.de, abgerufen am 30. Dezember 2024
116. 1 2  Geschäftsbericht 2016 im Juni 2017 auf ravensburger-gruppe.de, abgerufen am 30. Dezember 2024
117. 1 2  Ravensburger Aktiengesellschaft Ravensburg: Jahresabschluss zum Geschäftsjahr vom 01.01.2019 bis zum 31.12.2019 vom 19. Februar 2021, abgerufen auf unternehmensregister.de am 28. Februar 2025
118. 1 2  Ravensburger Aktiengesellschaft Ravensburg: Jahresabschluss zum Geschäftsjahr vom 01.01.2020 bis zum 31.12.2020 vom 27. Januar 2022, abgerufen auf unternehmensregister.de am 28. Februar 2025
119. 1 2  Ravensburger Aktiengesellschaft Ravensburg: Jahresabschluss zum Geschäftsjahr vom 01.01.2021 bis zum 31.12.2021 vom 14. März 2023, abgerufen auf unternehmensregister.de am 28. Februar 2025
120. 1 2  Ravensburger Aktiengesellschaft Ravensburg: Jahresabschluss zum Geschäftsjahr vom 01.01.2023 bis zum 31.12.2023 vom 4. Februar 2025, abgerufen auf unternehmensregister.de am 28. Februar 2025
121. ↑  Imelda Flaig: Spielehersteller Ravensburger – Nach dem Puzzleboom kommen die Sammelkarten-Fans am 4. Dezember 2024 auf stuttgarter-zeitung.de, abgerufen am 5. Dezember 2024
122. 1 2 3 4 5 6 7  Heike Hoffmann: Erziehung zur Moderne – Ein Branchenportrait der deutschen Spielwarenindustrie in der entstehenden Massenkonsumgesellschaft, leicht überarbeitete Fassung 2000 der Dissertation 1998 auf publikationen.uni-tuebingen.de, abgerufen am 15. Dezember 2024
123. ↑  Dr. A. Pabst in Leipzig (Hrsg.): Blätter für Knaben-Handarbeit – 20. Jahrgang, Nr. 12 im Dezember 1906 auf digital.slub-dresden.de, abgerufen am 8. Dezember 2024
124. ↑  Thomas Günzel, Tilman Betz: Spiel und Arbeit am 18. Mai 2011 auf radiomuseum.org, abgerufen am 8. Dezember 2024
125. 1 2 3 4 5 6 7 8 9 10 11 12 13 14 15 16 17 18 19 20 21 22 23 24  Ernst Krumbein: Familienkartenspiele zwischen 1850 und 1. WK bei der Europäischen Spielesammler Gilde, abgerufen am 6. Dezember 2024
126. ↑  Historisches Gesellschaftsspiel – Wieder da: das erste Spiel von Ravensburger am 18. November 2013 auf ravensburger-gruppe.de, abgerufen am 5. Dezember 2024
127. ↑  Reise um die Erde: ein humoristisches geographisches Gesellschaftsspiel auf BoardGameGeek, abgerufen am 6. Dezember 2024
128. ↑  Dennis Janzen: «Good by Phileas!» – Zwei Weltreisespiele um 1900 in AugenBlick – Marburger Hefte zur Medienwissenschaft, Heft 53 (2012), Seiten 48–65, abgerufen am 21. Dezember 2024, DOI: https://doi.org/10.25969/mediarep/2538
129. 1 2 3 4 5 6 7 8 9 10 11 12 13 14 15 16 17 18 19 20 21 22 23 24 25 26 27 28 29 30 31 32 33 34 35 36 37 38 39 40 41 42 43 44 45 46 47 48 49 50 51 52 53 54 55 56  Lieblings-Spiele für jung und alt, 1898: Seite 4 und Seite 1, Seite 2 und Seite 3, Beilage zu Dresdner Nachrichten, 43. Jahrgang, Nr. 333 vom 3. Dezember 1898, abgerufen auf deutsche-digitale-bibliothek.de am 24. Januar 2025
130. 1 2 3 4 5 6 7 8 9 10 11 12 13 14 15 16 17 18 19 20 21 22 23 24 25 26 27 28 29 30 31 32 33 34 35 36 37 38 39 40 41 42 43 44 45 46 47 48 49 50 51 52 53 54 55 56 57 58 59 60 61 62 63 64 65 66 67 68 69 70 71 72 73  Lieblings-Spiele für jung und alt, 1901: Seite 1, Seite 2, Seite 3, Seite 4, Beilage im Karlsruher Tageblatt Nr. 335 vom 3. Dezember 1901, abgerufen auf deutsche-digitale-bibliothek.de am 24. Januar 2025
131. 1 2 3 4 5 6 7 8 9 10 11 12 13 14 15 16 17 18 19 20 21 22 23 24 25 26 27 28 29 30 31 32 33 34 35 36 37 38 39 40 41 42 43 44 45 46 47 48 49 50 51 52 53 54 55 56 57 58 59 60 61 62 63 64 65 66 67 68 69 70 71 72 73 74 75 76 77 78 79 80 81  Lieblings-Spiele für jung und alt, 1902: Seite 4 und Seite 1, Seite 2 und Seite 3 von world-map-puzzles.com am 9. September 2024 auf flickr.com, abgerufen am 16. Dezember 2024
132. 1 2 3 4 5 6 7 8 9 10 11 12 13 14 15 16 17 18 19 20 21 22 23 24 25 26 27 28 29 30 31 32 33 34 35 36 37 38 39 40 41 42 43 44 45 46 47 48 49 50 51 52 53 54 55 56 57 58 59 60 61 62 63 64 65 66 67 68 69 70 71 72 73 74 75 76 77 78 79 80 81 82 83 84 85 86 87 88 89 90 91 92 93 94 95 96 97 98 99 100 101 102 103 104 105 106 107 108 109 110 111 112 113 114 115 116 117 118 119 120 121 122 123 124 125 126 127  Neue Lieblingsspiele, 1910/11: Seite 1 ((mitte), (unten)), Seite 2 und 3, Seite 4 auf Werbeblatt Reklame Musterblatt Ravensburger Spiele Karten Spielbrett um 1910 auf eBay, abgerufen am 11. Januar 2025
133. 1 2 3 4 5 6 7 8 9 10 11 12 13 14  Wort- und Buchstaben Spiele – Liste mit Wort- und Buchstabenspielen bei der Europäischen Spielesammler Gilde, abgerufen am 11. Dezember 2024
134. 1 2 3 4 5 6 7 8 9 10 11 12 13 14 15 16 17 18 19 20  Lieblings-Spiele für jung und alt, 1897 (unvollständig): Seite 1, Seite 4, Beilage zur Cannstatter Zeitung Nr. 292 des 57. Jahrgangs vom 15. Dezember 1897, abgerufen auf wlb-stuttgart.de am 22. Januar 2025
135. 1 2 3 4 5 6 7 8 9 10 11 12 13 14 15 16 17 18 19 20 21 22 23 24 25 26 27 28 29 30 31 32 33 34 35 36 37 38 39 40 41 42  Interessante Gesellschafts- und Beschäftigungsspiele für Jung und Alt!, 1894: Seite 1, Seite 2, Werbebeilage zu Markisches Tageblatt No 288 vom 9. Dezember 1894, abgerufen auf deutsche-digitale-bibliothek.de am 22. Januar 2025
136. 1 2  Quartett: Entdecker – Berühmte Männer bei der Europäischen Spielesammler Gilde, abgerufen am 8. Dezember 2024
137. ↑  Hänsel und Gretel auf brettspielmuseum.de, abgerufen am 6. Dezember 2024
138. ↑  Hansel und Gretel ein unterhaltendes Gesellschaftsspiel auf BoardGameGeek, abgerufen am 21. Dezember 2024
139. 1 2 3 4 5 6 7 8 9 10 11 12 13 14 15 16 17 18  Beilage von F. Wilhelm Döring, Spielwaarenlager, 1897: Seite 1, Seite 2, Seite 3, Seite 4 im Karlsruher Tagblatt Nr. 339, Fünftes Blatt vom 7. Dezember 1897, abgerufen auf deutsche-digitale-bibliothek.de am 22. Januar 2025
140. ↑  Ravensburger Literaturspiel bei der Europäischen Spielesammler Gilde, abgerufen am 6. Dezember 2024
141. 1 2 3 4 5 6 7 8 9 10 11 12 13 14 15 16 17 18 19 20 21 22 23 24  Spielregeln für Quartettspiele auf Handwerker-Quartettspiel -> 206 - 1911 auf quartettportal.de, abgerufen am 6. Dezember 2024
142. 1 2 3 4 5 6 7 8 9 10 11 12 13 14 15 16 17 18 19 20 21 22 23 24 25 26 27  Mariann König: Jahr des Kindes 1908 bei der Europäischen Spielesammler Gilde, abgerufen am 15. Dezember 2024
143. 1 2 3 4 5 6 7 8 9 10 11 12 13 14 15 16 17 18 19 20 21 22 23 24 25 26 27 28 29 30  Die Ravensburger Quartettspiele in „Illustrierter Teil“, Seite 2–3, Beilage zu Börsenblatt für den deutschen Buchhandel, Nr. 121 vom 30. November 1925, abgerufen auf digital.slub-dresden.de am 26. Januar 2025
144. ↑  Allgemeine Infos zum Otto-Maier-Verlag Ravensburg bei quartettportal.de, abgerufen am 16. Dezember 2024
145. 1 2 3 4  Allerlei und Kunterbunt Quartette bei der Europäischen Spielesammler Gilde, abgerufen am 16. Dezember 2024
146. 1 2  Katalog 72, Winter 2007 beim Antiquariat Winfried Geisenheyner bei yumpu.com am 8. Dezember 2012, abgerufen am 17. Dezember 2024
147. ↑  45: Spiele - (Meggendorfer, Lothar). Schnapp ! in „Neueingänge April 2020“ (Nr. 44), Seite 10, abgerufen am 12. Januar 2024
148. 1 2  Gisbert Freber: Reisespiele auf gisbert-freber.de, abgerufen am 6. Dezember 2024
149. ↑  Reise durch die Schweiz auf brettspielmuseum.de, abgerufen am 6. Dezember 2024
150. ↑  Reise durch die Schweiz auf giochidelloca.it, abgerufen am 15. Dezember 2024
151. 1 2 3  Claudia Richartz-Sasse: In 70 Etappen von München nach Wien – ein frühes Reisespiel für Bergtouristen im DAGS-Magazin (Mitteilungsblatt der Deutschen Arbeitsgemeinschaft von Sportmuseen, Sportarchiven und Sportsammlungen e. V.), 2. Jahrgang, Heft 1, Juni 2004, Seiten 5 bis 7 auf dags-ev.de, abgerufen am 17. Dezember 2024
152. ↑  Puzzles / Puzzlespiele – Der junge Geograph – Le petit geographe auf blog.sbb.berlin, abgerufen am 31. Dezember 2024
153. 1 2  Otto Maier - Ravensburg bei world-map-puzzles.com, abgerufen am 16. Dezember 2024
154. ↑  Inventarnummer 1993.644 (Geographisches Geduldspiel & Puzzle) beim Spielzeugmuseum Nürnberg, abgerufen auf vino-online.net am 10. Januar 2025
155. 1 2 3 4 5 6 7 8 9 10 11 12 13 14 15 16 17 18 19 20 21 22 23  Werbung in Mitis, Caesar: Allerlei Brettspiele und andere Hausspiele im Verlag von Otto Maier, 1905 auf staatsbibliothek-berlin.de, abgerufen am 16. Dezember 2024
156. ↑  go+gobang - traveller serie auf ravensburger.de, abgerufen am 5. Januar 2025
157. 1 2 3 4 5 6 7 8 9 10 11 12 13 14 15 16 17 18 19 20 21 22 23 24 25 26 27 28 29 30 31  Ravensburger bei der Europäischen Spielesammler Gilde, abgerufen am 5. Dezember 2024
158. ↑  Mona - Neues Vogelspiel auf brettspielmuseum.de, abgerufen am 6. Dezember 2024
159. ↑  Inventarnummer 1967.382 (Mona) beim Spielzeugmuseum Nürnberg, abgerufen auf vino-online.net am 11. Januar 2025
160. 1 2 3 4  Rudolf Rühle: Frühe Spiele-Autoren – Der lange Marsch zur Namensnennung in der Spielbox 5/2006, Seite 34/35
161. ↑  Inventarnummer 1983.841 (Legepuzzle : Tangram : Yum Yum) beim Spielzeugmuseum Nürnberg, abgerufen auf vino-online.net am 11. Januar 2025
162. ↑  Die Geschichte des Spiels (PDF; 2,4 MB) auf ravensburger.de, abgerufen am 4. Dezember 2024
163. ↑  Brettspiel „Ins Alpenland“, Originalverpackung, Verlag Otto Maier in Ravensburg auf landessammlungen-noe.at, abgerufen am 9. Dezember 2024
164. ↑  Inventarnummer 1984.813 (Reise durch Oesterreich's Alpenland & Passagier : Reisende & Reisender & Postillon) beim Spielzeugmuseum Nürnberg, abgerufen auf vino-online.net am 10. Januar 2025
165. ↑  Spring Tiddledey Winks am 3. Mai 2021 auf gamecatalog.org (AGPI – Association for Games Puzzles International), abgerufen am 19. Februar 2025
166. ↑  Glocke und Hammer (PDF; 0,5 MB) auf ravensburger.de, abgerufen am 7. Dezember 2024
167. 1 2 3 4 5 6 7 8 9 10 11 12 13 14 15 16 17 18 19 20 21 22 23 24 25 26 27 28 29 30  Quartett- und Kartenspiele für die Jugend / Gesellschaftsspiele (Würfelspiele verschiedener Art) auf Maier Ravensburg Katalog Spiele 1924 am 20. Januar 2022 auf booklooker.de, abgerufen am 21. Dezember 2024
168. ↑  Inventarnummer 1991.9 (Puppenmütterchens Nähschule) beim Spielzeugmuseum Nürnberg, abgerufen auf vino-online.net am 10. Januar 2025
169. ↑  Inventarnummer 1967.24 (Puppenmütterchens Nähschule) beim Spielzeugmuseum Nürnberg, abgerufen auf vino-online.net am 10. Januar 2025
170. ↑  3x16 auf ravensburger.de, abgerufen am 9. Dezember 2024
171. ↑  Prof. Hilarius - Neues Schulspiel auf brettspielmuseum.de, abgerufen am 6. Dezember 2024
172. 1 2 3 4 5 6 7 8 9 10 11 12 13 14 15 16 17 18 19 20 21 22 23 24 25 26 27 28 29 30 31 32 33  Brettspiele, Legespiele und kleinere Würfelspiele / Beschäftigungs-Spiele für Kinder nach Fröbel auf Maier Ravensburg Katalog Spiele 1924 am 20. Januar 2022 auf booklooker.de, abgerufen am 21. Dezember 2024
173. ↑  Inventarnummer 1973.176 (Haustöchterchens Kochschule) beim Spielzeugmuseum Nürnberg, abgerufen auf vino-online.net am 5. Januar 2025
174. 1 2  Spielzeug-Museum Waldhof, abgerufen am 7. Januar 2025
175. 1 2 3 4  Karin Koller: Pensées: Ein Ausflug nach Ravensburg am 15. Oktober 2015 auf karinkoller.wordpress.com, abgerufen am 13. Januar 2025
176. ↑  Berner Messe - Jahrmarkt auf brettspielmuseum.de, abgerufen am 6. Dezember 2024
177. ↑  Inventarnummer 1992.927 (Lustiges Reimspiel) beim Spielzeugmuseum Nürnberg, abgerufen auf vino-online.net am 10. Januar 2025
178. ↑  Attention! bei BoardGameGeek, abgerufen am 16. Dezember 2024
179. ↑  Reise durch Mitteleuropa auf giochidelloca.it, abgerufen am 15. Dezember 2024
180. ↑  Susanne Peters-Schildgen: Schlesien im Spiel bei der Europäischen Spielesammler Gilde, abgerufen am 21. Dezember 2024
181. ↑  Das neue Vogelspiel auf BoardGameGeek, abgerufen am 9. Dezember 2024
182. ↑  Inventarnummer 2002.486 (Fix!) beim Spielzeugmuseum Nürnberg, abgerufen auf vino-online.net am 10. Januar 2025
183. 1 2 3 4 5  Wiener Mode Jahrgang 21, Heft 5, Seite 287 vom 1. Dezember 1907 auf digital.ub.uni-duesseldorf.de, abgerufen am 15. Dezember 2024
184. ↑  Claudia Schlee, Andreas Keirat: Radfahr-Spiel im Dezember 2013 auf ftp.informatik.rwth-aachen.de, abgerufen am 4. Dezember 2024
185. ↑  Neues Lustiges Rad-Fahr Spiel auf BoardGameGeek, abgerufen am 6. Dezember 2024
186. ↑  Neues Lustiges Rad fahr spiel auf giochidelloca.it, abgerufen am 15. Dezember 2024
187. ↑  Werbeanzeige vom 9. Dezember 1899 auf Spielverlag Otto Maier Ravensburg Greiner & Pfeifer Verlag auf eBay, abgerufen am 20. Januar 2025
188. ↑  Das 19. Jahrhundert bei brettspielmuseum.de, abgerufen am 6. Dezember 2024
189. ↑  Spielschachtel auf Gesichterspiel, Ravensburger Spiel Nr. 80, Verlag Otto Maier Ravensburg auf eBay, abgerufen am 12. Januar 2025
190. ↑  Spielschachtel, Inhalt auf Kinderspiel um 1905 - Reinhold, Das kleine Hausmütterchen auf antik.de, abgerufen am 27. Januar 2025
191. 1 2 3 4 5  Weihnachts-Literatur am 21. November 1903 im Hamburger Fremden-Blatt, 75. Jahrgang, Nr. 273, Seite 26, abgerufen auf uni-hamburg.de am 10. Januar 2025
192. 1 2 3 4 5  Lieblings-Spiele für jung und alt, Dezember 1902: Seite 1, Beilage in Schwäbischer Kurier Nr. 573 vom 9. Dezember 1902, abgerufen auf deutsche-digitale-bibliothek.de am 23. Januar 2025
193. ↑  Marine-Spiel – Spiel-Regeln – O.M. 99 auf BoardGameGeek, abgerufen am 19. Dezember 2024
194. ↑  Inventarnummer 1981.3897 (Marinespiel) beim Spielzeugmuseum Nürnberg, abgerufen auf vino-online.net am 5. Januar 2025
195. ↑  Inventarnummer 1979.2489 (Figuren-Legen aus Dreiecken, Quadraten und Rechtecken – Ein Beschäftigungsspiel nach Fröbel) beim Spielzeugmuseum Nürnberg, abgerufen auf vino-online.net am 5. Januar 2025
196. ↑  Spielen mit und ohne Weltkrieg am 17. Januar 2016 auf lidude.net, abgerufen am 5. Januar 2025
197. 1 2 3 4 5 6 7 8 9 10 11 12 13 14 15 16 17 18 19 20 21 22 23 24 25 26 27 28 29 30  Weitere Quartett- und Kartenspiele aus dem Verlag von Otto Maier, Ravensburg auf BoardGameGeek, abgerufen am 8. Dezember 2024
198. ↑  Inventarnummer 1996.280 (Kartenspiel : Quartett : Stil-Quartett & Stilformen-Quartett) beim Spielzeugmuseum Nürnberg, abgerufen auf vino-online.net am 10. Januar 2025
199. ↑  Inventarnummer 1966.236 (Kartenspiel : Quartett : Stilformen-Quartett-Spiel) beim Spielzeugmuseum Nürnberg, abgerufen auf vino-online.net am 10. Januar 2025
200. 1 2 3 4  Reise in die deutschen Kolonien bei der Europäischen Spielesammler Gilde, abgerufen am 15. Dezember 2024
201. ↑  Inventarnummer 1985.739 (Kartenspiel : Quartett : Astronomisches Quartettspiel) beim Spielzeugmuseum Nürnberg, abgerufen auf vino-online.net am 10. Januar 2025
202. ↑  Wild-West auf BoardGameGeek, abgerufen am 6. Dezember 2024
203. ↑  DNB 365606170 – Katalogeintrag der Deutschen Nationalbibliothek, abgerufen am 10. Dezember 2024
204. 1 2 3 4 5 6 7 8 9 10 11 12 13  Börsenblatt für den deutschen Buchhandel – 94. Jahrgang – Nr. 115 – Bibliographischer Teil vom 6. Juli 1927 auf digital.slub-dresden.de, abgerufen am 8. Dezember 2024
205. ↑  Ins bayrische Hochland – O. M. R. 135 auf BoardGameGeek, abgerufen am 19. Dezember 2024
206. ↑  DNB 362402841 – Katalogeintrag der Deutschen Nationalbibliothek, abgerufen am 10. Dezember 2024
207. ↑  Das kleine Gänsespiel auf brettspiele.digital, abgerufen am 4. Dezember 2024
208. ↑  Spielschachtel, Spielbrett auf Das kleine Gänsespie bei willhaben.at, abgerufen am 20. Januar 2025
209. ↑  Inventarnummer 1978.3433 (Puzzle : Märchen-Legespiel) beim Spielzeugmuseum Nürnberg, abgerufen auf vino-online.net am 10. Januar 2025
210. ↑  Spielschachtel auf eBay-Artikel, abgerufen am 9. Dezember 2024
211. 1 2 3 4  Spielregel der Einmaleins-Spiele – Ravensburger Spiele Nr. 145/190/261/321 auf eBay-Artikel, abgerufen am 9. Dezember 2024
212. ↑  Titelbild und Puzzle-Grafik entnommen aus Märchen-Legespiel (1978.3433 beim Spielzeugmuseum Nürnberg)?
213. ↑  DNB 579484130 – Katalogeintrag der Deutschen Nationalbibliothek, abgerufen am 10. Dezember 2024
214. ↑  Rheinreise auf brettspielmuseum.de, abgerufen am 6. Dezember 2024
215. 1 2 3 4 5 6 7 8 9 10 11 12 13 14 15 16 17 18 19 20  Ravensburger Quartett-Spiele auf #306 Ravensburger/ Otto Maier Verlag – Sonniger Süden (Nr. 5702) (1956) am 23. Juli 2013 auf toysfromthepast.blogspot.com, abgerufen am 9. Dezember 2024
216. 1 2 3 4 5 6 7 8 9 10 11 12 13 14 15 16 17 18 19 20 21 22 23 24 25 26  Ravensburger Quartett-Spiele am 12. August 2012 auf BoardGameGeek, abgerufen am 17. Dezember 2024
217. ↑  Inventarnummer 1974.704 (Kartenspiel & Quartett : Blumenquartett) beim Spielzeugmuseum Nürnberg, abgerufen auf vino-online.net am 10. Januar 2025
218. ↑  Inventarnummer 1966.229 (Schwarzer Peter) beim Spielzeugmuseum Nürnberg, abgerufen auf vino-online.net am 10. Januar 2025
219. ↑  Inventarnummer GS9.1955 (Frag- und Antwort-Spiel Ravensburger Spiele Nr. 150) beim Spielzeugmuseum Nürnberg, abgerufen auf vino-online.net am 5. Januar 2025
220. ↑  Inventarnummer 1979.2492 (Neues Fröbelspiel : Flechten) beim Spielzeugmuseum Nürnberg, abgerufen auf vino-online.net am 10. Januar 2025
221. ↑  Inventarnummer 2001.285 (Kartenspiel : Quartett : Kinder-Lieder-Quartett) beim Spielzeugmuseum Nürnberg, abgerufen auf vino-online.net am 11. Januar 2025
222. ↑  Inventarnummer 2005.183 (Kartenspiel : Quartett : Kinderlieder Quartett-Spiel) beim Spielzeugmuseum Nürnberg, abgerufen auf vino-online.net am 11. Januar 2025
223. ↑  Bild auf Glocke Und Hammer Spiel, Otto Maier Verlag Rav. O. M. Nr 171, abgerufen auf deerbe.com am 26. Januar 2025
224. 1 2  Spielschachtel, Spielregel auf Gesellschaftsspiel "Glock und Hammer" (171) auf eBay, abgerufen am 24. Februar 2025
225. ↑  DNB 579396495 – Katalogeintrag der Deutschen Nationalbibliothek, abgerufen am 10. Dezember 2024
226. ↑  Spielanleitung auf Im lenkbaren Luftschiff um die Erde auf giochidelloca.it, abgerufen am 15. Dezember 2024
227. ↑  Spielschachtel auf Schnapp jeu de carte otto maier am 26. März 2024 auf leboncoin.fr, abgerufen am 10. Januar 2025
228. ↑  Lustiges Einmaleins bei BoardGameGeek, abgerufen am 9. Dezember 2024
229. ↑  Spielschachtel, Anleitung, Inhalt auf Otto Maier Wir sprechen Englisch Puzzle um 1950 auf eBay, abgerufen am 26. Januar 2025
230. ↑  Spielschachtel, Inhalt, Anleitung auf Wir sprechen Französisch, Otto Maier Ravensburg, OM 191 b Lernspiel auf eBay, abgerufen am 26. Januar 2025
231. 1 2  DNB 365605360 – Katalogeintrag der Deutschen Nationalbibliothek, abgerufen am 10. Dezember 2024
232. 1 2 3  Gretel Meier: „Schattenbilder / Scherenschnitte“ in Kartenspielen und Quartetten bei der Europäischen Spielesammler Gilde, abgerufen am 15. Dezember 2024
233. ↑  Inventarnummer 1972.2213 (Chinesisches Schachspiel: Ti Tu, China-Schach) beim Spielzeugmuseum Nürnberg, abgerufen auf vino-online.net am 5. Januar 2025
234. ↑  Spielschachtel, Spielinhalt auf A B C in der Kinderstube , Otto Maier Verlag Ravensburg Nr. 201 auf eBay, abgerufen am 26. Januar 2025
235. ↑  Inventarnummer GS9.2973 (Körbchenflechten : Neues Fröbelspiel : Fröbelvorlagen) beim Spielzeugmuseum Nürnberg, abgerufen auf vino-online.net am 10. Januar 2025
236. ↑  Bastelkasten: Zündholzschachteln beim Focke-Museum, abgerufen am 11. Dezember 2024
237. ↑  DNB 57910222X – Katalogeintrag der Deutschen Nationalbibliothek, abgerufen am 10. Dezember 2024
238. ↑  Handwerker-Quartettspiel -> 206 - 1911 auf quartettportal.de, abgerufen am 6. Dezember 2024
239. ↑  Inventarnummer 1977.540 (Ausschneiden und Aufkleben) beim Spielzeugmuseum Nürnberg, abgerufen auf vino-online.net am 10. Januar 2025
240. 1 2  DNB 366527088 – Katalogeintrag der Deutschen Nationalbibliothek, abgerufen am 10. Dezember 2024
241. ↑  Inventarnummer 1995.143 (Kartenspiel : Quartett : Kunst-Quartett) beim Spielzeugmuseum Nürnberg, abgerufen auf vino-online.net am 10. Januar 2025
242. ↑  Inventarnummer 2001.264 (Ins Märchenland) beim Spielzeugmuseum Nürnberg, abgerufen auf vino-online.net am 11. Januar 2025
243. ↑  Kartenspiel Deutsches Dichterquartett, mit Bildern von Karl Bauer auf brandenburg.museum-digital.de, abgerufen am 9. Dezember 2024
244. ↑  Inventarnummer 1992.1415 (Kartenspiel : Quartett : Deutsches Dichterquartett) beim Spielzeugmuseum Nürnberg, abgerufen auf vino-online.net am 11. Januar 2025
245. ↑  Inventarnummer 1986.408 (Kartenspiel : Quartett : Biblisches Quartett) beim Spielzeugmuseum Nürnberg, abgerufen auf vino-online.net am 10. Januar 2025
246. ↑  Wintersport bei der Europäischen Spielesammler Gilde, abgerufen am 31. Dezember 2024
247. ↑  Wintersport-Spiel auf BoardGameGeek, abgerufen am 21. Dezember 2024
248. 1 2  Dieter Osteneck: 2 Ravensburger Quartette bei der Europäischen Spielesammler Gilde, abgerufen am 16. Dezember 2024
249. ↑  Inventarnummer 1996.278 (Deutsches Städte-Quartett : Städte-Quartett : Kartenspiel : Quartett) beim Spielzeugmuseum Nürnberg, abgerufen auf vino-online.net am 10. Januar 2025
250. ↑  Inventarnummer 1986.436 (Kartenspiel : Quartett : Städte-Quartett : Deutsche Städte) beim Spielzeugmuseum Nürnberg, abgerufen auf vino-online.net am 10. Januar 2025
251. ↑  Inventarnummer 1984.1172 (Kartenspiel : Quartett : Städte-Quartett : Deutsches Städte-Quartett) beim Spielzeugmuseum Nürnberg, abgerufen auf vino-online.net am 10. Januar 2025
252. ↑  Otto Maier, Verlag in Ravensburg (Württ.) – 12657 in Börsenblatt für den Deutschen Buchhandel 78. Jahrgang, Nr. 247, Seite 12 vom 23. Oktober 1911, abgerufen auf deutsche-digitale-bibliothek.de am 27. Januar 2025
253. ↑  Inventarnummer 1966.277 (Kartenspiel : Quartett : Märchen-Quartett) beim Spielzeugmuseum Nürnberg, abgerufen auf vino-online.net am 11. Januar 2025
254. ↑  Quartett – Die Schweiz – Ravensburger red title background edition auf BoardGameGeek, abgerufen am 15. Dezember 2024
255. ↑  Inventarnummer 1984.1170 (Kartenspiel : Quartett : Schweizer Quartett) beim Spielzeugmuseum Nürnberg, abgerufen auf vino-online.net am 10. Januar 2025
256. ↑  Inventarnummer 1984.1171 (Kartenspiel : Quartett : Gemälde-Quartett : Gemälde neuerer Meister) beim Spielzeugmuseum Nürnberg, abgerufen auf vino-online.net am 10. Januar 2025
257. 1 2 3 4 5 6 7 8 9 10 11 12 13 14 15 16  Spiele für Kinder in Berliner Börsen-Zeitung Nr. 565 vom 4. Dezember 1929, abgerufen auf deutsche-digitale-bibliothek.de am 23. Januar 2025
258. 1 2  Tierbilder Lotto bei brettspielmuseum.de, abgerufen am 6. Dezember 2024
259. ↑  "Schwarzwald / Ein Quartettspiel" beim Focke-Museum, abgerufen am 11. Dezember 2024
260. ↑  Inventarnummer 1990.885 (Kartenspiel : Quartett : Schwarzwald) beim Spielzeugmuseum Nürnberg, abgerufen auf vino-online.net am 10. Januar 2025
261. ↑  Inventarnummer 1984.274 (Kartenspiel : Quartett : Schwarzwald) beim Spielzeugmuseum Nürnberg, abgerufen auf vino-online.net am 10. Januar 2025
262. ↑  Inventarnummer 1976.1282 (Allerlei Arbeiten aus eckigen Holzperlen) beim Spielzeugmuseum Nürnberg, abgerufen auf vino-online.net am 5. Januar 2025
263. 1 2 3 4 5 6 7 8 9 10 11 12 13 14 15 16 17 18 19 20  Ravensburger Spiele aus den 50er Jahren bei der Europäischen Spielesammler Gilde, abgerufen am 4. Dezember 2024
264. ↑  Go Gobang auf ludorium.at, abgerufen am 16. Dezember 2024
265. ↑  Gaense-Spiel (Das) - The Game of the Goose auf giochidelloca.it, abgerufen am 15. Dezember 2024
266. ↑  Das Gänsespiel – Ravensburger small edition – OM 299 auf BoardGameGeek, abgerufen am 14. Januar 2025
267. ↑  Spielschachtel und Spielbrett, Spielanleitung auf Brettspiel Das Gänsespiel ca. 1920 Jugendstil Otto Maier Verlag Ravensburg auf willhaben.at, abgerufen am 20. Januar 2025
268. ↑  Inventarnummer 1977.539 (Papierkörbchen-Modellieren) beim Spielzeugmuseum Nürnberg, abgerufen auf vino-online.net am 10. Januar 2025
269. ↑  Quartett – Der Rhein – Ravensburger blue title edition auf BoardGameGeek, abgerufen am 15. Dezember 2024
270. ↑  DNB 579488829 – Katalogeintrag der Deutschen Nationalbibliothek, abgerufen am 10. Dezember 2024
271. ↑  Bastarbeiten für Kinder. Nr. 1518. [Jula Meyer / Ravensburger Spiele] am 25. Februar 2023 auf booklooker.de, abgerufen am 10. Januar 2025
272. ↑  Inventarnummer 1979.1863 (Bastarbeiten für Kinder) beim Spielzeugmuseum Nürnberg, abgerufen auf vino-online.net am 10. Januar 2025
273. ↑  Inventarnummer 1978.1657 (Lotto & Bilderlotto & Ein-Mal-Eins-Lotto : Kleines Einmaleins) beim Spielzeugmuseum Nürnberg, abgerufen auf vino-online.net am 10. Januar 2025
274. ↑  DNB 362275718 – Katalogeintrag der Deutschen Nationalbibliothek, abgerufen am 10. Dezember 2024
275. ↑  Formen Klebe - Spiel. zur Beschäftigung für Kinder entworfen von Johanna Huber No. 1514 auf abebooks.de, abgerufen am 10. Januar 2025
276. ↑  DNB 579100189 – Katalogeintrag der Deutschen Nationalbibliothek, abgerufen am 10. Dezember 2024
277. ↑  Stempel-Druck, um 1900, eine Anleitung zum Stempelschneiden und Drucken für Kinder – Ravensburger Spiele Nr. 330, Otto Maier Heftausgabe Nr. 1515 auf booklooker.de, abgerufen am 10. Januar 2025
278. ↑  DNB 362313709 – Katalogeintrag der Deutschen Nationalbibliothek, abgerufen am 10. Dezember 2024
279. ↑  Schablonenmalen Mit Buntstiften. Eine Beschäftigung Für Kinder. Heftausgabe Nr. 1516 bei abebooks.de, abgerufen am 10. Januar 2025
280. ↑  Spielschachtel ich hab’s! – ein Spiel mit Buchstaben – Ravensburger Spiele Nr 332, Anleitung Neues Buchstabenspiel – „Ich hab’s!“ auf eBay-Artikel, abgerufen am 9. Dezember 2024
281. 1 2 3 4  Spiele aus dem Verlag Otto Maier in Hallische Nachrichten 39. Jahrgang, Nummer 286, Seite 10 vom 7. Dezember 1927. abgerufen auf deutsche-digitale-bibliothek.de am 25. Januar 2025
282. ↑  Reim-Quartett am 8. September 2022 auf lastdodo.de, abgerufen am 9. Dezember 2024
283. ↑  Inventarnummer 1973.1323 (Reim-Quartett für Kinder) beim Spielzeugmuseum Nürnberg, abgerufen auf vino-online.net am 5. Januar 2025
284. ↑  DNB 579481816 – Katalogeintrag der Deutschen Nationalbibliothek, abgerufen am 10. Dezember 2024
285. 1 2 3 4 5 6 7 8 9 10 11  Börsenblatt für den deutschen Buchhandel – 95. Jahrgang – Nr. 206 – Bibliographischer Teil vom 4. September 1928 auf digital.slub-dresden.de, abgerufen am 8. Dezember 2024
286. ↑  DNB 579329526 – Katalogeintrag der Deutschen Nationalbibliothek, abgerufen am 10. Dezember 2024
287. ↑  Inventarnummer 1983.824 (Knöpfe legen) beim Spielzeugmuseum Nürnberg, abgerufen auf vino-online.net am 10. Januar 2025
288. 1 2  DNB 362275491 – Katalogeintrag der Deutschen Nationalbibliothek, abgerufen am 10. Dezember 2024
289. ↑  DNB 579489132 – Katalogeintrag der Deutschen Nationalbibliothek, abgerufen am 10. Dezember 2024
290. ↑  DNB 362407819 – Katalogeintrag der Deutschen Nationalbibliothek, abgerufen am 10. Dezember 2024
291. ↑  DNB 362382840 – Katalogeintrag der Deutschen Nationalbibliothek, abgerufen am 10. Dezember 2024
292. ↑  DNB 579371522 – Katalogeintrag der Deutschen Nationalbibliothek, abgerufen am 10. Dezember 2024
293. ↑  DNB 57932950X – Katalogeintrag der Deutschen Nationalbibliothek, abgerufen am 10. Dezember 2024
294. ↑  DNB 579478157 – Katalogeintrag der Deutschen Nationalbibliothek, abgerufen am 10. Dezember 2024
295. ↑  DNB 364930004 – Katalogeintrag der Deutschen Nationalbibliothek, abgerufen am 10. Dezember 2024
296. ↑  Inventarnummer 1981.5289 (Kartenspiel : Quartett : Dichter-Quartett) beim Spielzeugmuseum Nürnberg, abgerufen auf vino-online.net am 10. Januar 2025
297. ↑  Quartettspiel "Weltliteratur" beim Focke-Museum, abgerufen am 11. Dezember 2024
298. ↑  Inventarnummer GS10.61 (Quartettspiel Stern Bilder, Ravensburger Spiele Nr. 354) beim Spielzeugmuseum Nürnberg, abgerufen auf vino-online.net am 5. Januar 2025
299. ↑  Spielschachtel, Spielanleitung auf Blümchen-Spiel. Ravensburger Spiele Nr. 360b auf booklooker.de, abgerufen am 9. Dezember 2024
300. 1 2 3 4 5 6 7  K. M.: Spiel und Beschäftigung in Deutsche Allgemeine Zeitung, 68. Jahrgang Nr. 562, Seite 3 vom 4. Dezember 1929
301. ↑  Inventarnummer 1984.1769 (Legespiel : Legespiel mit Fröbelschen Formen) beim Spielzeugmuseum Nürnberg, abgerufen auf vino-online.net am 10. Januar 2025
302. ↑  Formspiel "Formenkleben", "Nr. 368" des Otto-Maier-Verlags am 3. Februar 2023 auf deutsche-digitale-bibliothek.de, abgerufen am 11. Januar 202
303. ↑  Inventarnummer 1981.4111 (Formenkleben) beim Spielzeugmuseum Nürnberg, abgerufen auf vino-online.net am 11. Januar 2025
304. ↑  Inventarnummer 1968.62 (Formen-Kleben aus Buntpapier-Blättchen) beim Spielzeugmuseum Nürnberg, abgerufen auf vino-online.net am 5. Januar 2025
305. ↑  DNB 364930012 – Katalogeintrag der Deutschen Nationalbibliothek, abgerufen am 10. Dezember 2024
306. 1 2 3  Börsenblatt für den deutschen Buchhandel – 96. Jahrgang – Nr. 196 – Bibliographischer Teil vom 24. August 1929 auf digital.slub-dresden.de, abgerufen am 8. Dezember 2024
307. ↑  DNB 579329518 – Katalogeintrag der Deutschen Nationalbibliothek, abgerufen am 10. Dezember 2024
308. ↑  DNB 579147576 – Katalogeintrag der Deutschen Nationalbibliothek, abgerufen am 10. Dezember 2024
309. ↑  Das Vogelspiel auf BoardGameGeek, abgerufen am 9. Dezember 2024
310. ↑  Inventarnummer 2000.478 (Schnapp / Schnapp!) beim Spielzeugmuseum Nürnberg, abgerufen auf vino-online.net am 11. Januar 2025
311. 1 2 3 4 5 6 7 8 9 10 11  Bücher für die Kinder in Wissenschaft und Bildung Nr. 50, Seite 2 vom 13. Dezember 1930, Beilage zur Karlsruher Zeitung Nr. 291, abgerufen auf deutsche-digitale-bibliothek.de am 23. Januar 2025
312. 1 2 3 4 5  Kinderspiele in Berliner Börsen-Zeitung Nr. 579 vom 12. Dezember 1930, abgerufen auf deutsche-digitale-bibliothek.de am 23. Januar 2025
313. ↑  Fuba auf brettspielmuseum.de, abgerufen am 6. Dezember 2024
314. ↑  Fuba auf BoardGameGeek, abgerufen am 9. Dezember 2024
315. ↑  Inventarnummer 1971.132 (Fuba - Ein fesselndes Spiel zu zweit) beim Spielzeugmuseum Nürnberg, abgerufen auf vino-online.net am 10. Januar 2025
316. ↑  Rein & Raus auf brettspielmuseum.de, abgerufen am 6. Dezember 2024
317. ↑  Rein & Raus auf BoardGameGeek, abgerufen am 9. Dezember 2024
318. ↑  Inventarnummer 1990.367 (Rein und Raus!) beim Spielzeugmuseum Nürnberg, abgerufen auf vino-online.net am 10. Januar 2025
319. ↑  Grosse Walze auf brettspielmuseum.de, abgerufen am 6. Dezember 2024
320. ↑  Die Grosse Walze auf BoardGameGeek, abgerufen am 9. Dezember 2024
321. ↑  Violetta auf brettspielmuseum.de, abgerufen am 6. Dezember 2024
322. ↑  Violetta auf BoardGameGeek, abgerufen am 9. Dezember 2024
323. ↑  Schmeiser Michael: Vorläufer, Plagiate, Varianten und Werbespiele – Peng! auf alte-brettspiele.jimdofree.com, abgerufen am 9. Dezember 2024
324. ↑  Spielschachtel auf eBay-Artikel am 21. Jun. 2024, abgerufen am 9. Dezember 2024
325. ↑  Spielschachtel auf eBay-Artikel am 20. September 2023, abgerufen am 9. Dezember 2024
326. ↑  Inventarnummer 1983.823 (Lotto : Bilderlotto : Rechenlotto) beim Spielzeugmuseum Nürnberg, abgerufen auf vino-online.net am 10. Januar 2025
327. ↑  Inventarnummer 2001.419 (Lotto & Bilderlotto : Rechenlotto : Ein-Mal-Eins-Lotto : 1 x 1 = 1) beim Spielzeugmuseum Nürnberg, abgerufen auf vino-online.net am 11. Januar 2025
328. ↑  Spielschachtel, Spielregel auf Otto Maier Ravensburg, Ravensburger Spiele, Alles Aus Bunten Kugeln auf eBay, abgerufen am 21. Januar 2025
329. ↑  Inventarnummer 1998.1326 (Lotto & Bilderlotto : Bilder-Lotto) beim Spielzeugmuseum Nürnberg, abgerufen auf vino-online.net am 10. Januar 2025
330. ↑  Spielschachtel, Spielanleitung auf Jeu Loto d'Images Bilder-Lotto Vintage Ravensburger Nr. 399a auf ricardo.ch, abgerufen am 11. Januar 2025
331. ↑  Spielschachtel, Anleitung, Inhalt auf Go Bang Brettspiel Ostasiens Ravensburger Otto Maier auf eBay, abgerufen am 26. Januar 2025
332. ↑  Spieleschachtel auf Lot Gesellschaftsspiele – „Nümmerchen/ Dreisechzehn“ von Ravensburger Spiele Nr. 412 auf lot-tissimo.com, abgerufen am 31. Dezember 2024
333. ↑  Trio auf BoardGameGeek, abgerufen am 9. Dezember 2024
334. 1 2 3 4 5 6 7 8 9 10 11 12  Denken beim Schenken im Stadtanzeiger für Castrop-Rauxel und Umgebung 57. Jahrgang Nr. 315 vom 21. November 1931, abgerufen auf deutsche-digitale-bibliothek.de am 23. Januar 2025
335. 1 2 3 4 5  Krüger: Der Werklehrer – Monatsschrift für Werkunterricht in der Arbeitserziehung 4. Jahrgang, 1932, Seite 187 bei Quelle & Meyer auf scripta.bbf.dipf.de, abgerufen am 14. Dezember 2024
336. ↑  Martin Weck: Ravensburger-Spiele 426 – Das Frag(e)- und Antwortspiel am 20. Mai 2013 auf eichwaelder.de, abgerufen am 9. Dezember 2024
337. 1 2 3 4 5 6  es.: Vom Büchertisch – Spiel und Beschäftigung im Hamburger Fremdenblatt, Abendausgabe, 104. Jahrgang, Nr. 353, Seite 12 am 20. Dezember 1932
338. 1 2 3 4 5 6 7 8  Kurzweil ins Haus! am 13. Dezember 1932 in der Fuldaer Zeitung, abgerufen auf hs-fulda.de am 8. Januar 2025
339. 1 2 3 4 5 6 7 8  Die Ravensburger Spiele in Wissenschaft und Bildung Nr. 51, Seite 2 vom 17. Dezember 1932, Beilage zur Karlsruher Zeitung Nr. 296, abgerufen auf deutsche-digitale-bibliothek.de am 23. Januar 2025
340. ↑  Tier-Lotto Ravensburger Spiele 428a auf spiele4us.de, abgerufen am 9. Dezember 2024
341. ↑  Inventarnummer 1984.1767 (Legespiel : Lotto : Tier-Lotto) beim Spielzeugmuseum Nürnberg, abgerufen auf vino-online.net am 10. Januar 2025
342. ↑  Spielschachtel, Spielanleitung auf Erstes Lotto. Ravensburger Kinderspiel - Verlagsnummer 429 auf booklooker.de, abgerufen am 9. Dezember 2024
343. 1 2 3  Weihnachtbüchertisch der Jugend – Vom Spiel und Beruf in Schwerter Zeitung, 66. Jahrgang Nr. 286, Seite 4 vom 7. Dezember 1933, abgerufen auf deutsche-digitale-bibliothek.de am 23. Januar 2025
344. ↑  Spielschachtel auf Ravensburger Spiele 430 b Kleines Einmaleins auf eBay, abgerufen am 14. Januar 2025
345. ↑  Spielanleitung auf Kleines Einmaleins Ravensburger 430b um 1945 am 5. April 2020 auf kleinanzeigen.de, abgerufen am 14. Januar 2025
346. ↑  Neues Fliegerspiel auf brettspielmuseum.de, abgerufen am 6. Dezember 2024
347. ↑  Spiel mit Früchten auf BoardGameGeek, abgerufen am 9. Dezember 2024
348. ↑  Taxi auf BoardGameGeek, abgerufen am 9. Dezember 2024
349. ↑  Spielregel Hallo Taxi! auf Schachtelinnenseite auf BoardGameGeek, abgerufen am 19. Dezember 2024
350. ↑  Boccia auf dem Tisch auf BoardGameGeek, abgerufen am 11. Dezember 2024
351. ↑  Gesellschaftsspiel "Boccia", "Nr. 471" von Fritz Ehlotzky bei Deutsche Digitale Bibliothek, abgerufen am 11. Dezember 2024
352. ↑  Sternrupfen bei BoardGameGeek, abgerufen am 11. Dezember 2024
353. ↑  Drei-Eck auf BoardGameGeek, abgerufen am 19. Dezember 2024
354. ↑  Das Häschenspiel auf brettspielmuseum.de, abgerufen am 6. Dezember 2024
355. ↑  Das Häschenspiel auf BoardGameGeek, abgerufen am 19. Dezember 2024
356. ↑  Inventarnummer 1987.855 (Das Häschenspiel) beim Spielzeugmuseum Nürnberg, abgerufen auf vino-online.net am 10. Januar 2025
357. ↑  Halt! Schmugglerschiff! bei BoardGameGeek, abgerufen am 11. Dezember 2024
358. ↑  Spielschachtel auf eBay-Artikel, abgerufen am 9. Dezember 2024
359. ↑  Spielschachtel und Karten auf Schwarzer Peter #499 Quartett Karten Spiel Ravensburger 30er Jahre auf eBay, abgerufen am 20. Januar 2025
360. ↑  Reise durch die Schweiz – Ravensburger Spiele Nr. 23 (PDF; 0,3 MB) auf ravensburger.de, abgerufen am 4. Dezember 2024
361. ↑  Spielschachtel zu Seeräuber auf BoardGameGeek, abgerufen am 20. Januar 2025
362. ↑  Logo auf BoardGameGeek, abgerufen am 11. Dezember 2024
363. ↑  Logo auf BoardGameGeek, abgerufen am 11. Dezember 2024
364. ↑  Logo auf BoardGameGeek, abgerufen am 11. Dezember 2024
365. ↑  Spielschachtel Bantu auf BoardGameGeek, abgerufen am 20. Januar 2025
366. ↑  Spielschachtel auf Doll Dressmaking. auf cjh.org (Center for Jewish History), abgerufen am 20. Januar 2025
367. ↑  Leiterspiel lustig voran – Ravensburger Spiele Nr. 5502 – Otto Maier Verlag (Memento des Originals vom 30. September 2020 im Internet Archive)
368. ↑  Brettspiel "Lustige Autofahrt" beim Focke-Museum, abgerufen am 11. Dezember 2024
369. ↑  Lustige Autofahrt auf BoardGameGeek, abgerufen am 19. Dezember 2024
370. ↑  Inventarnummer 2000.8 (Lustige Autofahrt) beim Spielzeugmuseum Nürnberg, abgerufen auf vino-online.net am 10. Januar 2025
371. ↑  Deutschlandreise – German mid-1930's edition auf BoardGameGeek, abgerufen am 4. Dezember 2024
372. ↑  Deutschlandreise von 1934 - 1977 – Ausgabe 1934 auf brettspielmuseum.de, abgerufen am 6. Dezember 2024
373. ↑  Im Wintersportparadies – Ravensburger Spiele Nr. 5513 (PDF; 0,8 MB) auf ravensburger.de, abgerufen am 4. Dezember 2024
374. ↑  Im Wintersport Paradies auf brettspielmuseum.de, abgerufen am 6. Dezember 2024
375. ↑  Im Wintersportparadies – Spielregel auf BoardGameGeek, abgerufen am 19. Dezember 2024
376. 1 2 3 4 5 6 7 8 9 10 11  Büchertisch in Evangelisches Kirchen- und Volksblatt 77. Jahrgang, Nr. 48, Seite 7 vom 29. November 1936, abgerufen am 25. Januar 2025
377. ↑  Altes Spielzeug der 1950er und 1960er Jahre – "Geduldspiel", Ravensburger Spiele Nr.5516b auf puppenhausmuseum.de, abgerufen am 31. Dezember 2024
378. ↑  Geduldsspiel – Bantzer, Marigard auf vb-plauen.lmscloud.net, abgerufen am 13. Januar 2025
379. ↑  Spielschachtel auf Puzzle Legespiel Geduldspiel 5516 Ravensburg 50er auf kusera.de, abgerufen am 13. Januar 2025
380. ↑  Spielschachtel auf Ravensburger: Blumen kleben auf Postkarten auf eBay, abgerufen am 11. Januar 2025
381. ↑  Inventarnummer 1981.4116 (Blumenkleben auf Postkarten) beim Spielzeugmuseum Nürnberg, abgerufen auf vino-online.net am 10. Januar 2025
382. ↑  Segelflugspiel auf brettspielmuseum.de, abgerufen am 6. Dezember 2024
383. ↑  Segelflugspiel auf BoardGameGeek, abgerufen am 21. Dezember 2024
384. 1 2 3 4  Das Weihnachtspaket des bekannten Verlags Otto Maier in Ravensburg in Schwäbischer Merkur Nr. 246, Seite 3 vom 20. Oktober 1939, abgerufen auf deutsche-digitale-bibliothek.de am 23. Januar 2025
385. ↑  Kreuz und quer – Product Code Nr. 5526 auf BoardGameGeek, abgerufen am 20. Dezember 2024
386. ↑  Wer Da? auf brettspielmuseum.de, abgerufen am 6. Dezember 2024
387. ↑  Ringkampf auf BoardGameGeek, abgerufen am 21. Dezember 2024
388. ↑  Ringkampf auf brettspielmuseum.de, abgerufen am 6. Dezember 2024
389. ↑  Spielschachtel, Anleitung auf Antik Kartenspiel, Garten-Quartett, Otto Maier Ravensburg Nr. 5535 auf eBay, abgerufen am 7. Januar 2025
390. ↑  Die Gartenpädagogin Beate Hahn (1894-1970) – Titelseite des Gartenquartetts, Erstveröffentlichung 1936 beim Otto Maier Verlag, Ravensburg auf christian40489.com, abgerufen am 7. Januar 2025
391. ↑  Ziegenbock – Product Code 5536 auf BoardGameGeek, abgerufen am 21. Dezember 2024
392. ↑  Wir fahren mit der Eisenbahn auf brettspielmuseum.de, abgerufen am 6. Dezember 2024
393. ↑  Wir fahren mit der Eisenbahn auf BoardGameGeek, abgerufen am 21. Dezember 2024
394. ↑  Einer für alle: alle für einen auf BoardGameGeek, abgerufen am 19. Dezember 2024
395. ↑  Sammlung von 10 Kinderspielen, Auktion 55, Katalognr 1963 auf kiefer.de, abgerufen am 23. Januar 2025
396. 1 2 3  mgr.: Spiele für den Weihnachtstisch in Marbacher Zeitung Nr. 278 vom 28. November 1936, Seite 9, abgerufen am 23. Januar 2025
397. ↑  Pyramide bei BoardGameGeek, abgerufen am 11. Dezember 2024
398. ↑  Treppauf - Treppab in der Spieledatenbank Luding, abgerufen am 11. Dezember 2024.
399. ↑  Das kleine Spiele Magazin, Bilder auf BoardGameGeek, abgerufen am 25. Januar 2025
400. ↑  Belagerungsspiel bei der Europäischen Spielesammler Gilde, abgerufen am 14. Dezember 2024
401. ↑  Inventarnummer 1998.412 (Das Belagerungs-Spiel) beim Spielzeugmuseum Nürnberg, abgerufen auf vino-online.net am 10. Januar 2025
402. ↑  Jagd nach dem Dieb auf brettspielmuseum.de, abgerufen am 6. Dezember 2024
403. ↑  Jagd nach dem Dieb auf BoardGameGeek, abgerufen am 19. Dezember 2024
404. ↑  Kunterbunt auf BoardGameGeek, abgerufen am 19. Dezember 2024
405. ↑  Inventarnummer GS7.275 (Würfelspiel : Kunterbunt) beim Spielzeugmuseum Nürnberg, abgerufen auf vino-online.net am 11. Januar 2025
406. ↑  Die Seeschlacht auf brettspielmuseum.de, abgerufen am 6. Dezember 2024
407. ↑  Europa-Reise – German first edition – Ravensburger Spiele Nr. 5553 auf BoardGameGeek, abgerufen am 4. Dezember 2024
408. ↑  Reisespiele auf puppenhausmuseum.de, abgerufen am 4. Dezember 2024
409. ↑  Europareise bei ludorium.at, abgerufen am 16. Dezember 2024
410. ↑  Spielplan von Europareise, hochgeladen von Stephan Krug auf BoardGameGeek, abgerufen am 18. Dezember 2024 zeigt Anschluss Österreichs an.
411. ↑  Reichsautobahnen im Bau auf BoardGameGeek, abgerufen am 21. Dezember 2024
412. 1 2 3 4 5 6  E. Grueber: Das Weihnachtspaket aus Ravensburg in Marbacher Zeitung Nr. 293, Seite 6 vom 15. Dezember 1938, abgerufen auf deutsche-digitale-bibliothek.de am 23. Januar 2025
413. ↑  Der Apfelbaum – Product Code 5555 auf BoardGameGeek, abgerufen am 19. Dezember 2024
414. ↑  Inventarnummer 2012.67 (Buchzeichen zum Ausschneiden und Kleben) beim Spielzeugmuseum Nürnberg, abgerufen auf vino-online.net am 11. Januar 2025
415. ↑  Spieleschachtel auf Die Jahreszeiten Lottospiel von Marigard Bantzer * Otto Maier Ravensburger 5560 auf eBay, abgerufen am 7. Januar 2025
416. ↑  Inventarnummer 1971.131 (Teufelsrad) beim Spielzeugmuseum Nürnberg, abgerufen auf vino-online.net am 5. Januar 2025
417. ↑  Spielschachtel, Spielregel auf Vintage Märchen-Lotto Brettspiel vom Otto Maier Verlag Ravensburg - Nr. 5570 - Illustration von Marigard Bantzer - Deutschland - um 1939 am 18. September 2024 auf Etsy, abgerufen am 22. Dezember 2024
418. ↑  Inventarnummer 1984.1768 (Legespiel : Lotto : Märchen-Lotto) beim Spielzeugmuseum Nürnberg, abgerufen auf vino-online.net am 10. Januar 2025
419. ↑  Kauf bei mir bei BoardGameGeek, abgerufen am 4. Dezember 2024
420. ↑  Weltreise – German edition 1930 auf BoardGameGeek, abgerufen am 4. Dezember 2024
421. ↑  Die Jagd nach dem Glück – 5578 auf BoardGameGeek, abgerufen am 19. Dezember 2024
422. ↑  Spielschachtel, Anleitung auf Alte Angel Spiel von Otto Maier Verlag auf eBay, abgerufen am 16. Januar 2025
423. ↑  Spielschachtel auf Lotto Geduldspiel Ravensburger Frühling Sommer Herbst Winter Spiele Nr.5581 am 30. Juli 2024 auf eBay, abgerufen am 31. Dezember 2024
424. ↑  Inventarnummer 1984.1770 (Puzzle : Geduld-Spiel) beim Spielzeugmuseum Nürnberg, abgerufen auf vino-online.net am 10. Januar 2025
425. ↑  Autorennen bei BoardGameGeek, abgerufen am 19. Dezember 2024
426. ↑  Inventarnummer 1998.7 (Das lustige Kasperle-Theater) beim Spielzeugmuseum Nürnberg, abgerufen auf vino-online.net am 10. Januar 2025
427. ↑  Das lustige Kasperle theater bei madamvintage.nl, abgerufen am 10. Januar 2025
428. ↑  Inventarnummer 1981.4118 (Kasperltheater : Das lustige Kasperletheater) beim Spielzeugmuseum Nürnberg, abgerufen auf vino-online.net am 11. Januar 2025
429. ↑  Hexenhaus auf brettspielmuseum.de, abgerufen am 9. Dezember 2024
430. ↑  Hexenhaus bei BoardGameGeek, abgerufen am 4. Dezember 2024
431. ↑  Inventarnummer 1986.316 (Kartenspiel : Quartett : Städte-Quartett : Städte Europas) beim Spielzeugmuseum Nürnberg, abgerufen auf vino-online.net am 10. Januar 2025
432. ↑  Schiffs-Quartett (Ravensburger) am 24. März 2022 auf quartettblog.wordpress.com, abgerufen am 14. Dezember 2024
433. ↑  Rhein-Reise auf BoardGameGeek, abgerufen am 21. Dezember 2024
434. ↑  Inventarnummer 1998.403 (Reisespiel : Rhein-Reise) beim Spielzeugmuseum Nürnberg, abgerufen auf vino-online.net am 10. Januar 2025
435. 1 2  Ravensburger bei bahnwahn.de, abgerufen am 15. Dezember 2024
436. ↑  Spielschachtel und Inhalt auf Ravensburger Spiel: Gartenlotto Nr. 5600 am 20. September 2024 auf eBay, abgerufen am 7. Januar 2025
437. ↑  Spieleschachtel, Spielanleitung auf Vintage Garten Lotto Komplett Otto Maier Verlag Ravensburg Ravensburger 1950er Jahre auf etsy.com, abgerufen am 7. Januar 2025
438. ↑  Lepanto auf BoardGameGeek, abgerufen am 19. Dezember 2024
439. ↑  Inventarnummer 1998.402 (Labyrinth) beim Spielzeugmuseum Nürnberg, abgerufen auf vino-online.net am 10. Januar 2025
440. ↑  Schachtel, Spielanleitung auf Labyrinth par Ravensburger spiele 5602 auf rakuten.com, abgerufen am 23. Januar 2025
441. ↑  La coccinella Puck (PDF; 1,5 MB) auf ravensburger.de, abgerufen am 4. Dezember 2024
442. ↑  Marienkäfer Puck auf BoardGameGeek, abgerufen am 19. Dezember 2024
443. ↑  Inventarnummer 1998.401 (Marienkäfer Puck) beim Spielzeugmuseum Nürnberg, abgerufen auf vino-online.net am 10. Januar 2025
444. ↑  Verkehrsspiel – Product Code 5606 auf BoardGameGeek, abgerufen am 21. Dezember 2024
445. ↑  Inventarnummer 1981.4119 (Wachsarbeiten) beim Spielzeugmuseum Nürnberg, abgerufen auf vino-online.net am 5. Januar 2025
446. ↑  Inventarnummer 1998.435 (Wachsarbeiten) beim Spielzeugmuseum Nürnberg, abgerufen auf vino-online.net am 11. Januar 2025
447. ↑  Schnitzeljagd auf BoardGameGeek, abgerufen am 21. Dezember 2024
448. ↑  Zitadelle auf BoardGameGeek, abgerufen am 21. Dezember 2024
449. ↑  Kreuzwort-Pulok auf BoardGameGeek, abgerufen am 7. Dezember 2024
450. ↑  Das lustige Kinderpulok bei spiele-check.de, abgerufen am 7. Dezember 2024
451. ↑  Kinderpulok – German edition auf BoardGameGeek, abgerufen am 7. Dezember 2024
452. ↑  Spring! auf BoardGameGeek, abgerufen am 21. Dezember 2024
453. ↑  Inventarnummer 1998.424 (Frage- und Antwortspiel : Würfel des Wissens : Englisch im Spiel) beim Spielzeugmuseum Nürnberg, abgerufen auf vino-online.net am 10. Januar 2025
454. ↑  Spieleschachtel auf Altes Spiel "Ravensburger Spiele Magazin", Nr. 5640 am 14. November 2024 auf kleinanzeigen.de, abgerufen am 7. Januar 2025
455. ↑  Handel und Wandel – Spielregel auf BoardGameGeek, abgerufen am 19. Dezember 2024
456. ↑  Inventarnummer 1998.400 (Wirtschaftsspiel : Handel und Wandel) beim Spielzeugmuseum Nürnberg, abgerufen auf vino-online.net am 10. Januar 2025
457. ↑  Schachtelseite, Inhalt, Copyright auf Federhütchen und Hupfkugel Otto Maier Verlag, Ravensburg 1956 am 1. Februar 2025 auf kleinanzeigen.de, abgerufen am 24. Februar 2025
458. ↑  Scarlett - Das neue Glücksrad auf smb.museum-digital.de, abgerufen am 27. Januar 2025
459. ↑  Spielschactel auf Ravensburger - Der grosse Zauberkünstler / 50er Jahre auf ricardo.ch, abgerufen am 20. Dezember 2024
460. ↑  Woher kommt mein Wagen? auf Spiele, Alte Spiele – Alte Spiele sammeln – Antwort von Michael Wimmer am 27. Dezember 2019 auf sammeln-sammler.de, abgerufen am 12. August 2025
461. ↑  1950er; Gartenblumen Quartett Nr. 5700 auf ricardo.ch, abgerufen am 11. Dezember 2024
462. ↑  Spielschachtel, Anleitung auf Wald Quartett Otto Maier Ravensburg Nr. 5701 am 20. Dezember 2024 auf eBay, abgerufen am 22. Dezember 2024
463. ↑  Amerika (Ravensburger) am 7. November 2016 auf quartettblog.wordpress.com, abgerufen am 14. Dezember 2024
464. ↑  Quizkönig bei ludorium.at, abgerufen am 16. Dezember 2024
465. ↑  Quizkönig – Product Code 5707 auf BoardGameGeek, abgerufen am 21. Dezember 2024
466. ↑  House of Cards – Wolkenkuckuckshaus – Design by Charles Eames bei der Europäischen Spielesammler Gilde, abgerufen am 4. Dezember 2024
467. 1 2 3  Für Leiter von Kindergruppen am 25. Dezember 1959 in Das Ostpreußenblatt, abgerufen auf preussische-allgemeine.de am 5. Januar 2025
468. ↑  Spielschachtel auf Quiz in der Tasche * 1. Folge Ravensburger Spiel Nr. 5711 a * Otto Maier Verlag auf eBay, abgerufen am 5. Januar 2025
469. ↑  Großwildjagd in Afrika auf BoardGameGeek, abgerufen am 19. Dezember 2024
470. ↑  Das große Ochsentreiben – Spielregel auf BoardGameGeek, abgerufen am 19. Dezember 2024
471. ↑  Spielregel auf BoardGameGeek, abgerufen am 19. Dezember 2024
472. ↑  (C) Otto Maier Verlage Ravensburg 1956 auf 1956 Fahr Zu, Kleine Lok! (Go ahead, little Loco!) by Ravensburger auf tomsk3000.com, abgerufen am 4. Dezember 2024
473. ↑  FISCHE FANGEN Ein frohes Petri Heil auf BoardGameGeek, abgerufen am 19. Dezember 2024
474. ↑  Adlerschiessen ( Das Adlerschießen ) auf ludorium.at, abgerufen am 16. Dezember 2024
475. ↑  Adlerschiessen auf ludorium.at, abgerufen am 16. Dezember 2024
476. ↑  Der Mittelstürmer bist Du auf BoardGameGeek, abgerufen am 21. Dezember 2024
477. ↑  Inventarnummer 1998.413 (Der Mittelstürmer bist Du) beim Spielzeugmuseum Nürnberg, abgerufen auf vino-online.net am 10. Januar 2025
478. ↑  Seeräuber auf BoardGameGeek, abgerufen am 21. Dezember 2024
479. ↑  Bantu – Ravensburger German edition 6102b auf BoardGameGeek, abgerufen am 19. Dezember 2024
480. ↑  Such mich: fang mich – Product Code 6103 auf BoardGameGeek, abgerufen am 20. Dezember 2024
481. ↑  Schöne weite Welt – German edition 1955 auf BoardGameGeek, abgerufen am 4. Dezember 2024
482. ↑  Inventarnummer 1998.411 (Schöne weite Welt : Geographie im Spiel & Puzzle & Lotto : Bilderlotto) beim Spielzeugmuseum Nürnberg, abgerufen auf vino-online.net am 10. Januar 2025
483. ↑  Spielschachtel, Anleitung auf 3 x G Buchstaben - Spiel / Ravensburger um 1960 auf ricardo.ch, abgerufen am 13. Januar 2025
484. ↑  Original Memory bei spieletest.at, abgerufen am 11. Dezember 2024
485. ↑  Das Duden Spiel bei ludorium.at, abgerufen am 9. Dezember 2024
486. ↑  Spielschachtel auf Kunterbunte Erde - Lotto-Spiel von Ravensburger ©1957 ab 6 Jahren auf eBay, abgerufen am 12. Januar 2025
487. ↑  Inventarnummer 1998.429 (Bunte Drahtplastik) beim Spielzeugmuseum Nürnberg, abgerufen auf vino-online.net am 10. Januar 2025
488. ↑  Spiele-Sammlung – Mein Lebensbäumchen (DBGM) auf spielzeugausstellung.com, abgerufen am 10. Januar 2025
489. ↑  Inventarnummer 1981.4121 (Maßband : Mein Lebensbäumchen) beim Spielzeugmuseum Nürnberg, abgerufen auf vino-online.net am 10. Januar 2025
490. ↑  Inventarnummer 1981.4122 (Bunter Schmuck für Kinder) beim Spielzeugmuseum Nürnberg, abgerufen auf vino-online.net am 10. Januar 2025
491. ↑  „Bunter Schmuck für Kinder. (6-10 Jahre). Ravensburger Spiele Nr. 6307, Verlag. Otto Maier“ gemäß Google-Suche, abgerufen am 10. Januar 2025 auf vr-elibrary.de in Bildung und Erziehung Band 10, Ausgabe jg, Dezember 1957
492. ↑  Inventarnummer 1981.4125 (Experimentierkasten : Der junge Physiker) beim Spielzeugmuseum Nürnberg, abgerufen auf vino-online.net am 5. Januar 2025
493. ↑  Schachtel auf 1957 Karton Der junge Physiker Ravensburger Spiel 6313 am 28. Juli 2024 auf kleinanzeigen.de, abgerufen am 5. Januar 2025
494. ↑  Inventarnummer 1981.4126 (Stroharbeiten) beim Spielzeugmuseum Nürnberg, abgerufen auf vino-online.net am 10. Januar 2025
495. ↑  Spielschachtel, Anleitung auf Ravensbuger Spiele - Stroharbeiten 6314 Otto Maier Verlag Ravensburg auf eBay, abgerufen am 20. Januar 2025
496. 1 2  Spielregel auf Papiermosaik Spielzeug Basteln Kinder auf ricardo.ch, abgerufen am 10. Januar 2025
497. ↑  Inventarnummer 1998.395 (Mosaikspiel : Papiermosaik & Das neue Papiermosaik) beim Spielzeugmuseum Nürnberg, abgerufen auf vino-online.net am 10. Januar 2025
498. ↑  Inventarnummer 1981.4128 (Folienmosaik) beim Spielzeugmuseum Nürnberg, abgerufen auf vino-online.net am 10. Januar 2025
499. ↑  Inventarnummer 1981.4123 (Schmuck für junge Mädchen) beim Spielzeugmuseum Nürnberg, abgerufen auf vino-online.net am 10. Januar 2025
500. ↑  Inventarnummer 1981.4124 (Formen und Farben) beim Spielzeugmuseum Nürnberg, abgerufen auf vino-online.net am 10. Januar 2025
501. ↑  Jochen: Was wünsch ich mir? am 5. Dezember 1959 in Das Ostpreußenblatt Jahrgang 10, Folge 49, Seite 14, abgerufen auf archiv.preussische-allgemeine.de am 31. Dezember 2024
502. ↑  Inventarnummer 1981.4141 (Wundergarten ohne Erde) beim Spielzeugmuseum Nürnberg, abgerufen auf vino-online.net am 10. Januar 2025
503. ↑  Inventarnummer 1998.439 (Weihnachtssterne zum Bekleben) beim Spielzeugmuseum Nürnberg, abgerufen auf vino-online.net am 10. Januar 2025
504. ↑  Inventarnummer 1998.440 (Tischkarten und Servietten) beim Spielzeugmuseum Nürnberg, abgerufen auf vino-online.net am 10. Januar 2025
505. ↑  Inventarnummer 1981.4112 (Bilder zum Ausnähen) beim Spielzeugmuseum Nürnberg, abgerufen auf vino-online.net am 10. Januar 2025
506. ↑  Inventarnummer 1981.4113 (Kleine Papparbeit) beim Spielzeugmuseum Nürnberg, abgerufen auf vino-online.net am 11. Januar 2025
507. ↑  Inventarnummer 1981.4114 (Bunte Transparente) beim Spielzeugmuseum Nürnberg, abgerufen auf vino-online.net am 11. Januar 2025
508. ↑  Inventarnummer 1981.4120 (Falten und Stempeln : Kindergeschenke zum Falten und Stempeln) beim Spielzeugmuseum Nürnberg, abgerufen auf vino-online.net am 10. Januar 2025
509. ↑  Inventarnummer 1981.4130 (Bilderkleben auf Postkarten) beim Spielzeugmuseum Nürnberg, abgerufen auf vino-online.net am 10. Januar 2025
510. ↑  Inventarnummer 1981.4131 (Bilder zum Ausnähen) beim Spielzeugmuseum Nürnberg, abgerufen auf vino-online.net am 10. Januar 2025
511. ↑  Inventarnummer 1981.4132 (Laternen und Transparente) beim Spielzeugmuseum Nürnberg, abgerufen auf vino-online.net am 10. Januar 2025
512. ↑  Inventarnummer 1981.4135 (Masken selbermachen) beim Spielzeugmuseum Nürnberg, abgerufen auf vino-online.net am 11. Januar 2025
513. 1 2 3 4 5 6 7 8 9 10 11  Ravensburger Spiele aus den 60er Jahren bei der Europäischen Spielesammler Gilde, abgerufen am 4. Dezember 2024
514. ↑  Go und Gobang – Product Code 13.006 bei BoardGameGeek, abgerufen am 18. Dezember 2024
515. ↑  Schachtelseite auf Ravensburger Dame Mühle Vintage Spiel Otto Maier 13.004 am 2. Dezember 2024 auf kleinanzeigen.de, abgerufen am 18. Dezember 2024
516. ↑  Der große Zauberkünstler bei ludorium.at, abgerufen am 18. Dezember 2024
517. ↑  Der Zauberlehrling bei ludorium.at, abgerufen am 18. Dezember 2024
518. ↑  Hallo Taxi – Produktbeschreibung 1967 auf BoardGameGeek, abgerufen am 19. Dezember 2024
519. ↑  Cartino – 14.219 auf BoardGameGeek, abgerufen am 19. Dezember 2024
520. ↑  Liste für 'Ravensburger' bei jigsaw-wiki.com, abgerufen am 18. Dezember 2024
521. 1 2 3 4 5  RMW: Bücher für den Weihnachtstisch – Beschäftigungsspiele in Das Ostpreußenblatt Jahrgang 12, Folge 49, Seite 7 vom 9. Dezember 1961 auf archiv.preussische-allgemeine.de, abgerufen am 9. Dezember 2024
522. ↑  Märchen Quartett – 16.003 bei BoardGameGeek, abgerufen am 19. Dezember 2024
523. ↑  Uitgever Otto Maier, Ravensburg (niederländisch) am 19. Februar 2020 auf prentbriefkaarten.info, abgerufen am 19. Dezember 2024
524. ↑  Öl für uns alle – Ravensburger Spiele Nr. 11.006 (PDF; 0,7 MB) auf ravensburger.de, abgerufen am 4. Dezember 2024
525. ↑  Olympia-Zehnkampf – Ravensburger Spiele Nr. 11.105 (PDF; 0,3 MB) auf ravensburger.de, abgerufen am 4. Dezember 2024
526. ↑  Olympia Zehnkampf (1960) auf BoardGameGeek, abgerufen am 4. Dezember 2024
527. ↑  Warum? – Ravensburger Spiele Nr. 11.413 (PDF; 2,2 MB) auf ravensburger.de, abgerufen am 4. Dezember 2024
528. ↑  Moby Dick auf brettspielmuseum.de, abgerufen am 4. Dezember 2024
529. ↑  4 erste Spiele auf brettspiele.digital, abgerufen am 9. Dezember 2024
530. ↑  Schubs + Remmidemmi – Ravensburger Spiele Nr. 11.414 (PDF; 0,1 MB) auf ravensburger.de, abgerufen am 4. Dezember 2024
531. ↑  Emil und die Detektive – Ravensburger Spiele Nr. 11.416 (PDF; 0,3 MB) auf ravensburger.de, abgerufen am 4. Dezember 2024
532. ↑  Auf der schwäbischen Eisenbahn – Ravensburger Spiele Nr. 11.417 (PDF; 0,2 MB) auf ravensburger.de, abgerufen am 4. Dezember 2024
533. ↑  Goldgräber – Ravensburger Spiele 11.418 (PDF; 2,8 MB) auf ravensburger.de, abgerufen am 4. Dezember 2024
534. ↑  Circus – Ravensburger Spiele Nr. 11.419 (PDF; 0,2 MB) auf ravensburger.de, abgerufen am 4. Dezember 2024
535. ↑  Der Spur nach – Ravensburger Spiele Nr. 11.206 (PDF; 0,4 MB) auf ravensburger.de, abgerufen am 4. Dezember 2024
536. ↑  Kaiser König Edelmann (PDF; 0,5 MB) auf ravensburger.de, abgerufen am 4. Dezember 2024
537. ↑  Mausefalle (PDF; 0,3 MB), abgerufen am 4. Dezember 2024
538. ↑  Rummy – Spielanleitung (PDF; 0,8 MB) auf spiele4us.de, abgerufen am 4. Dezember 2024
539. ↑  Gut geteilt ist halb gewonnen (PDF; 1,7 MB) auf ravensburger.de, abgerufen am 4. Dezember 2024
540. ↑  Bunte – Quiz Royal – Ravensburger Spiele Nr. 01 555 9 (PDF; 0,5 MB) auf ravensburger.de, abgerufen am 4. Dezember 2024
541. ↑  – Ravensburger Spiele Nr. 01 129 2 (PDF; 1,0 MB) auf ravensburger.de, abgerufen am 4. Dezember 2024
542. ↑  Das Erbe des Maloney – Ravensburger Spiele Nr. 01 566 5 (PDF; 1,2 MB) auf ravensburger.de, abgerufen am 4. Dezember 2024
543. ↑  Asterix und die Römer – Ravensburger Spiele Nr. 01 201 5 (PDF; 1,0 MB) auf ravensburger.de, abgerufen am 4. Dezember 2024
544. ↑  Plitsch-Platsch Pinguin – Ravensburger Spiele Nr. 21288 0 (PDF; 0,5 MB) auf ravensburger.de, abgerufen am 4. Dezember 2024
545. ↑  Wuffi komm heim! (1996) auf BoardGameGeek, abgerufen am 4. Dezember 2024
546. ↑  Phase 10 (PDF; 1,1 MB) auf ravensburger.de, abgerufen am 4. Dezember 2024
547. ↑  Luxor – Ravensburger Spiele Nr. 26 241 0 (PDF; 1,0 MB) auf ravensburger.de, abgerufen am 4. Dezember 2024
548. ↑  Schlag den Raab – Das Spiel – Ravensburger Spiele Nr. 27 227 3 (PDF; 4,0 MB) auf ravensburger.de, abgerufen am 4. Dezember 2024
549. 1 2 3  90 Jahre „Fang den Hut!“ – Kuriose Fakten zu „Fang den Hut!“ am 17. Mai 2017 auf ravensburger-gruppe.de, abgerufen am 5. Dezember 2024
550. ↑  Malefiz bei ravensburger.de, abgerufen am 10. Dezember 2024
551. ↑  40 Jahre Sagaland: Jubiläumsausgabe im Retro-Look am 22. März 2021 auf ravensburger-gruppe.de, abgerufen am 5. Dezember 2024
552. ↑  Ravensburger Spieleland baut mit Scotland Yard eine Weltneuheit am 12. September 2024 auf ravensburger-gruppe.de, abgerufen am 5. Dezember 2024
553. ↑  Jan Sägert: Max Kobbert – "Das verrückte Labyrinth": Erfinder erklärt, warum Kinder so häufig gewinnen am 25. April 2024 auf stern.de, abgerufen am 10. Dezember 2024
554. ↑  Levin Schröder: So wurde dieser Ravensburger zum gefragten Spielentwickler am 24. Dezember 2023 auf schwaebische.de, abgerufen am 5. Dezember 2024
555. ↑  „Plitsch Platsch Pinguin“ feiert 25. Geburtstag am 7. Januar 2021 auf ravensburger-gruppe.de, abgerufen am 5. Dezember 2024
556. ↑  Lotti Karotti - Kinderspiel ab 4 Jahren bei ravensburger.de, abgerufen am 5. Dezember 2024
557. ↑  Die Ravensburger Casino Serie auf alte-spiele.de, abgerufen am 5. Dezember 2024
558. ↑  Ravensburger Casino Serie bei der Europäischen Spielesammler Gilde, abgerufen am 5. Dezember 2024
559. ↑  90 Jahre „Fang den Hut!“ am 17. Mai 2017 auf ravensburger-gruppe.de, abgerufen am 5. Dezember 2024
560. ↑  Think auf BoardGameGeek, abgerufen am 4. Dezember 2024
561. 1 2  Die Ravensburger Traveller-Serie bei alte-spiele.de, abgerufen am 4. Dezember 2024
562. 1 2 3 4 5 6  alea Spiele – Übersicht auf goodgameguide.de, abgerufen am 5. Dezember 2024
563. ↑  Ravensburger Digital wird umgebaut. In: GamesWirtschaft. 13. Januar 2017, abgerufen am 29. August 2020.
564. ↑  Unvergessliche Disney Momente auf ravensburger.de, abgerufen am 13. Dezember 2021.

Koordinaten: 47° 46′ 11″ N, 9° 35′ 59,6″ O